# Chambéry
Vous lisez un « article de qualité » labellisé en 2008.
Ne doit pas être confondu avec Champéry, Chambésy, Chamberí ou Chambéria.
Chambéry (/ʃɑ̃.be.ʁi/) est une commune française située dans le département de la Savoie en région Auvergne-Rhône-Alpes.
Installée dans les Préalpes du Nord entre les massifs des Bauges et de la Chartreuse, aux confluents de la Leysse et de l'Albanne puis de l'Hyères, la ville est l'actuelle préfecture de la Savoie, ainsi que le siège d'une cour d'appel et d'un archevêché. D’après le recensement de l’INSEE, la population municipale est de 60 251 habitants en 2022.
La ville est surnommée la « Cité des ducs » car acquise par la maison de Savoie en 1232, elle devient la capitale politique des comtes de Savoie en 1295 lors de l'achat du château et de l'établissement officiel du Conseil résident, puis du duché de Savoie de 1416 jusqu'à son transfert à Turin en 1562. Chambéry demeure toutefois la capitale historique des États de Savoie. Grâce à la maîtrise des grands cols alpins et de la route d'Italie, qui leur a valu le surnom de Portiers des Alpes, les comtes, puis ducs de Savoie, devenus rois de Sardaigne en 1718, ont exercé une influence certaine en Europe, notamment en instaurant un véritable laboratoire de l'« absolutisme éclairé ». De 1792 à 1815 et depuis 1860, la ville fait partie de la France.
Marquée par une industrialisation tardive, l'économie de la ville a longtemps reposé sur la présence des administrations et de l'armée. Son centre historique a été partiellement détruit lors des bombardements de mai 1944. Depuis sa fusion avec deux communes rurales et la création de nouveaux quartiers et zones industrielles dans les années 1950 et 1960, Chambéry connaît un fort accroissement démographique. La présence de l'université Savoie-Mont-Blanc, implantée en 1979, a également apporté à Chambéry une importante population universitaire.

## Géographie

### Localisation
La ville de Chambéry se situe dans le quart sud-est de la France à environ 520 km au sud-est de Paris, 330 km au nord-est de Marseille, 210 km au nord-ouest de Turin, 100 km à l'est-sud-est de Lyon et à 85 km au sud de Genève, ce qui lui vaut le qualificatif de « carrefour naturel européen » et explique son essor historique. Elle fait partie du sillon alpin (qui s'étend de Valence à Genève) et se situe pratiquement à mi-chemin entre Grenoble (55 km) et Annecy (50 km).

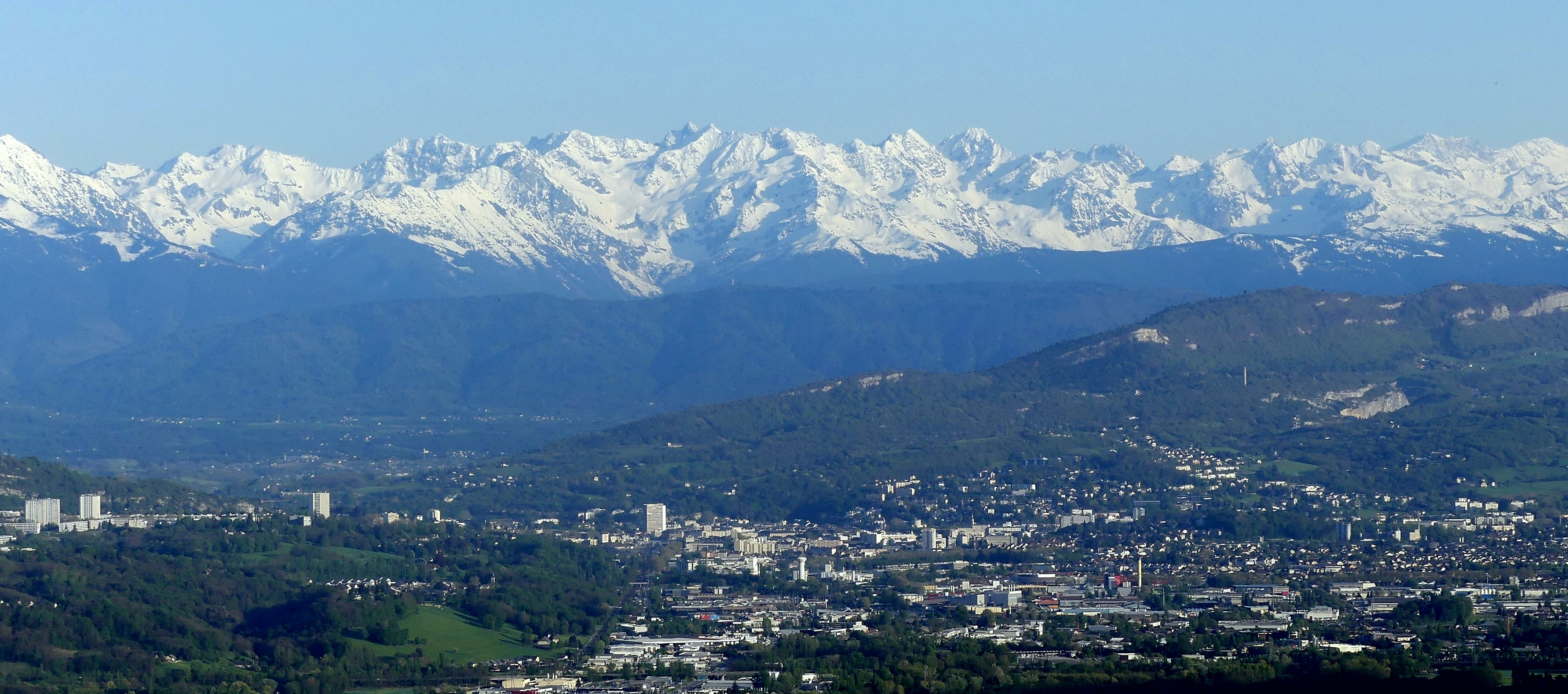
La presque totalité de la commune de Chambéry devant la chaîne de Belledonne encore enneigée.

Son centre est enserré au niveau de la partie la plus étroite de la cluse de Chambéry séparant la trouée des Marches au sud du bassin du lac du Bourget au nord. Le site est entouré à l'est par le massif des Bauges (dominé par le Nivolet et la croix du Nivolet), au sud par le mont Granier (Chartreuse) et la chaîne de Belledonne, à l'ouest par la chaîne de l'Épine (montagne la plus méridionale du Jura) et au nord par le lac du Bourget.

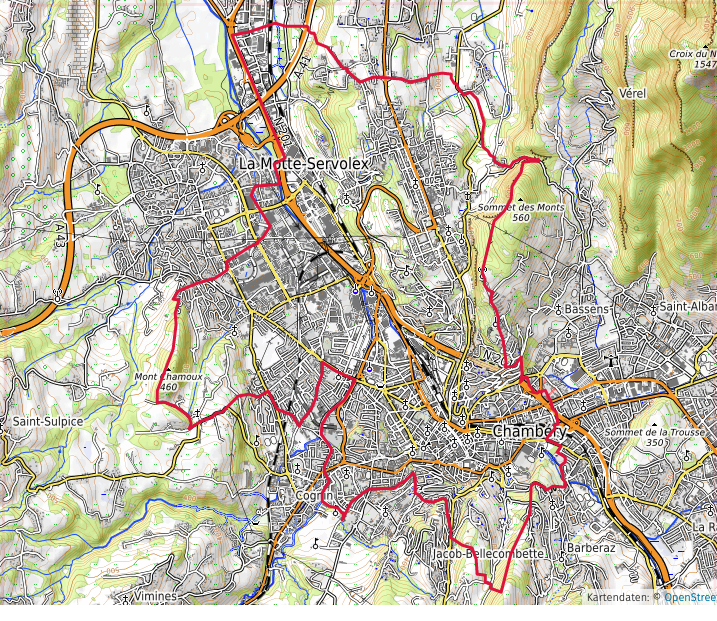
Carte topographique.

Avant la fondation de la ville à l'époque romaine, de vastes marais résultant des dernières glaciations s'étendaient à cet emplacement. Une partie de la commune se situe en terrain plat mais Chambéry est marquée par plusieurs côtes et collines : Les Monts, Montjay, la Boisse, Bellevue ou Chamoux, auxquelles s'ajoute le plateau de la Croix-Rouge sur les Hauts-de-Chambéry (ou Chambéry-le-Haut, sa dénomination d'origine) et Chambéry-le-Vieux. Le reste du paysage se compose de moyennes montagnes des massifs alentour. Chacune des côtes, qu'il s'agisse des Monts du côté des Bauges, ou de Bellevue du côté de la Chartreuse, débute à quelques centaines de mètres du centre-ville de la commune, à proximité de la gare pour la première et du château pour la seconde. Chambéry compte également le vallon des Charmettes au pied de la Chartreuse, et un petit vallon moins marqué entre les Monts et le plateau de la Croix-Rouge au nord de la commune.
Enfin, d'un point de vue géologique, la ville actuelle de Chambéry se trouve dans une cuvette naturelle occupée autrefois par des zones humides (marais), laissées par le retrait du lac du Bourget. La raison de cet établissement en ce lieu étant la présence de rivières (l'Albanne et la Leysse) constituant un rempart naturel contre les invasions, et l'emplacement, stratégique car situé sur des axes économiques de l'époque. La cité s'est développée et a pris forme autour des établissements administratifs pendant l'époque féodale. Les rues et les boulevards se sont développés à partir du château et du sénat (le cœur administratif et judiciaire du duché de Savoie).

### Communes limitrophes
La commune de Chambéry est limitrophe de 9 communes. La plus longue limite est partagée avec La Motte-Servolex à l'ouest, de l'aéroport jusqu'aux hauts de Bissy le long du mont Chamoux.
En continuant vers le sud, Chambéry possède une courte limite commune avec Saint-Sulpice, puis avec Cognin, dont un « bras » s'enfonce dans la commune entre Bissy et les rives de l'Hyères (marquant une partie de cette limite entre les deux communes).
Le sud de la commune, des berges de l'Hyères dans le quartier du Biollay jusqu'aux Charmettes, est ensuite limitrophe avec Jacob-Bellecombette, puis de Barberaz en longeant le quartier du Laurier jusqu'à la Leysse au niveau de la sortie 18 de la voie rapide urbaine à l'est de Chambéry.
De l’autre rive de la Leysse débute la séparation avec la commune de Bassens en longeant et remontant vers le nord le plateau des Monts au niveau du quartier de Mérande. Une courte limite s'effectue ensuite avec Saint-Alban-Leysse au niveau du col de Saint-Saturnin.
Puis se poursuit une limite beaucoup plus longue avec Sonnaz sur une grande partie nord de Chambéry, de la route du col à l'A41. Enfin, c'est la commune de Voglans qui jouxte Chambéry de l’autoroute jusqu’à l'aéroport et donc la Motte-Servolex.
Toutes les communes appartiennent à la communauté d'agglomération du Grand Chambéry à l'exception de Voglans, membre de la communauté d'agglomération Grand Lac.

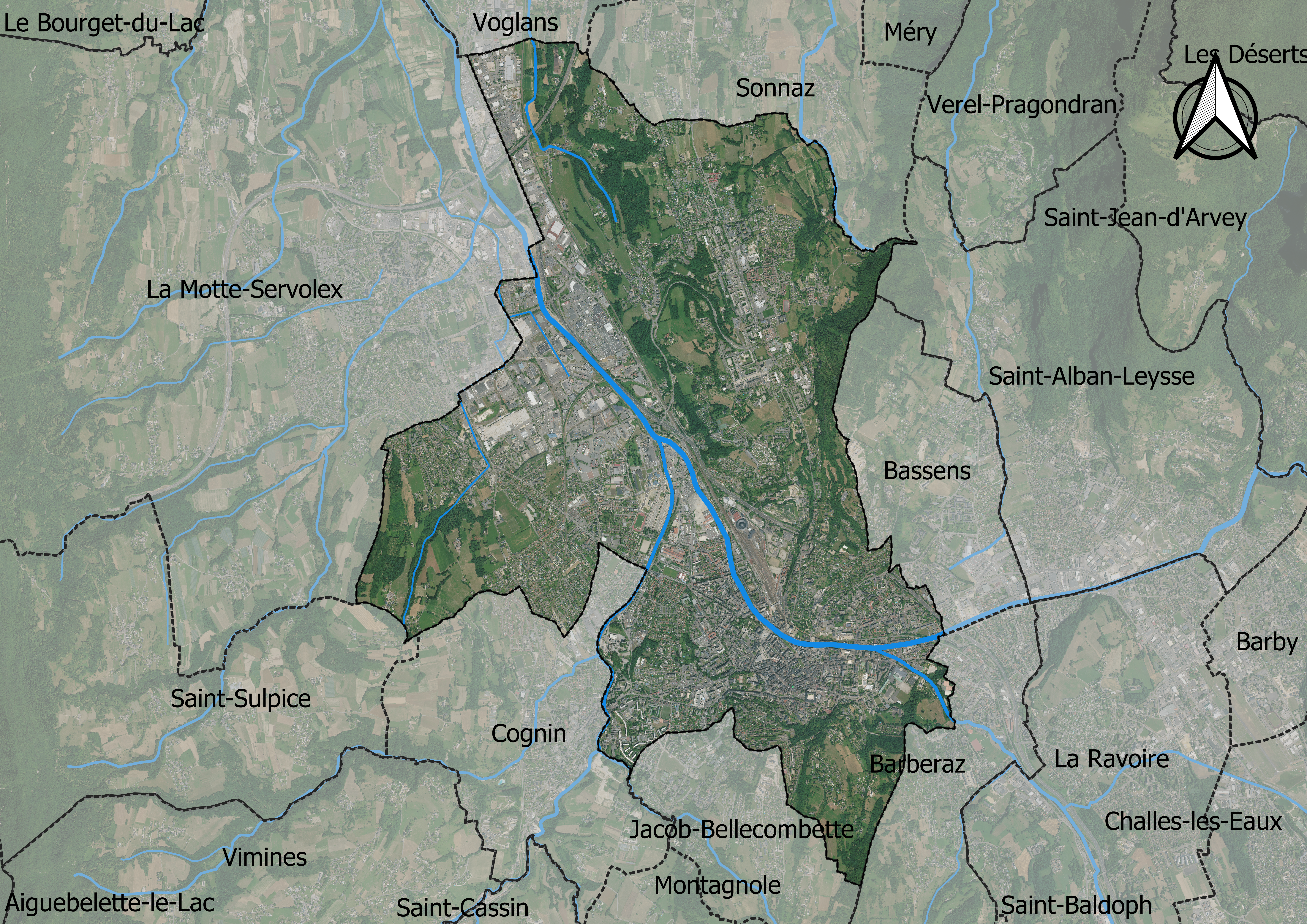
Carte de Chambéry et ses communes limitrophes.

| La Motte-Servolex    | Voglans             | Sonnaz Saint-Alban-Leysse |
| La Motte-Servolex    | Chambéry            | Bassens                   |
| Saint-Sulpice Cognin | Jacob-Bellecombette | Barberaz                  |

### Climat

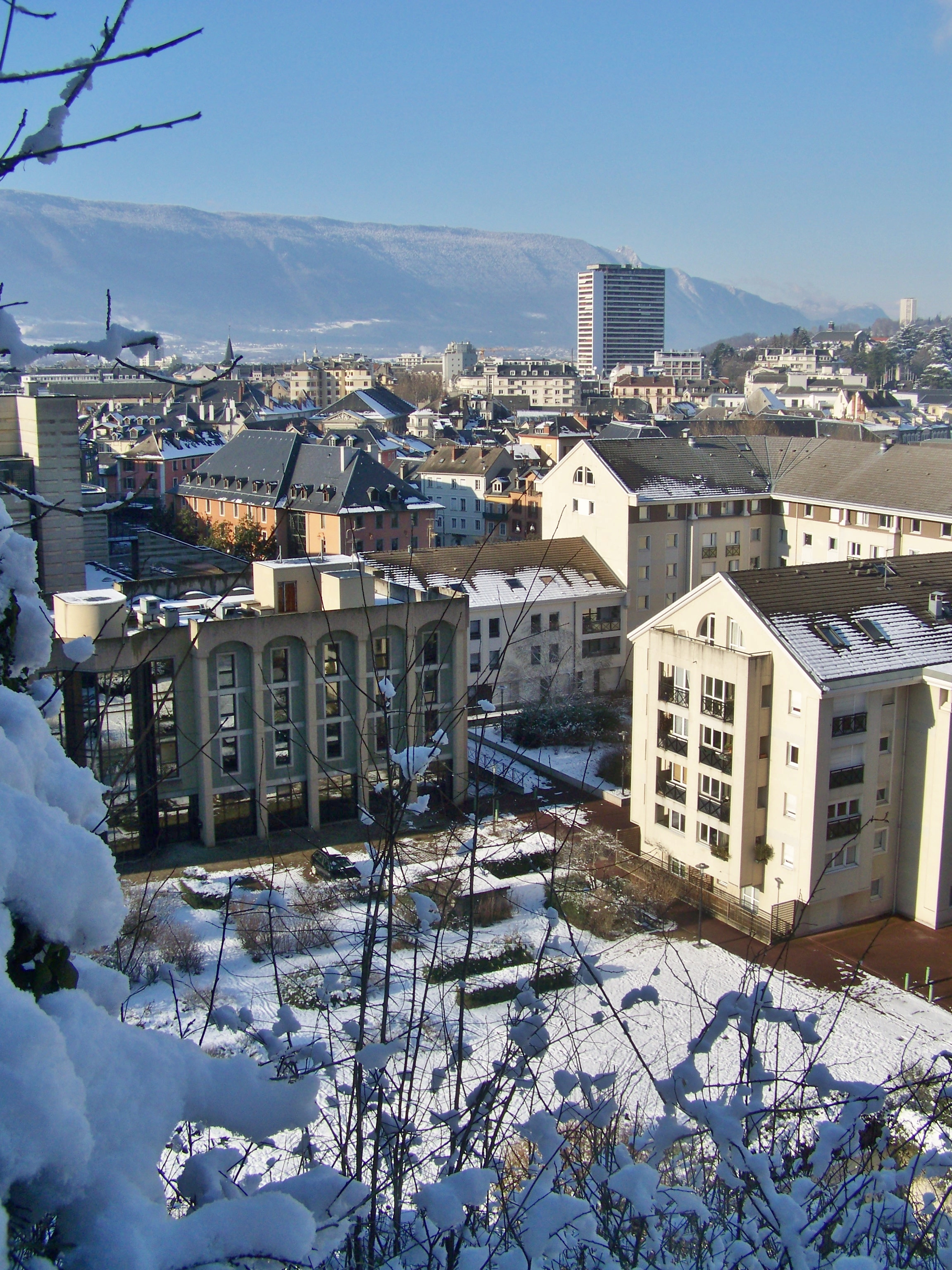
Bien que rarement abondantes et durables, des chutes de neige surviennent durant la plupart des hivers à Chambéry.

Le climat à Chambéry est en partie montagnard en raison de la présence proche de la chaîne de l'Épine (Jura) et des massifs des Bauges, de la Chartreuse et de Belledonne (Alpes),.
Pour autant, son climat demeure relativement tempéré et se caractérise par des étés souvent secs et chauds mais ponctués d'orages assez réguliers. Les automnes sont généralement pluvieux, bien que de belles arrière-saisons y soient aussi fréquentes. Les hivers se présentent avec peu de gel ou alors de manière faible à modérée,. La neige bien que peu abondante, survient durant la plupart des hivers à Chambéry. Les printemps sont agréablement doux et moins pluvieux.
L'ensoleillement est bon et le brouillard est peu fréquent (bien que certaines zones humides y soient soumises plus régulièrement). Les températures quant à elles sont fluctuantes, pouvant se montrer caniculaires l'été.
Le 24 août 2023, la température de l'air a atteint 40,5 °C constituant un record absolu pour la commune.
La pluviométrie annuelle moyenne est de 115 jours / an avec un cumul total de 1 204 mm. Cependant, ces données varient grandement en fonction des épisodes de canicules et de sécheresse, plus extrêmes ces deux dernières années.
Malgré ces moyennes, des écarts existent entre les années. Ainsi le mois de juillet 2014 a été marqué par un record de précipitations avec près de 250 mm d'eau tombée, tandis qu'à l'inverse, dès le milieu du mois de juillet 2015 ont été mises en place des mesures de restriction d'eau en raison de l'absence prolongée de précipitations significatives pendant plus d'un mois.
| Ville             | Ensoleillement | Pluie         | Neige     | Orage     | Brouillard |
| ----------------- | -------------- | ------------- | --------- | --------- | ---------- |
| Paris             | 1 797 h/an     | 642 mm/an     | 15 j/an   | 19 j/an   | 13 j/an    |
| Nice              | 2 694 h/an     | 767 mm/an     | 1 j/an    | 31 j/an   | 1 j/an     |
| Strasbourg        | 1 637 h/an     | 610 mm/an     | 30 j/an   | 29 j/an   | 65 j/an    |
| Chambéry          | 1 894,9 h/an   | 1 203,9 mm/an | 18,3 j/an | 32,7 j/an | 26,9 j/an  |
| Moyenne nationale | 1 973 h/an     | 770 mm/an     | 14 j/an   | 22 j/an   | 40 j/an    |

| Mois                                             | jan.         | fév.          | mars          | avril        | mai          | juin         | jui.         | août         | sep.         | oct.         | nov.          | déc.          | année     |
| ------------------------------------------------ | ------------ | ------------- | ------------- | ------------ | ------------ | ------------ | ------------ | ------------ | ------------ | ------------ | ------------- | ------------- | --------- |
| Température minimale moyenne (°C)                | −0,7         | −0,4          | 2,5           | 5,6          | 10           | 13,5         | 15           | 14,6         | 11,3         | 7,7          | 3,1           | 0             | 6,8       |
| Température moyenne (°C)                         | 2,9          | 4,1           | 8             | 11,4         | 15,6         | 19,4         | 21,4         | 20,9         | 16,8         | 12,3         | 6,9           | 3,4           | 11,9      |
| Température maximale moyenne (°C)                | 6,4          | 8,5           | 13,4          | 17,3         | 21,3         | 25,3         | 27,8         | 27,1         | 22,3         | 17           | 10,6          | 6,9           | 17        |
| Record de froid (°C) date du record              | −19 07.1985  | −14,4 05.2012 | −10,3 02.2005 | −4,6 13.1986 | −1,4 06.1979 | 2,8 05.1975  | 5,4 08.1978  | 5 31.1986    | 1 30.1995    | −4,3 31.1997 | −10,8 27.2005 | −13,5 30.1976 | −19 1985  |
| Record de chaleur (°C) date du record            | 20,3 25.2025 | 20,7 23.2017  | 25,1 26.2006  | 29,5 28.2012 | 32,7 25.2009 | 37,5 30.2025 | 38,8 07.2015 | 40,5 24.2023 | 32,4 01.2024 | 29 02.1985   | 23,3 06.1997  | 22,7 18.1989  | 40,5 2023 |
| Ensoleillement (h)                               | 76,6         | 101,8         | 157,8         | 176,2        | 202,3        | 236,3        | 261,6        | 237,1        | 180,7        | 123,8        | 74,5          | 66,3          | 1 894,9   |
| Précipitations (mm)                              | 102,6        | 79,1          | 93,1          | 87,9         | 101          | 94,5         | 91,7         | 97,6         | 104,3        | 113,3        | 114,6         | 124,2         | 1 203,9   |
| dont nombre de jours avec précipitations ≥ 1 mm  | 9,7          | 8,1           | 9,7           | 9,6          | 11,1         | 9,9          | 8,2          | 8,5          | 8,8          | 10,3         | 10,1          | 10,6          | 114,6     |
| dont nombre de jours avec précipitations ≥ 5 mm  | 6            | 4,9           | 5,6           | 5,7          | 6,3          | 5,7          | 4,8          | 5,4          | 5,1          | 6,5          | 6,2           | 6,8           | 68,9      |
| dont nombre de jours avec précipitations ≥ 10 mm | 4            | 2,7           | 3,3           | 3,3          | 3,5          | 3,3          | 3            | 3,6          | 3,5          | 4,1          | 4,3           | 4,4           | 42,9      |

### Voies de communication et transports
Chambéry est un carrefour français, et dans une moindre mesure européen, des voies de communication alpines (« Carrefour alpin de l'Europe », peut-on lire à l'approche de la ville !), avec un fort trafic de transit à destination des vallées. Déjà évoquée dans les années 1970, l'idée de création d'un contournement autoroutier a été de nouveau envisagée dans les années 2000 avant d'être de nouveau abandonnée en 2014.
Chambéry est une agglomération dotée d'un réseau dense de bus, et au point de convergence de plusieurs lignes ferroviaires.

### Hydrographie
Le territoire de la commune de Chambéry est baignée par la Leysse, l'Albanne et l'Hyères, rivières alimentant le lac du Bourget. Les zones péri-urbaines de la commune sont également arrosées par quelques menus cours d'eau tels le ruisseau des Charmettes, la fontaine Saint-Martin ou le Merderet sous la colline de Chamoux. En outre, le ruisseau de l’Eau Blanche, considéré comme la source du Tillet, prend sa source près du col de Saint-Saturnin, au niveau des limites communales de Chambéry et de Sonnaz. Enfin s'ajoute également à Chambéry la présence d'une fontaine souterraine d'eau ferrugineuse au pied de la colline de la Boisse.

#### Voies routières

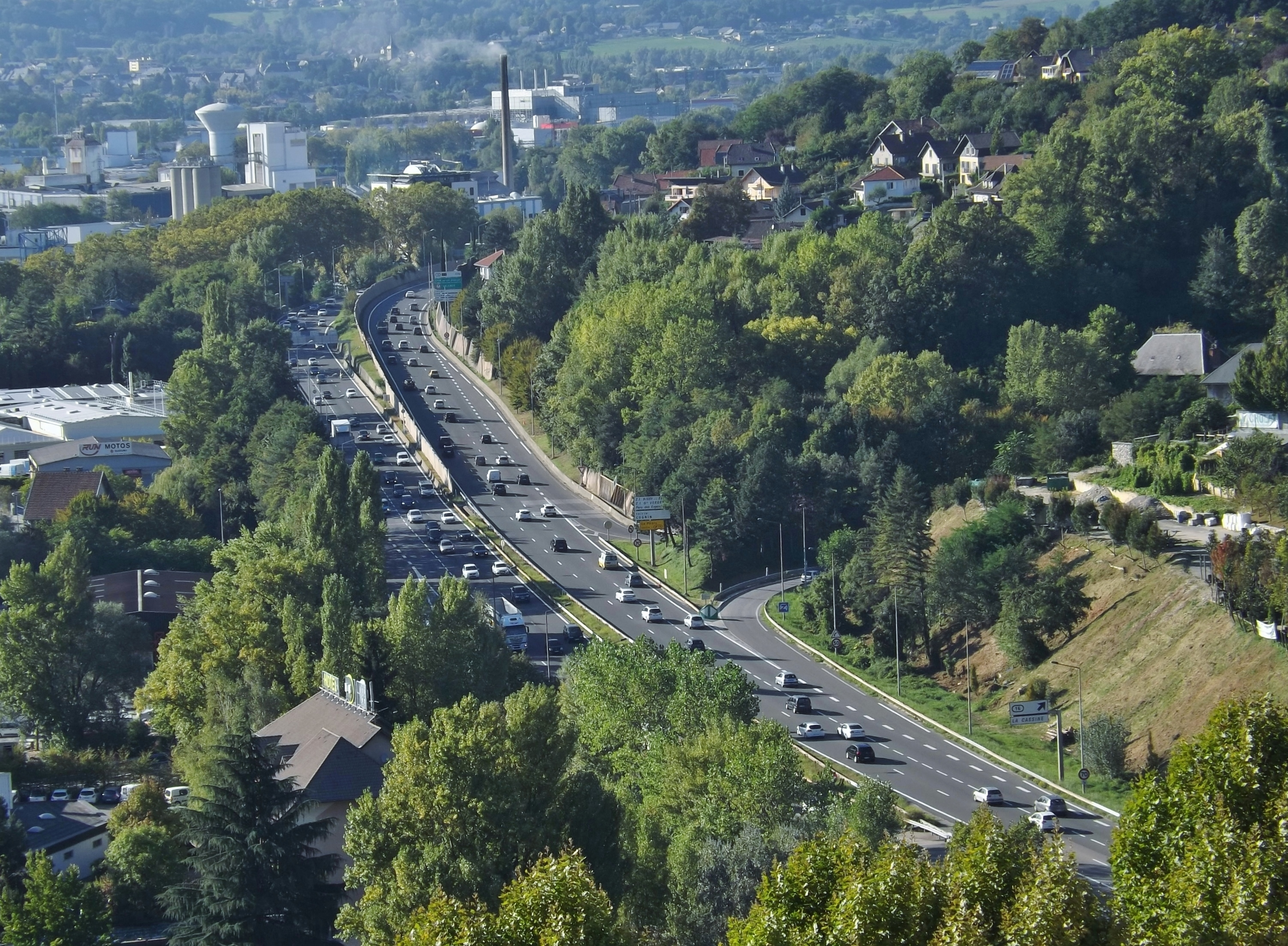
VRU au nord du tunnel des Monts.

Chambéry est traversée du nord au sud par une voie rapide urbaine (VRU), la route nationale 201 (ou E712). Elle débute à la sortie des autoroutes A43 et A41 venant de Lyon et d'Annecy/Genève au niveau de la zone des Landiers et de l'Érier. Elle s'étend sur douze kilomètres, avant de rejoindre l'A43 aux alentours de Saint-Baldoph, en direction d'Albertville, de Grenoble, de Turin et de Bourg-Saint-Maurice. Cette VRU traverse la colline de Lémenc et des Monts au travers du tunnel des Monts, inauguré en 1982. L'échangeur de la Boisse permet la desserte du centre-ville depuis le nord.
Depuis les années 1990, un projet de contournement de Chambéry est souhaité par des élus et par les services de l'équipement, mais le projet est finalement abandonné en 2014. Alors que le trafic sur la VRU augmentait sans cesse, il a décru dans les années 2000 (la réouverture du tunnel du Mont-Blanc ayant détourné une partie du trafic du tunnel du Fréjus transitant par Chambéry). Si l'élargissement de l'Union européenne fait basculer son centre de gravité vers l'est, en augmentant l'importance de l'axe routier et ferroviaire franco-italien, la création d'un contournement routier n'aurait pas d'impact sur le trafic local, qui représente 80 % du trafic.
La ville est également traversée par l'ancienne route nationale 6 de Lyon à l'Italie par le col du Mont-Cenis. Aujourd'hui déclassée sur cette portion en Route départementale 1006, la route ne traverse plus Chambéry de part en part : arrivant à Chambéry par Cognin après la traversée de l'Hyères, la route longe le cours d'eau à l'ouest du centre-ville jusqu'à l'échangeur de la Boisse. La RD 1006 reprend à l’échangeur de Chambéry-Centre au niveau de Barberaz.
Sur un axe nord-sud, Chambéry est traversée par l'ancienne route nationale 512 (aujourd'hui route départementale 912) venant de Grenoble par la Chartreuse et rejoignant les Bauges. C'est également à Chambéry que commence l'ancienne route nationale 491 (actuelle RD 991) reliant le département du Jura en passant par Aix-les-Bains et Bellegarde-sur-Valserine.

#### Transport ferroviaire

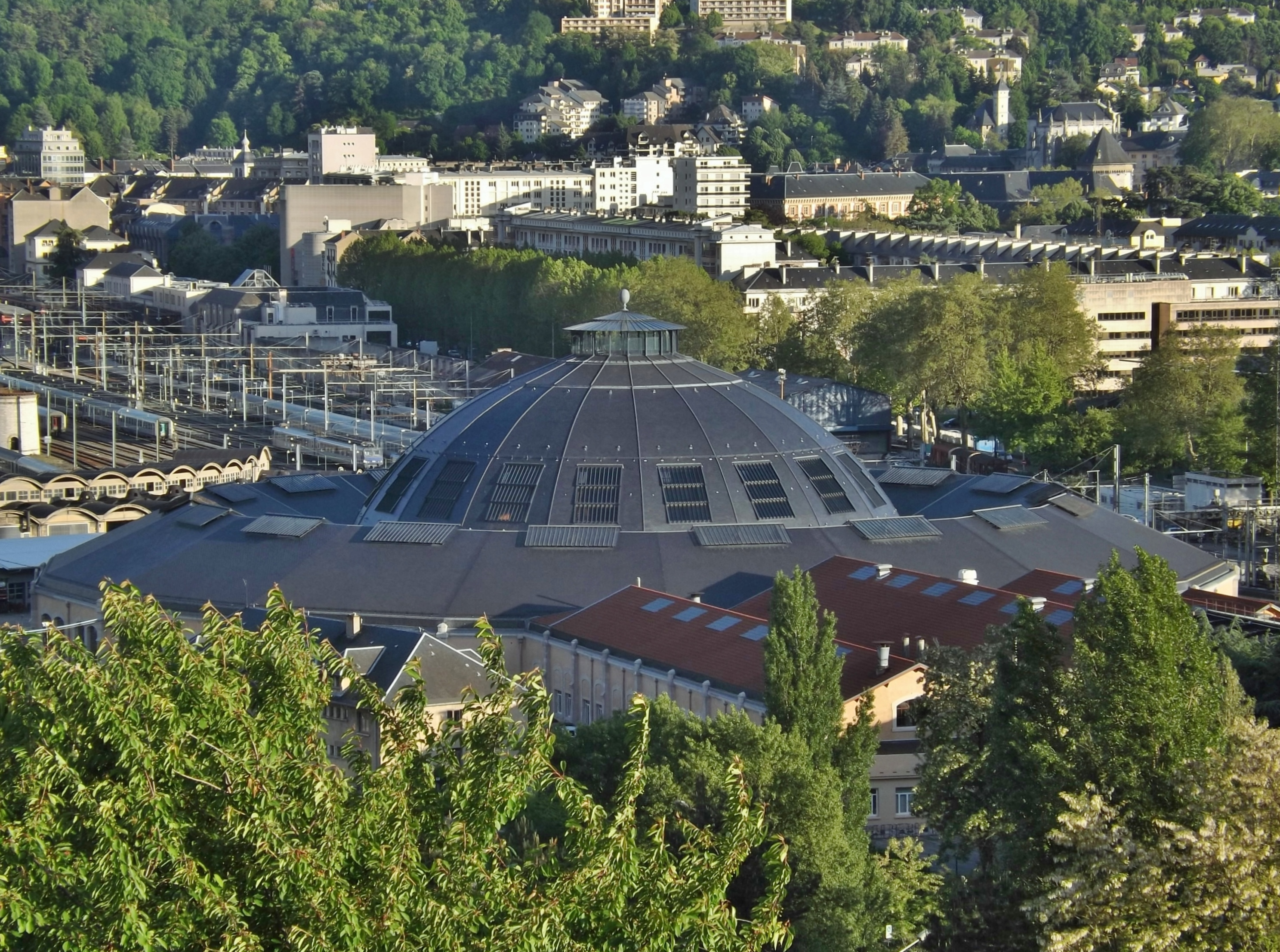
Le bâtiment circulaire de la Rotonde qui abrite les locomotives.

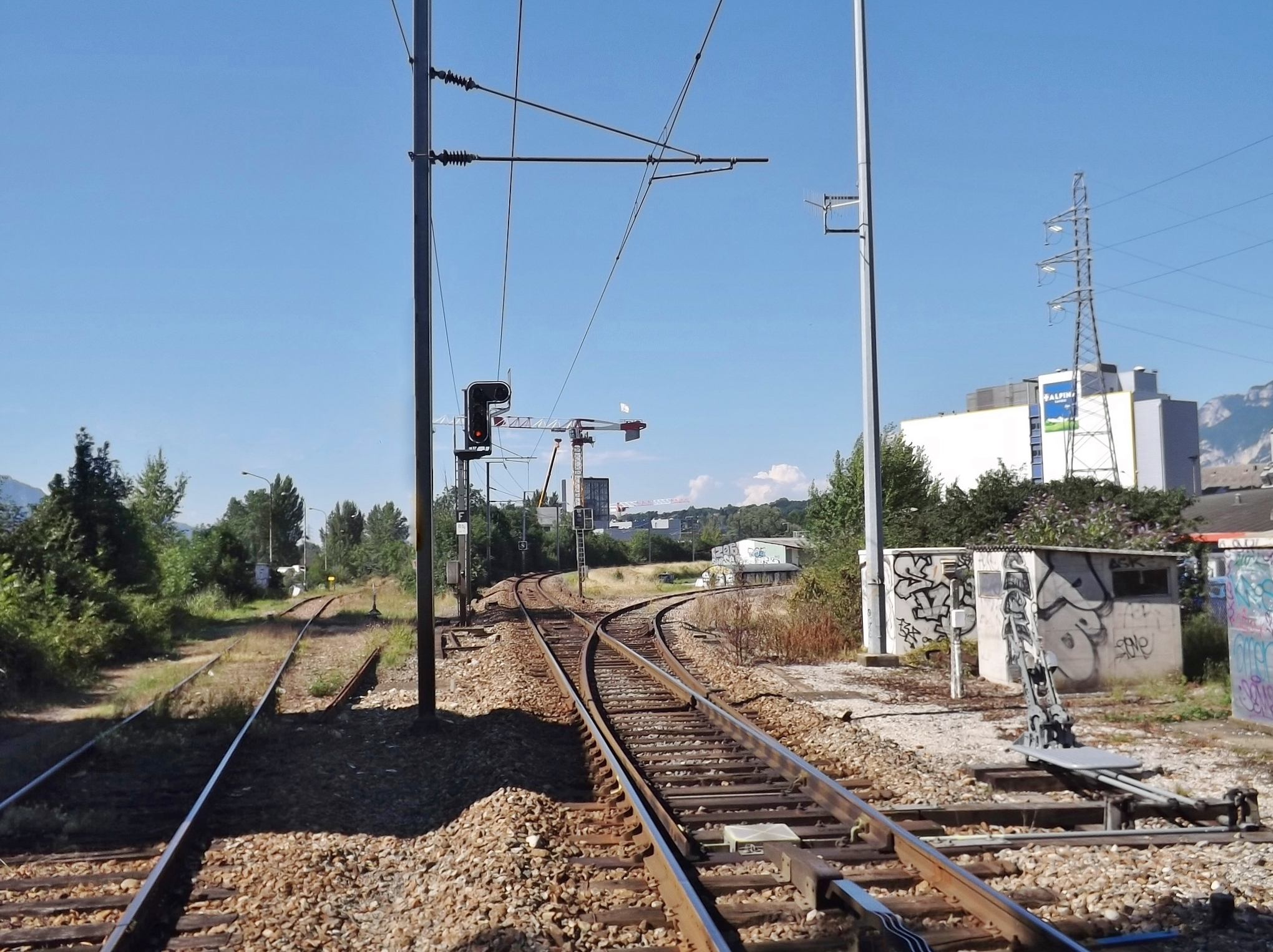
Desserte de la zone industrielle de Bissy.

La gare de Chambéry - Challes-les-Eaux, inaugurée en 1856, est le siège de la région SNCF « Alpes » (Ain, Isère, Savoie et Haute-Savoie) et sert de dépôt aux locomotives, au sein de la rotonde construite en 1906, un bâtiment circulaire unique, classée aux monuments historiques. En matière de desserte voyageurs, la gare a enregistré plus de 3,2 millions de voyages en origine et destination (grandes lignes, trains et autocars TER Auvergne-Rhône-Alpes) en 2011 (en augmentation de 10.8 % en 5 ans), et 8 725 montées et descentes quotidiennes les mardis et jeudis ouvrables en 2012. En 2020, la SNCF a enregistré une fréquentation totale de 3 083 693, une légère baisse expliquée par le COVID.
Cette gare gère également le système de ferroutage Modalohr, soit l'autoroute ferroviaire alpine, qui permet de désengorger la vallée de la Maurienne d'une partie des poids-lourds entre Aiton (aux portes de la Maurienne) et Orbassano (dans la vallée de Suse en Italie). [réf. souhaitée]
La gare est desservie par la ligne de Culoz à Modane (frontière) (dite « ligne de la Maurienne ») et par la ligne de Saint-André-le-Gaz à Chambéry. De nos jours la gare de Chambéry relie :
- avec l'axe Dijon-Modane : les villes de Paris au nord (gare de Lyon), de Turin et de Milan en Italie à l'est, et de Marseille au sud, par TGV ;
- avec l'axe Chambéry-Lyon : la ville de Lyon par TER Auvergne-Rhône-Alpes, et dans la continuité l'axe ferroviaire à grande vitesse Paris-Marseille ;
- avec l'axe du « sillon alpin » : les villes de Genève (Suisse), Annecy (et, via cette ville, Saint-Gervais, Thonon et Évian), Aix-les-Bains, Grenoble et Valence, par TER ;
- avec l’axe Chambéry-Bourg-Saint-Maurice : Bourg-Saint-Maurice et la vallée de la Tarentaise, par TER.

Concernant ce dernier axe, lors de la saison hivernale, la gare de Chambéry est traversée les week-ends par de très nombreux TGV à destination des vallées alpines, et notamment Bourg-Saint-Maurice. Des dessertes supplémentaires sont ajoutées, par exemple Lille, Bruxelles et Amsterdam en Thalys, ou encore Nantes et Rennes.
La commune compte également des lignes de desserte locale des industries environnantes, dont les embranchements sont tous situés sur la ligne de Saint-André-le-Gaz à Chambéry. Il s'agit notamment des voies mères A et B de la zone industrielle de Chambéry-Bissy (selon la nomenclature de Réseau ferré de France) auxquelles s'ajoute une ligne ayant à une époque desservi la cimenterie Vicat de la Revériaz qui possédait sa propre locomotive. À Bissy, une voie se poursuit sur quelques mètres dans la commune de la Motte-Servolex, une autre dessert la société Placoplatre et la dernière dessert le site d'Alpina Savoie, puis par le passé l'usine C de l'ancien groupe Saint-Gobain-Vétrotex, située à la confluence Leysse-Hyères.
Un projet d’aménagement d’une nouvelle ligne ferroviaire entre Lyon et Turin est en cours. La ligne française de 140 km devait passer par Chambéry être mise en service à l’horizon 2030. Le but de ce nouvel axe est de renforcer la fréquentation de TGV et la dynamique économique régionale avec une ligne plus rapide que les TER actuels, réduire le trafic routier dans les Alpes pour les marchandises qui pourraient transiter par le fret, relier plus facilement aux capitales européennes. Cependant le projet est vivement critiqué, à la fois par la population qui sera affectée par le tracé et des écologistes qui dénoncent un projet écocide. Le collectif citoyen contre le Lyon-Turin dénonce ce projet qu’il juge inutile au vu de l’existence d’une ligne déjà opérationnelle entre Lyon et Turin aujourd’hui. En 2016, la municipalité écologiste de Grenoble a décidé de se retirer du projet en se désengageant de son financement (qui avait été signé par la majorité précédente). Le maire de Chambéry, M. Thierry Repentin s’était positionné en faveur du projet à condition qu’il adopte le scénario dit « mixte » qui prévoyait le transport à la fois de marchandises et de voyageurs, permettant ainsi « une desserte bien plus performante pour la mobilité du quotidien par TER GV directs Lyon-Chambéry » avec des gains de temps importants. La région Auvergne Rhônes Alpes s’est positionnée en faveur du scénario dit “grand gabarit” qui ne prévoit pas de passage par Chambéry. Les discussions sur le tracé de la ligne sont toujours en cours. Ce projet estimé à 8,3 M€, sans compter les acquisitions foncières, déviations de réseaux et autres mesures d’accompagnement financées par les États concernés. Le coût total est divisé entre la France et l’Italie (42,1 %/57,9 %) après avoir déduit les financements européens. Les surcoûts seront répartis à part égales entre la France et l’Italie.

#### Transport aérien

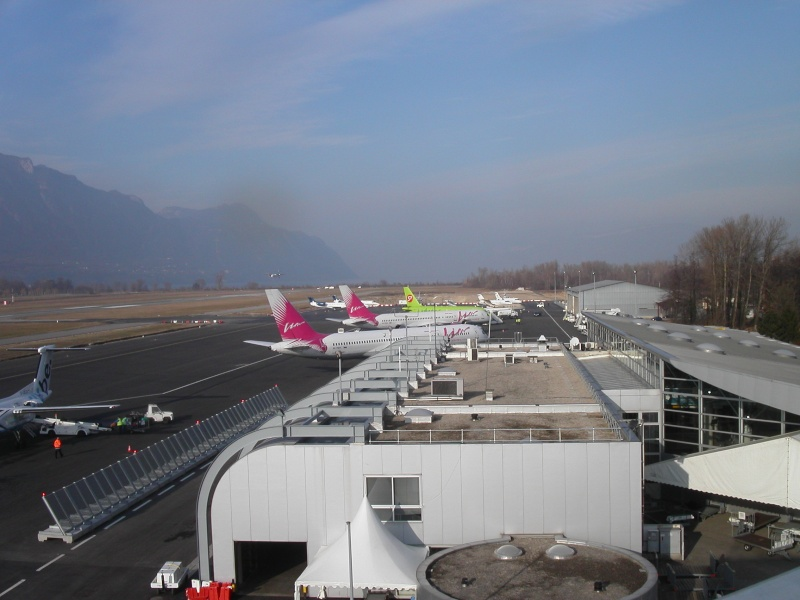
Tarmac de l'aéroport de Chambéry.

La ville de Chambéry est desservie par l'aéroport de Chambéry - Savoie-Mont-Blanc (anciennement Chambéry-Aix-les-Bains), le principal aéroport de Savoie.
L'aéroport, géré par le conseil départemental de la Savoie et Vinci Airports [pourquoi ?], assure des liaisons régulières vers la Grande-Bretagne (Londres, Manchester, Birmingham, entre autres) et les Pays-Bas (Amsterdam, Rotterdam). Il assure également de nombreuses liaisons charter spécialisées dans les vacances de ski avec la Russie (Moscou), le Danemark (Copenhague, Billund), l'Irlande (Dublin) et une dizaine d'aéroports britanniques. L’aviation d'affaires, avec plus de 10 000 passagers par an, place l'aéroport de Chambéry au premier rang de l'ancienne région Rhône-Alpes. En 2019, l'aéroport enregistre un taux de fréquentation de 203 494 voyageurs.
À proximité, l'aérodrome de Chambéry - Challes-les-Eaux se spécialise dans la pratique du planeur. Il fête en 2013 son centenaire.

#### Transports en commun

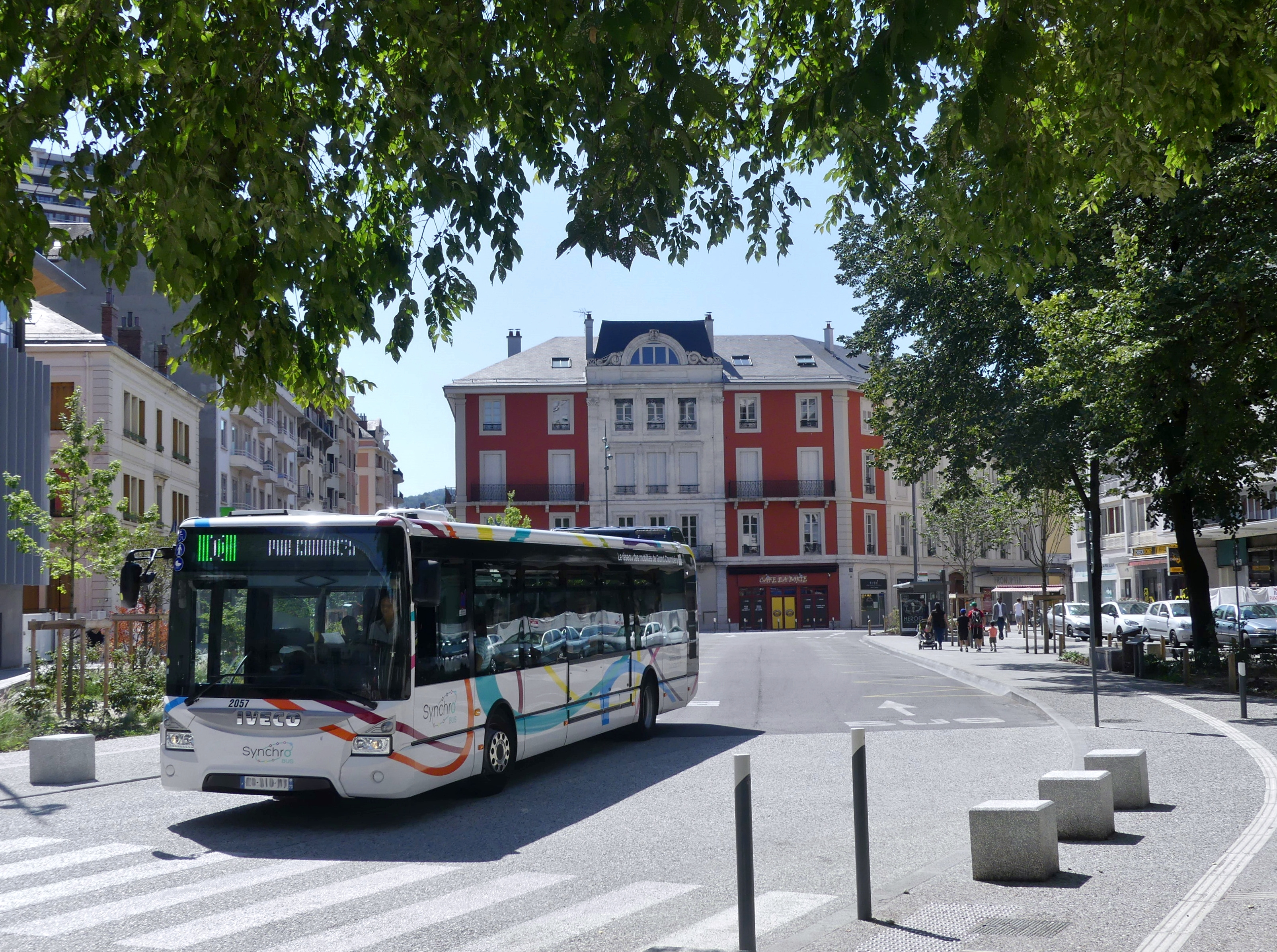
Autobus du réseau Synchro Bus au pôle de correspondance de la gare de Chambéry.

En 2014, l'utilisation des bus urbains est à Chambéry s'élève à 13 millions de voyages réalisés, en augmentation de 7 % par rapport à 2008, soit 102,3 voyages par an et par habitant.
Le transport en commun urbain est assuré au sein de la communauté d'agglomération par les Transports en commun de Chambéry (Synchro Bus). Jusqu’à la mise en service du nouveau réseau, Territoire Mobile, le 29 août 2016, la majorité des bus transitait par un grand centre de correspondance, situé boulevard de la Colonne, en face de la fontaine des éléphants. Depuis cette date, les quatre lignes Chrono et trois lignes complémentaires desservent quatre pôles d’échanges (Curial, Ducs, Gare et Halles), situés à divers endroits dans le centre-ville.
Depuis 2009, la ville et son agglomération se sont également dotées de quais de bus facilitant l'accessibilité aux bus et garantissant la sécurité aux abords des arrêts. L'année 2010 marque pour sa part la création des premiers aménagements de transport en commun en site propre, dans la zone commerciale de Bassens puis sur les Hauts-de-Chambéry notamment[réf. souhaitée]. Le réseau STAC comprend quatre parcs relais aux portes de la ville qui permettent de stationner sa voiture gratuitement puis prendre le bus ou le vélo pour rejoindre le centre-ville. Les trois parcs relais totalisent 415 places de parking et sont équipés d'abris à vélos sécurisés. L'exploitation du réseau Synchro Bus est confiée par la communauté Grand Chambéry à une société privée (Transdev Chambéry, filiale de Transdev) dans le cadre d'un contrat de délégation de service public opérationnel du 1er janvier 2012 au 1er janvier 2019.
Depuis cette date, l'exploitation du réseau est confiée au groupe Keolis, un changement s'accompagnant de plusieurs évolutions dont notamment plus de bus les dimanches matins, l'instauration des services de bus en soirée, de meilleures concordance d'horaires TER-bus, une meilleure desserte de la zone de Bissy. Le réseau Synchro ne dessert pas seulement les communes de Grand Chambéry, certaines lignes permettent également de rejoindre le Bourget-du-lac,.
Synchro offre plusieurs services personnalisés. Pour les personnes à mobilité réduite par exemple, Synchro Access propose un service de porte à porte par navette sur demande. Le service Synchro Montagne assure la desserte des stations de la Féclaz et Aillons Margériaz de décembre à mars pour ceux qui voudraient rejoindre les pistes par bus.
Pour assurer un service plus personnalisé, la Ville dispose également d'un service de navette à la demande avec 5 départs par jour aux heures de pointes.
Plusieurs aires de covoiturage ont vu le jour ces dernières années afin de lutter contre l'autosolisme. En lien avec l'entreprise Ecov, le territoire de Chambéry a mis en place de nombreux arrêts avec bornes sur le secteur de Saint Alban Leysse, Saint Jean d'Arvey, Thoiry, Les Deserts, Saint Baldoph, Les Marches, Chartreuse, Bauges, Saint Jeoire Prieuré, Challes-les-Eaux et La Thuile. L'usager peuvent voir en temps réel les covoitureurs disponibles sur son trajet pour planifier son trajet à l'avance, ou bien se placer directement sur la borne et attendre un conducteur,.
Depuis 2016, la ville propose un service de « vélotaxis » appelé Velobulle pour desservir le centre-ville et éviter son encombrement par les bus. Ce service, à destination principale des personnes âgées, fait de Chambéry la première Ville où les liaisons en triporteurs sont assurées par la collectivité et non par une entreprise privée.
Chambéry est une ville impliquée dans la prévention routière et qui conduit une politique performante en faveur de la protection des piétons et des cyclistes. Cet investissement fait figurer la ville parmi les meilleurs résultats au niveau national. En 25 ans, le nombre de tués a été divisé par treize.
Enfin la politique de prévention routière s'est accompagnée d'une promotion de l'usage des « modes doux », ce qui s'est traduit par la piétonisation du centre historique au début des années 1980.

#### Pistes cyclables

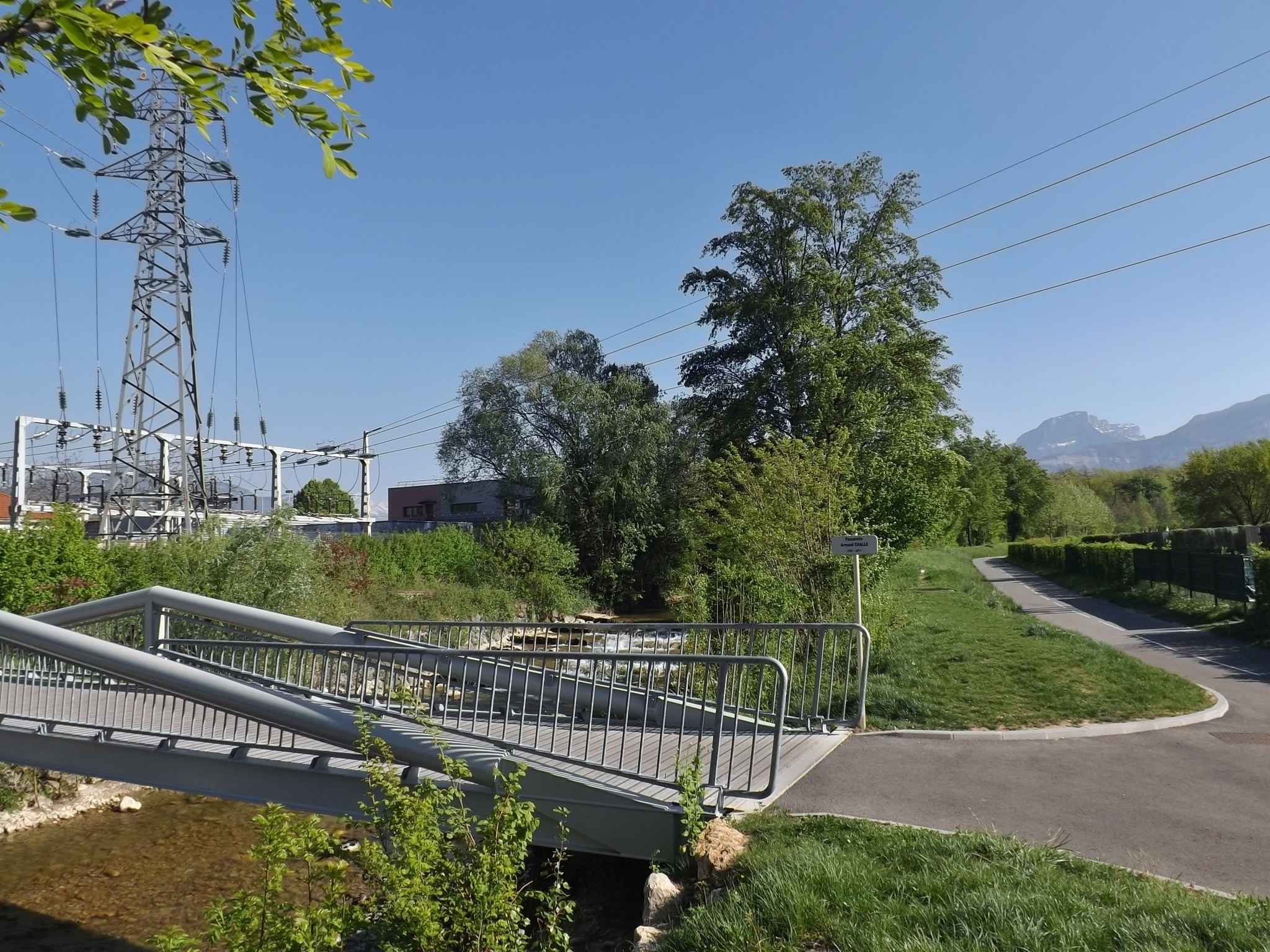
L'Avenue verte nord (à droite) et la passerelle joignant la zone du Grand Verger.

La communauté d'agglomération et la ville ont développé en quelques années un réseau de pistes cyclables, destinées aux trajets domicile-travail et fréquentées avant tout pour le loisir[réf. nécessaire].
Plusieurs grandes avenues possèdent une piste cyclable entre la route et le trottoir, et deux « avenues vertes » ont été mises en place pour relier le centre-ville à Savoie Technolac, site de l'université Savoie-Mont-Blanc et à la plage des Mottets via le Bourget-du-Lac (« Avenue verte nord ») et les villages de Saint-Jeoire-Prieuré et de Myans (« Avenue verte sud »). L'Avenue verte nord mène par ailleurs au-delà des Mottets jusqu’à Aix-les-Bains par les berges du lac.
Mais la commune dispose d'autres aménagements (pistes et bandes) cyclables en divers quartiers, notamment le long de l’axe de la Leysse et au-delà vers la Boisse et les Landiers, ou le long des avenues d'Aix-les-Bains ou de Lyon. En distance cumulée, l'agglomération dispose par ailleurs d'environ 80 km de pistes cyclables en 2013. Chambéry étant trop petite pour que puisse être créé un système de vélos en libre-service, la ville a mis en place une agence de location de bicyclettes, la Vélostation, au début des années 2000.
En 2011, Chambéry métropole se voit délivrer le guidon d'or par la Fédération française des usagers de la bicyclette, pour la construction d'une passerelle permettant une meilleure circulation des piétons et cyclistes dans la commune de la Ravoire.
Au début des années 2000, la Ville met en place une agence de location de bicyclettes, la Vélostation. Elle est passée de 40 places de stationnement pour vélo en 2002 à près de 800 en 2020. 755 vélos sont disponibles à la location dont 200 électriques et 5 vélos cargos. La Vélostation propose également de multiples ateliers et animations de réparation de vélo destinés aux cyclistes chambériens.
Entre 2019 et 2020, le trafic sur les voies vertes et véloroutes savoyardes a augmenté de 10,7 %. Dans le cadre de l’édition 2021 du baromètre des villes cyclables de la Fédération française des usagers de la bicyclette, Chambéry a été mise à l’honneur comme l’une des villes françaises les plus cyclables. Elle se classe 3e sur le podium des villes moyennes, derrière Bourg-en-Bresse et la Rochelle.
Depuis 2020, la ville cherche à favoriser les mobilités douces et notamment le vélo. Pour ce faire, un programme ambitieux d’installation d’arceaux vélos a été bâti avec les mairies de quartier, l’association Roue Libre et l’Agence Ecomobilité. Avec 2 745 arceaux vélo répartis sur près de 532 sites dans tous les quartiers de la ville, la Ville propose ainsi de nombreux emplacement de stationnement. Afin d'accompagner l'essor du vélo en ville et de répondre à la demande croissante, 492 nouveaux arceaux seront implantés en 2025 dans 115 nouveaux sites dans les divers quartiers du territoire.
À la suite du Covid, il a été décidé de pérenniser les « voies cyclables Covid ». Une nouvelle piste cyclable a vu le jour au pont des Amours à l'automne 2021. Grâce à des politiques en faveur des mobilités douces, en 2025, l'agglomération compte plus de 100 kilomètres d'aménagements cyclables dont 42 à Chambéry même. En 2022, l’éco-compteur à vélos situé au Verney décompte plus de 600 000 passages en novembre ; le seuil a été dépassé deux mois plus tôt que l’année précédente, ce qui montre la popularité grandissante pour les pistes cyclables à Chambéry. Les trajets utilitaires ont augmenté de 60 %, équivalant à 2 220 passages par jour en 2022 contre seulement 1390 en 2017. Cela est en partie dû à la mise en place de la première traversée cyclable de Chambéry qui facilite le passage en centre-ville. Cela se poursuit aujourd’hui avec le nouvel aménagement de l’avenue des Ducs qui devrait rendre les trajets à vélo en centre-ville de Chambéry plus fluides.
Pour autant, plusieurs associations locales, dont l'association Roue Libre, organisent des rassemblements de cyclistes, des Vélorutions, comme le 18 mars 2023, pour obtenir des pistes cyclables plus larges, plus continues et plus sécurisées.

## Urbanisme

### Typologie
Au 1er janvier 2024, Chambéry est catégorisée grand centre urbain, selon la nouvelle grille communale de densité à sept niveaux définie par l'Insee en 2022.
Elle appartient à l'unité urbaine de Chambéry, une agglomération intra-départementale regroupant 35  communes, dont elle est ville-centre,,. Par ailleurs la commune fait partie de l'aire d'attraction de Chambéry, dont elle est la commune-centre,. Cette aire, qui regroupe 115 communes, est catégorisée dans les aires de 200 000 à moins de 700 000 habitants,.

### Occupation des sols

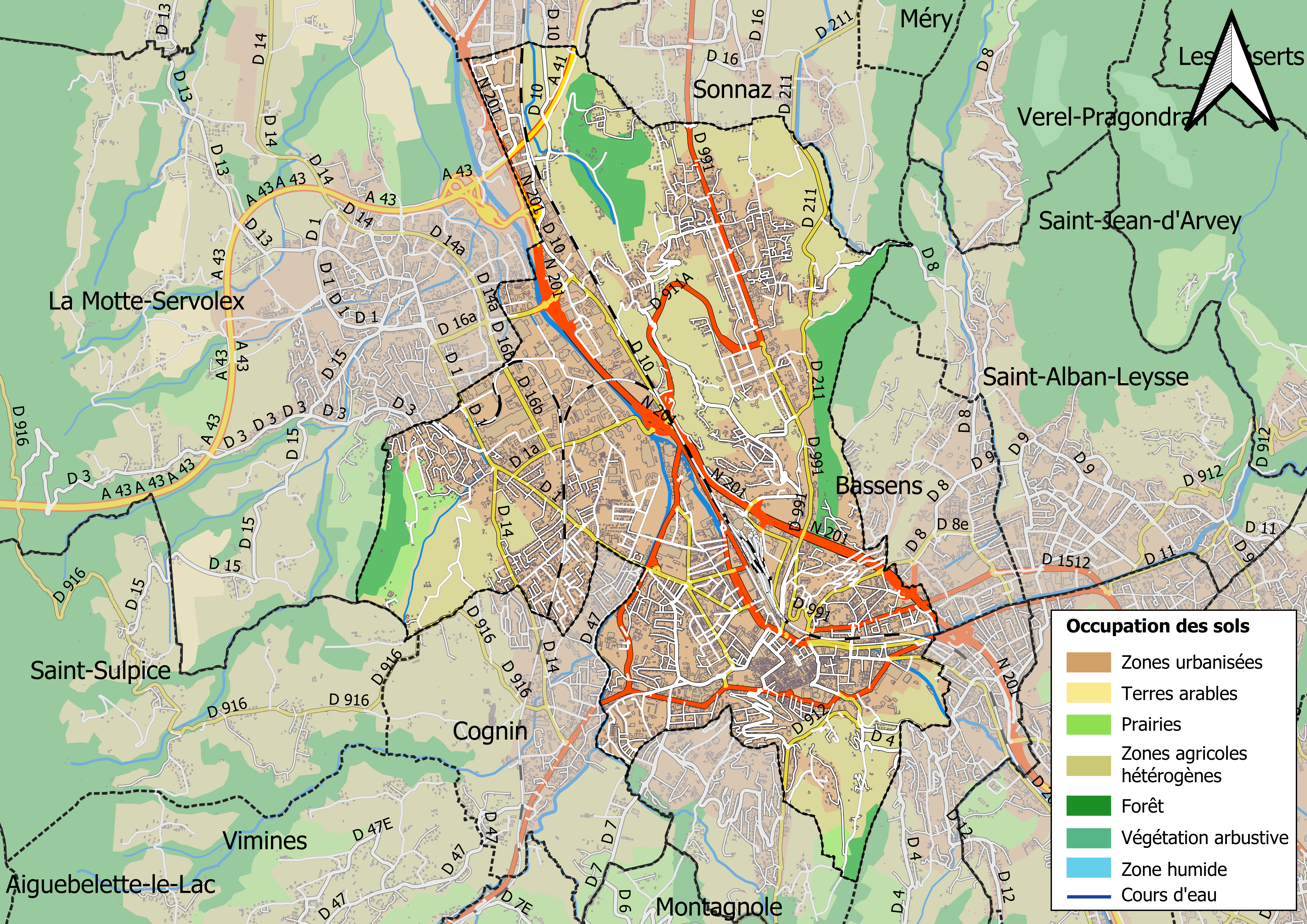
Carte des infrastructures et de l'occupation des sols en 2018 (CLC).

L'occupation des sols de la commune, telle qu'elle ressort de la base de données européenne d’occupation biophysique des sols Corine Land Cover (CLC), est marquée par l'importance des territoires artificialisés (66,1 % en 2018), en augmentation par rapport à 1990 (62,2 %). La répartition détaillée en 2018 est la suivante :
zones urbanisées (46 %), zones agricoles hétérogènes (24,6 %), zones industrielles ou commerciales et réseaux de communication (19 %), forêts (7,6 %), prairies (1,7 %), espaces verts artificialisés, non agricoles (1,1 %).
L'IGN met par ailleurs à disposition un outil en ligne permettant de comparer l’évolution dans le temps de l’occupation des sols de la commune (ou de territoires à des échelles différentes). Plusieurs époques sont accessibles sous forme de cartes ou photos aériennes : la carte de Cassini (XVIIIe siècle), la carte d'état-major (1820-1866) et la période actuelle (1950 à aujourd'hui).

### Morphologie urbaine

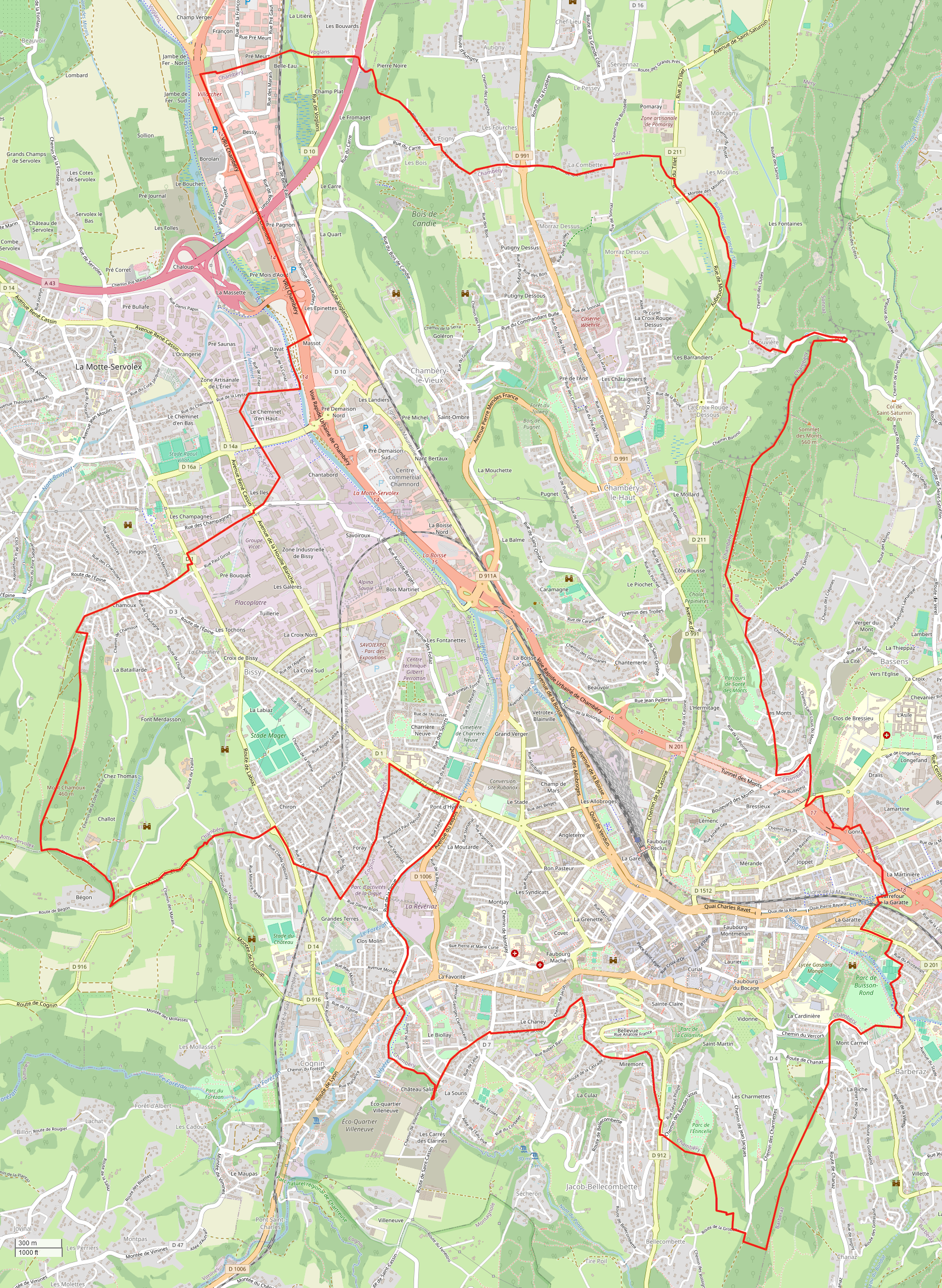
Plan et limites de la commune (2023).

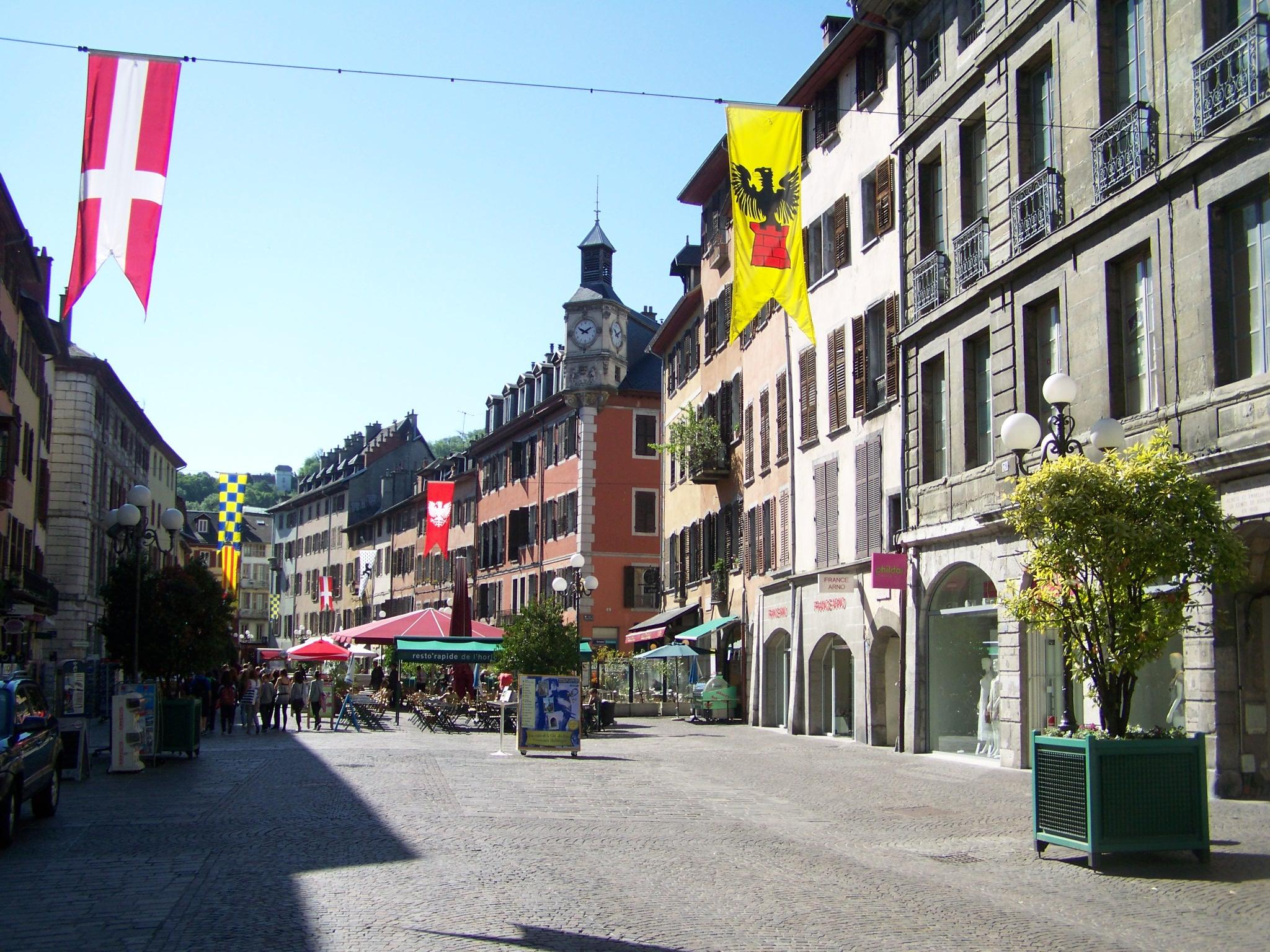
Place Saint-Léger, principale rue piétonne dans le centre-ville historique.

La ville de Chambéry s'est développée au creux d'une cluse encaissée entre les massifs des Bauges et de Chartreuse. Les premiers points de peuplement à l'époque romaine furent les hauteurs sur la colline de Lémenc, alors appelée Lemencum, à l'est au pied des Bauges. L'histoire de la ville a fait d'elle une capitale durant plusieurs siècles. Les souverains des États de Savoie ont souhaité, sous l'ère féodale, installer leur capitale dans cette vallée.
Chambéry s'est ensuite agrandie hors ses remparts (achevés en 1444 et disparus depuis), le long de la Leysse et de l'Albanne puis sur les collines (Nézin, Lémenc, Montjay). Le faubourg Montmélian, le faubourg Reclus-Nézin et le faubourg Maché, autrefois aux portes de la cité, occupés essentiellement par des auberges et des artisans, sont aujourd'hui totalement intégrés dans la ville. La Leysse a été couverte sur plusieurs centaines de mètres, d'abord au début des années 1900, puis des années 1950 aux années 1970, pour créer une grande artère routière, l'avenue des Ducs-de-Savoie. Une partie de cette couverture a ensuite été déposée en 2013 sur environ 130 m au droit du faubourg Reclus.

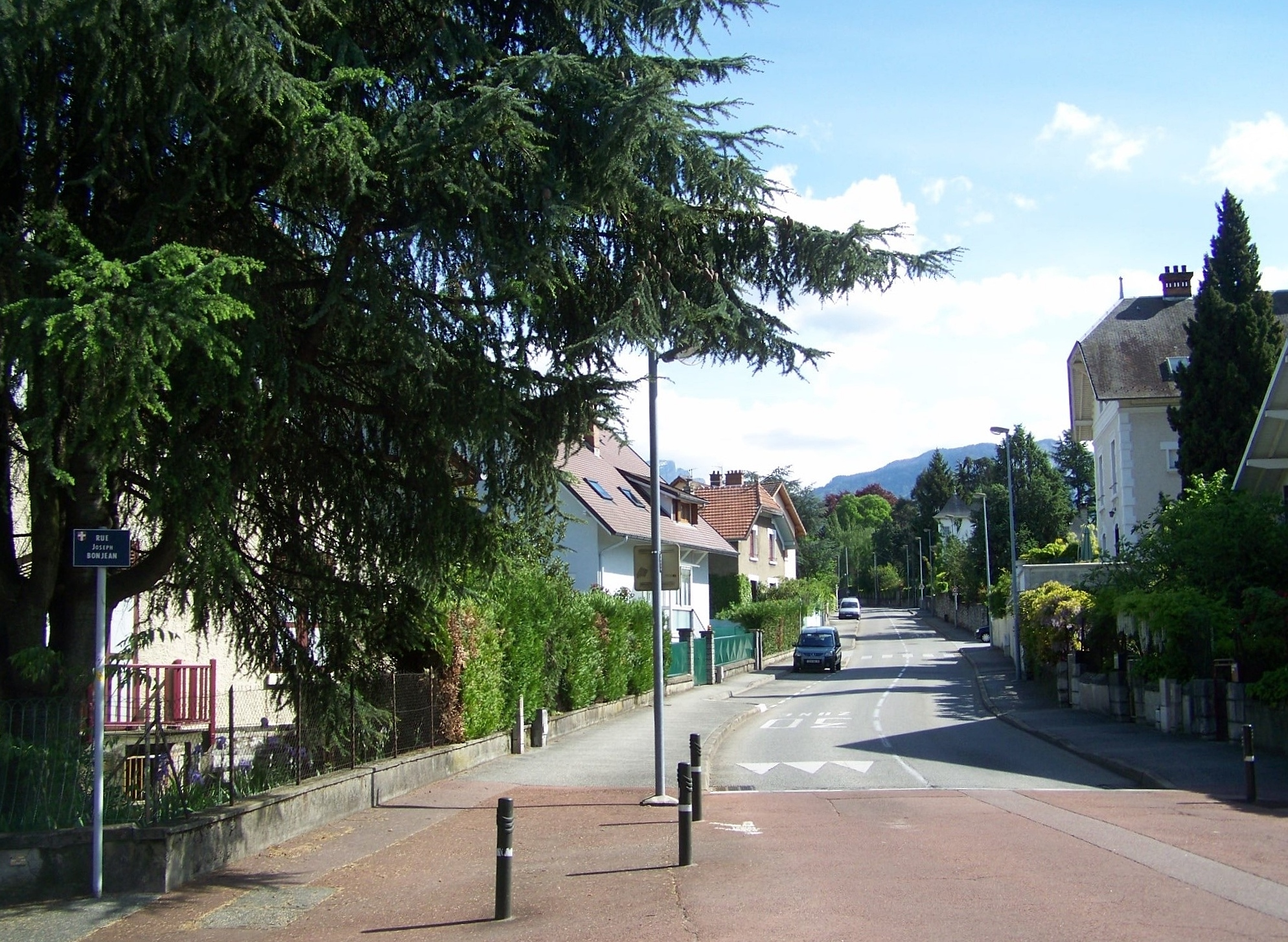
Quartier résidentiel sur la colline de Montjay, à proximité du centre-ville.

Au cœur de la vieille ville se trouvent de nombreuses allées, véritables dédales architecturaux traversant des blocs entiers d'immeubles anciens, certaines donnant sur des cours intérieures parfois agrémentées de commerces. Les allées sont la résultante de l'habitat construit en lanières au XIVe siècle, où seules les façades étaient taxées par le droit de toisage.

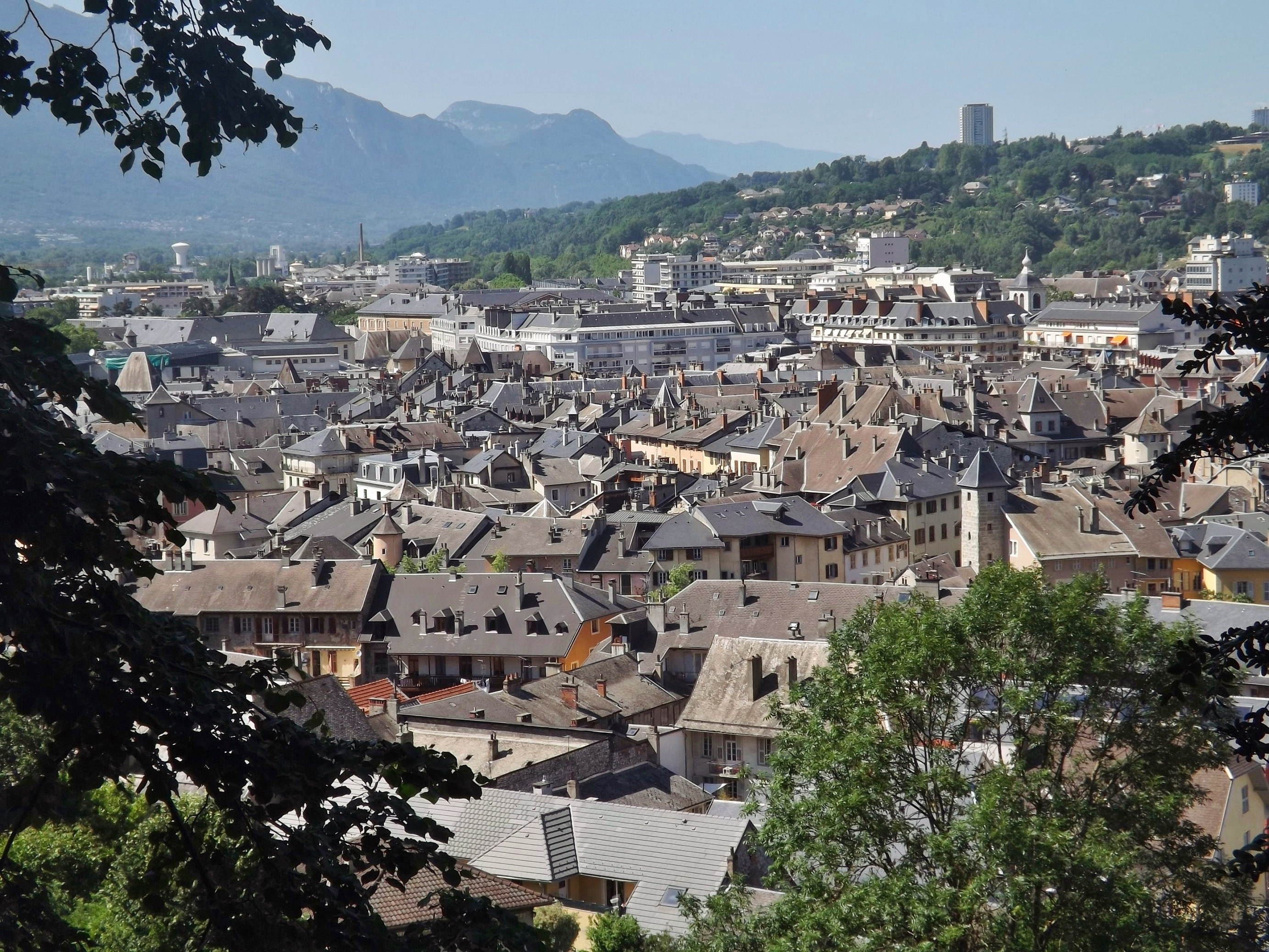
Toits du centre ancien au premier plan, puis immeubles d'après-guerre et au loin la tour du Nivolet sur les Hauts-de-Chambéry.

La ville est desservie par plusieurs grands axes de circulation, soit des artères médiévales, comme la place Saint-Léger et la rue Croix-d'Or (qui étaient une portion de la route de Lyon à Turin), faubourgs Reclus (vers Aix-les-Bains) ou Montmélian (vers l'Italie), soit des rues qui entouraient les remparts (avenue de Lyon, rue Jean-Pierre-Veyrat, boulevards de la Colonne et du Théâtre…) La circulation automobile a entraîné la création de l'avenue des Ducs-de-Savoie et de plusieurs places.
L'architecture du centre ancien a été en partie bouleversée après le bombardement allié du 26 mai 1944 qui en a détruit quatre hectares, dont le quartier Saint-Antoine (actuelles rue du Général-de-Gaulle et rue Favre). La reconstruction s'est effectuée tout au long des années 1950, sous le mandat de Paul Chevallier, et la création du quartier du Biollay a permis d'accueillir de nouveaux habitants.

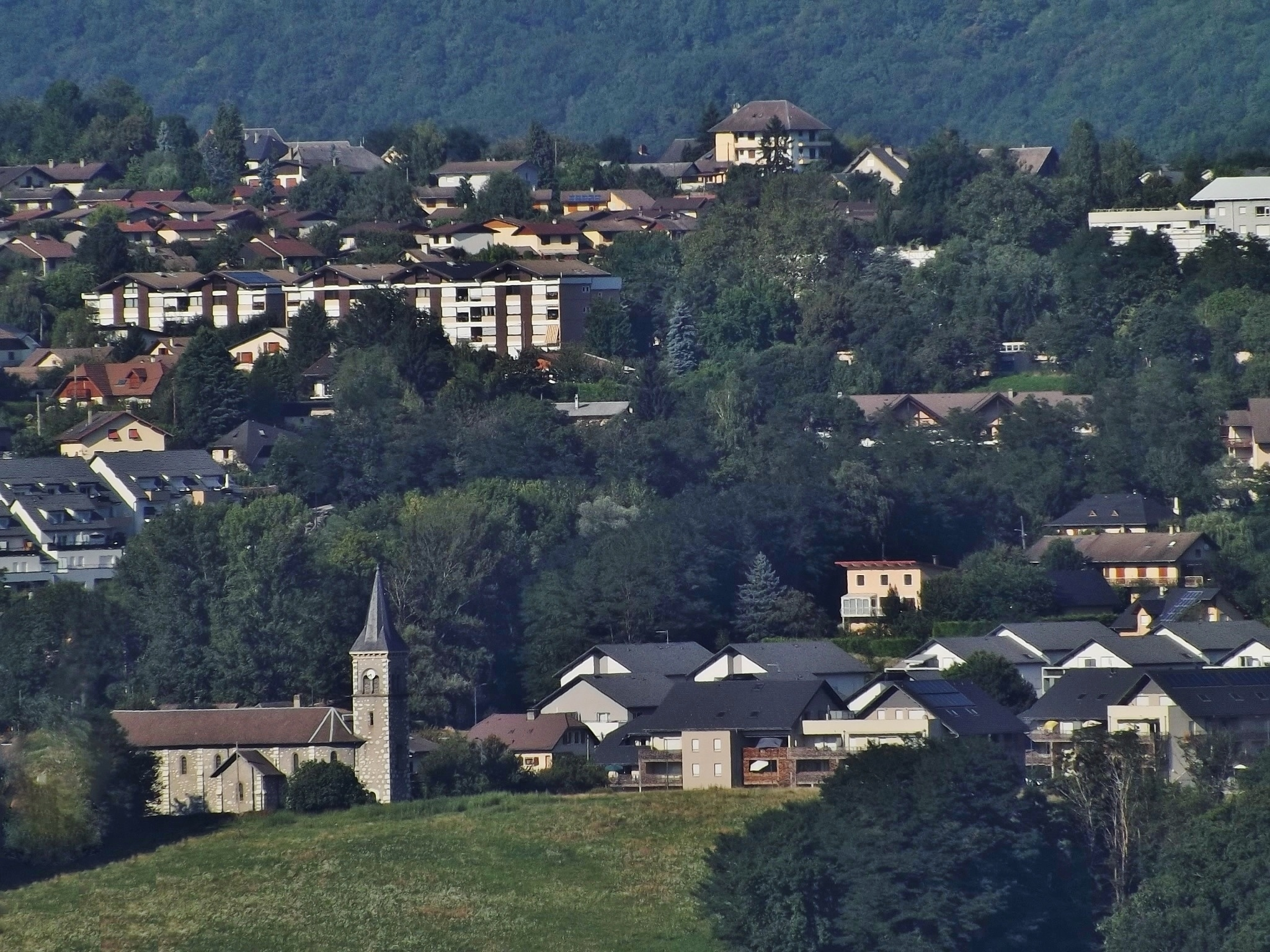
Église et quartier de Chambéry-le-Vieux.

À l'initiative du maire Pierre Dumas, la ville a fusionné avec deux communes agricoles limitrophes, Chambéry-le-Vieux au nord (1960) et Bissy à l'ouest (1961) ; sur les terres de la seconde furent érigées les zones économiques qui ont permis le développement de la commune après la stagnation de l'après-guerre (alors que Grenoble et Annecy s'étaient considérablement renforcées), et sur la première la ZUP de Chambéry-le-Haut, (14 000 habitants à la fin du projet, en 1989).
Sous l'impulsion des maires Francis Ampe et Louis Besson, Chambéry s'est dotée de très nombreux établissements publics, notamment dans le quartier des Hauts-de-Chambéry, alors sous-équipé ; malgré sa taille modeste, la ville est parmi les premières de France pour sa densité de crèches, de bibliothèques ou d'accès à la culture. La ville a toutefois longtemps été endettée.
Avec l'expansion urbaine et l'accroissement démographique, Chambéry s'étend sans cesse un peu plus tout comme les communes voisines. Peu à peu, on ne parle plus de la ville de Chambéry en tant que telle, mais du bassin chambérien englobant, sur le plan urbain, les communes de Barberaz, Bassens, Cognin, Jacob-Bellecombette, La Motte-Servolex, La Ravoire, Saint-Alban-Leysse et Sonnaz pour ne citer que les plus importantes. Ce phénomène vaut également pour Aix-les-Bains au nord de Chambéry. La morphologie urbaine de ces deux bassins de vie tend à les rapprocher ; afin de concilier le développement urbain et économique des bassins chambérien et aixois, le syndicat mixte Métropole Savoie a été mis en place, avec pour mission de suivre le schéma de cohérence territoriale (SCOT) de la combe de Savoie, de Chambéry et du lac du Bourget.

### Quartiers
La commune de Chambéry est aujourd'hui divisée en sept « grands quartiers » : Bellevue, Biollay, Bissy, Centre-Ville, Chambéry-le-Vieux, Laurier, et les Hauts-de-Chambéry.
| Quartiers                                                                                               | Superficie | Population  | Sous-quartiers, hameaux et lieux-dits                                                                              |
| --- | ---------- | ----------- | --- |
| Bellevue                                                                                                | 0,32 km2   | 2 000 hab.  | Bas-Bellevue, Cœur de Cité, École/bâtiment Horloge, Gérard Philipe                                                 |
| Biollay                                                                                                 | 0,9 km2    | 6 000 hab.  | Hôpital, Maché |
| Bissy                                                                                                   | 5,8 km2    | 5 630 hab.  | Challot, Chamoux, Charrière-Neuve, la Labiaz, les Landiers, Z.I. Bissy                                             |
| Centre                                                                                                  | 2,8 km2    | 17 000 hab. | Angleterre, Bellevue, la Cassine, le Covet, la Gare, le Grand Verger, Montjay, le Stade                            |
| Laurier                                                                                                 | 3,2 km2    | 13 000 hab. | Buisson-Rond, Curial, les Charmettes, Joppet, Lémenc, les Monts, Mérande                                           |
| Chambéry-le-Vieux                                                                                       | 5,6 km2    | 2 900 hab.  | Les Bois, le Carré, le Fromaget, Morraz, Putigny, Saint-Ombre                                                      |
| Hauts-de-Chambéry                                                                                       | 3,8 km2    | 14 000 hab. | Beauvoir, Chantemerle, les Châtaigniers, la Chenavière, les Combes, la Croix-Rouge, le Mollard, le Piochet, Pugnet |
| Source des chiffres de superficie et population : ville de Chambéry, quartiers (consulté le 07/06/2023) |            |             | |

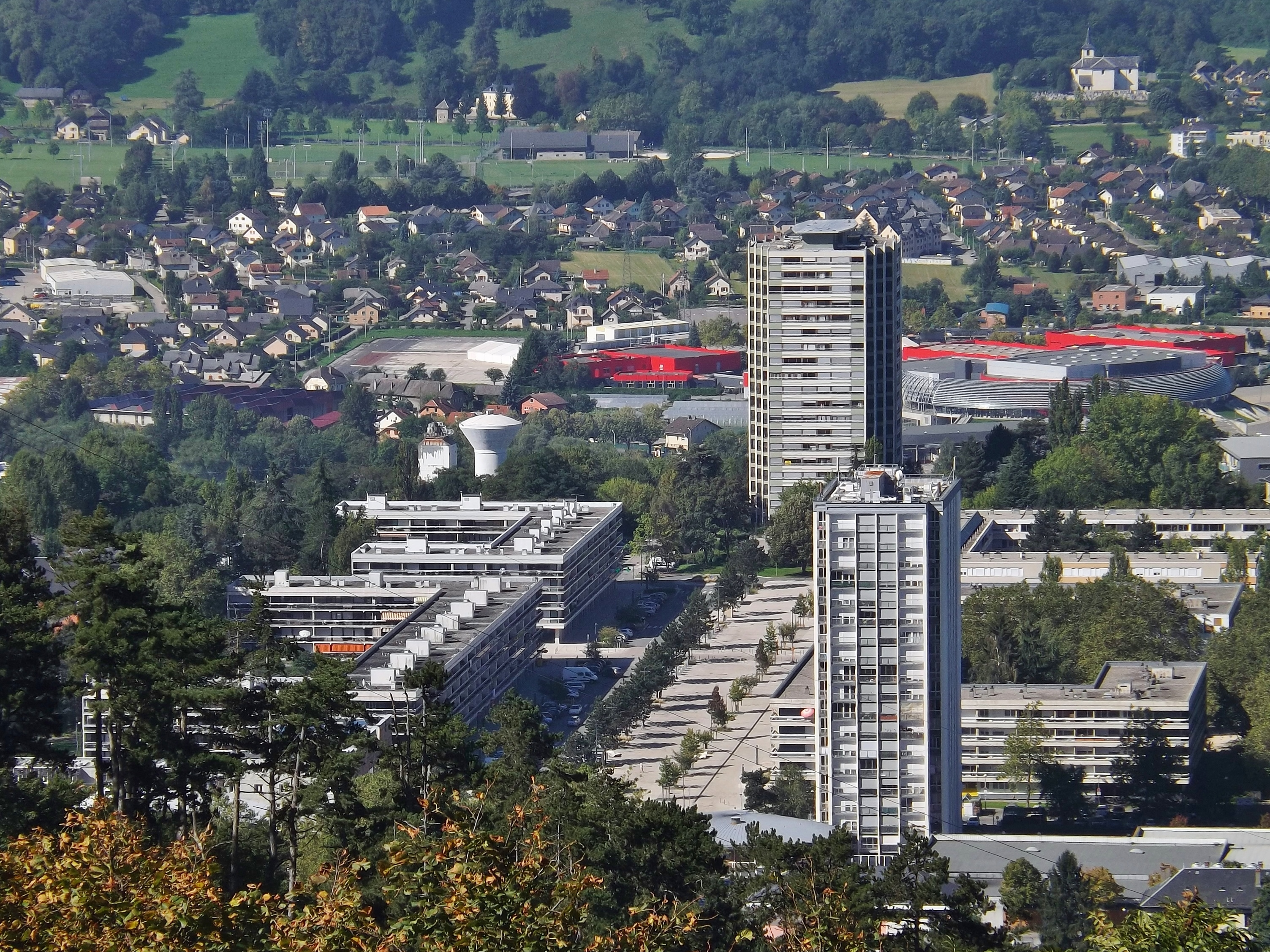
Panoramique sur les Hauts-de-Chambéry et Bissy en contrebas en arrière-plan.

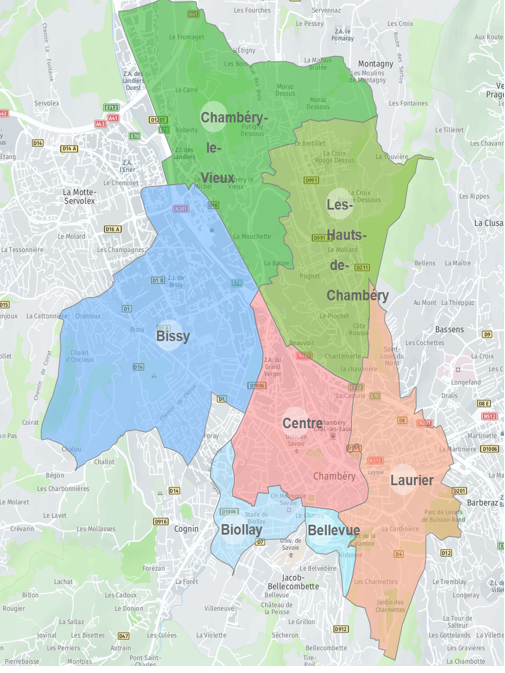
Carte des sept quartiers qui forment la Ville de Chambéry.

Les quartiers de Chambéry-le-Vieux et Bissy sont deux anciennes communes, rattachées à Chambéry respectivement en 1960 et 1961. Tous deux ont en partie conservé un certain aspect rural.

### Zones péri-urbaines

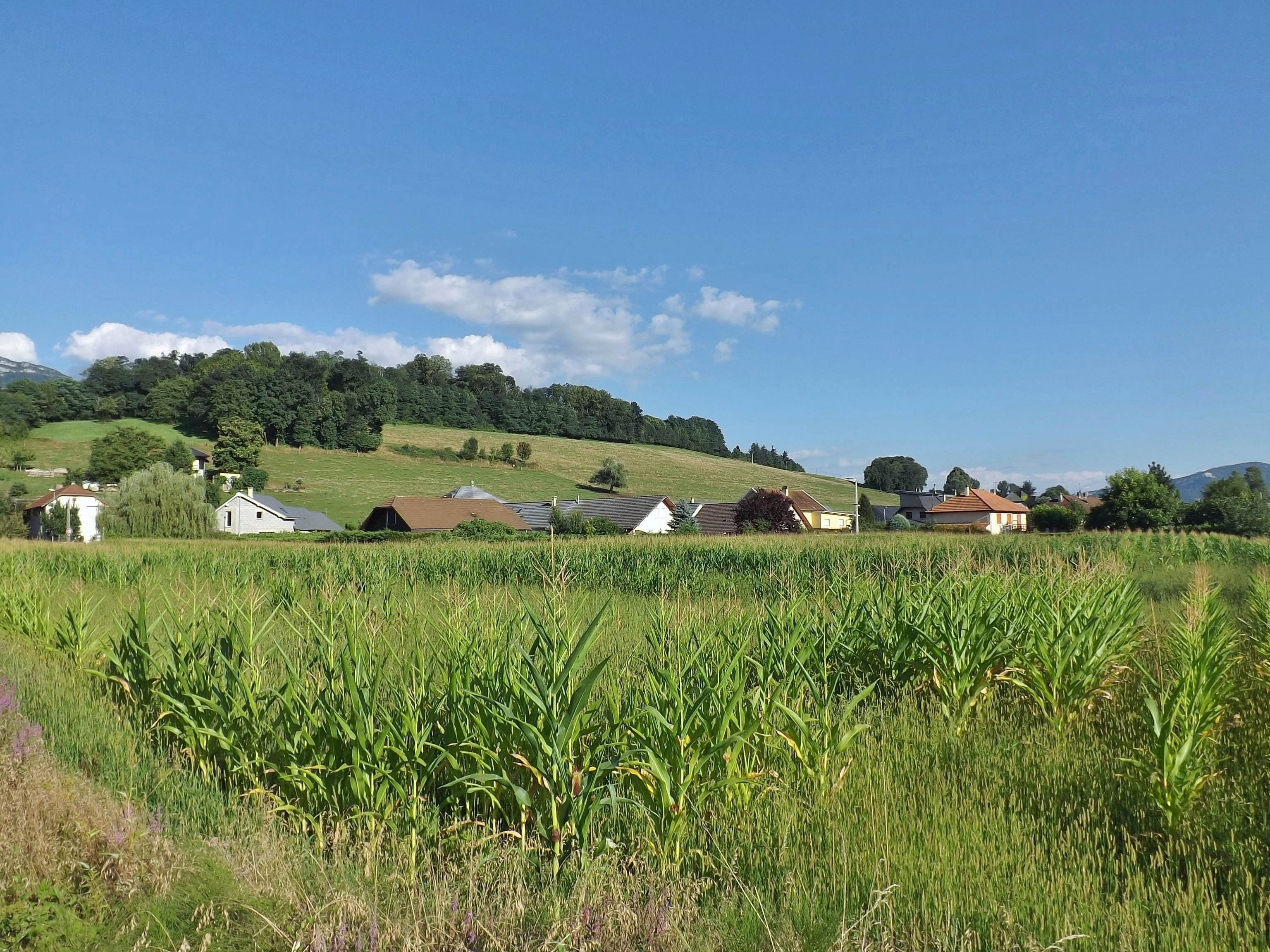
Cultures et pâturages au pied du bois de Candie au nord de la commune.

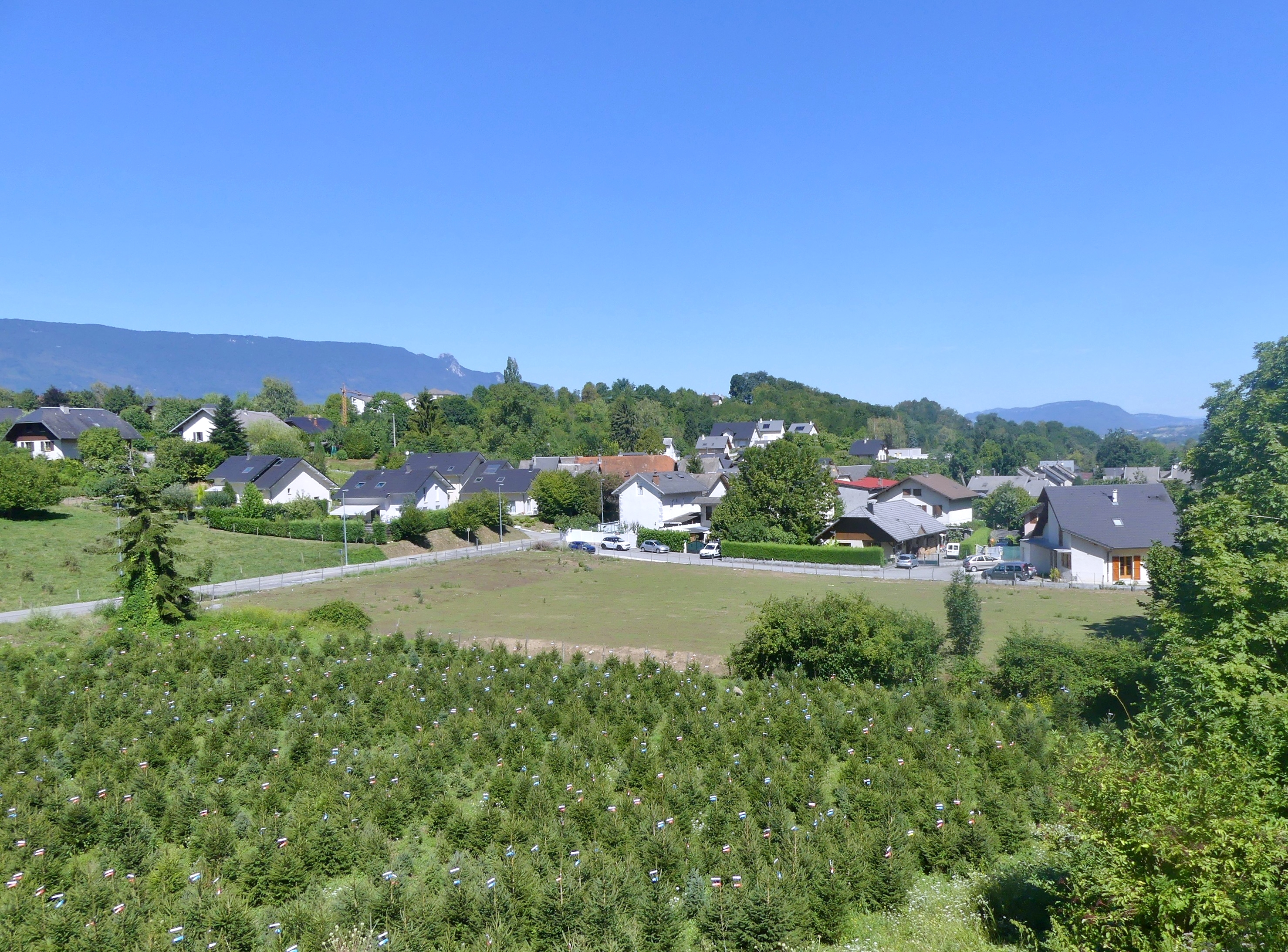
Hameau de la Croix-Rouge Dessous.

La commune de Chambéry possède également un certain nombre de zones péri-urbaines voire non urbanisées. En 2018, un tiers du territoire de la commune est en zone non-urbaine, composée de :
- Surfaces essentiellement agricoles, interrompues par des espaces naturels importants : 26,3 %
- Forêts et milieux semi-naturels: 7.58 %[67]

L'OAP Forêt du PLUi-HD de Grand Chambéry indique qu'environ 57 % du territoire est couvert de forêts, avec certaines zones, notamment dans les communes des Bauges, pouvant atteindre une couverture forestière de 75 %. Sur tout le territoire de Grand Chambéry, la forêt s'étend sur 28 653 ha dont 10 145 ha de forêt communale publique et 1 921 ha de forêt domaniale. Ces forêts sont composées à moitié de feuillus (51,5 %) puis de résineux (48,5 %).
En outre, la tache urbaine et les surfaces bâties représentaient à Chambéry respectivement 1 299 hectares et 192 hectares en 2013, sur une superficie totale de 2 099 hectares.
De par l’importance de ces surfaces agricoles, à la fin 2012, la commune de Chambéry comptait 5 agriculteurs, principalement des éleveurs laitiers, ainsi que deux maraîchers spécialisés dans l'agriculture biologique. Les surfaces agricoles et la douzaine d'exploitations existantes sont notamment situées sur les hauteurs des anciennes communes de Chambéry-le-Vieux et de Bissy ainsi qu'aux Charmettes, et les éleveurs assurent eux-mêmes une partie de la production céréalière nécessaire à l’alimentation de leur cheptel.
Avec une précision de ± 2 %, le plan d'approvisionnement territorial (PAT) de Chambéry métropole indique que la forêt s'étend pour sa part sur une surface de 228,298 ha, soit un taux de boisement de 10.88 %. Les forêts sont majoritairement situées à proximité des exploitations agricoles (le Bois de Candie à Chambéry-le-Vieux ou la forêt de Bissy), auxquelles s'ajoutent la forêt des Monts (de 15 ha), ou, plus proche du centre-ville, le bois de la Calamine. La commune possède également des vallons, comme ceux des Charmettes et de la Croix-Rouge.
Ces pâturages et forêts sont en partie traversés par des sentiers de randonnée, notamment à Chambéry-le-Vieux: les sentiers de la Combe Noire et de la Côte Bastienne, mais aussi sur les hauteurs de Chamoux ou au sommet des Monts. Ces zones sont également arrosées par de menus ruisseaux, la source du Tillet se trouvant même sur la limite de Chambéry et Sonnaz, sous l’appellation d'Eau Blanche.
La commune compte également un certain nombre de jardins familiaux et jardins partagés, y compris au sein de quartiers urbanisés comme les Hauts-de-Chambéry.
Enfin, le nord de la commune compte toujours quelques anciens hameaux ou lieux-dits plus ou moins étendus, tels celui de la Croix-Rouge Dessous près du col de Saint-Saturnin, ceux de Putigny, des Bois ou de Morraz à proximité de Sonnaz, ou encore celui de Challot sous le mont Chamoux près de Saint-Sulpice.

### Logement

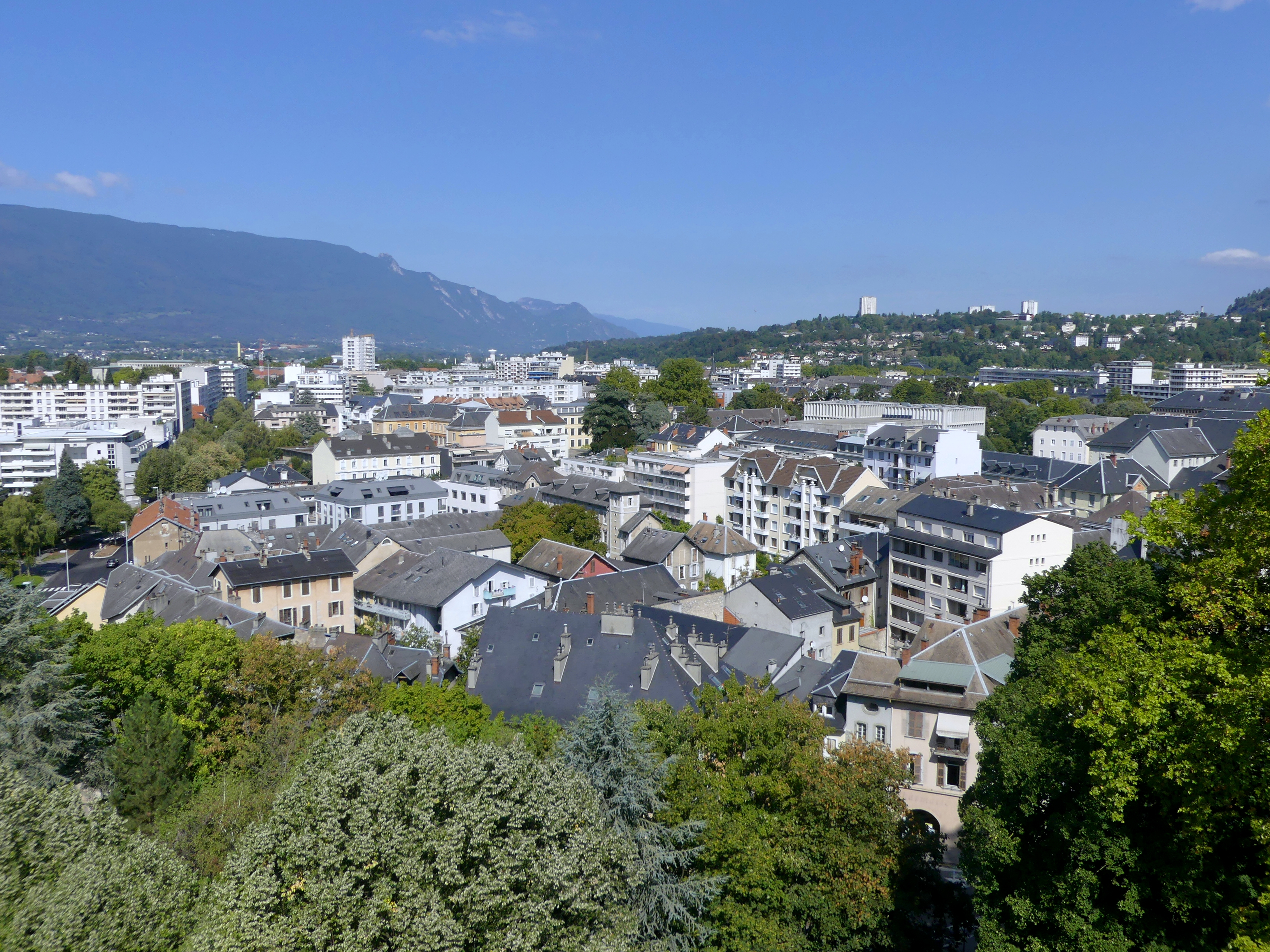
La ville et la colline de la Boisse vues depuis la tour mi-ronde du château.

Il était estimé en 2007 que l'agglomération chambérienne accueillait chaque année quelque 1 300 nouveaux habitants, soit 9 000 habitants supplémentaires en prévision entre 2007 et 2013.
Le nombre total de logements dans la ville de Chambéry est en constante augmentation, étant passé de 25 059 en 1990 à 32 333 en 2019. Parmi eux, on dénombre 87,2 % de résidences principales, 3 % de résidences secondaires et 9,9 % de logements vacants en 2019. Les maisons individuelles représentent 14 % et les appartements 85,1 %. Toujours en 2019, la commune compte 40,3 % de propriétaires, 57,8 % de locataires et 1,9 % de personnes logées gratuitement. En 2021, le prix moyen de l'immobilier à la vente à Chambéry était estimé à 2 330 €/m2.

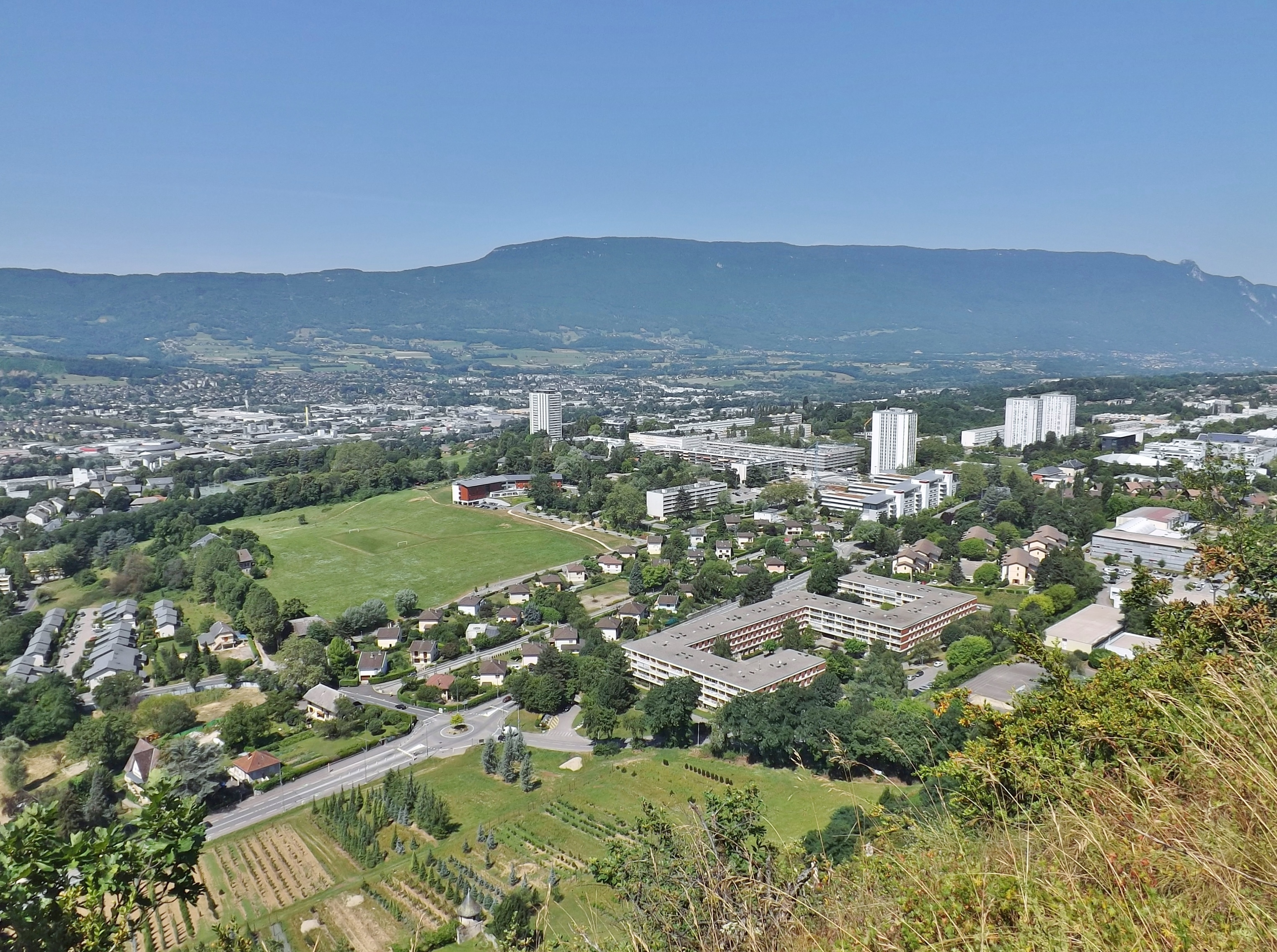
Vue du Piochet (à gauche) et des Hauts-de-Chambéry sur les hauteurs du centre.

Au 1er janvier 2016, l'agglomération de Chambéry comptait plus de 15 000 logements locatifs sociaux ; en 2022, le territoire totalise 16 580 logements sociaux.
Le parc social se trouve principalement dans les secteurs urbains. La Ville de Chambéry concentre 63 % de l'offre, comprenant 9 486 logements sociaux en 2016. La part des logements sociaux construits a considérablement augmenté entre 1970 et 1989 : 50 % dans le Plateau de Leysse, 47 % dans les communes urbaines et 45 % dans le Cœur des Bauges. Chambéry enregistre un ratio demandes/attributions assez élevé (3,4 en 2015) soit 1 430 attributions, comparé à la moyenne du département (2,8). Les quartiers de Biollay-Bellevue et les Hauts-de-Chambéry sont tous les deux classés quartiers prioritaires. Ils concentrent respectivement 50 % et 75 % de logements sociaux, soit 3 780 logements sociaux en tout.
Afin de lutter contre l'habitat indigne, une OPAH (Opération Programmée d’Amélioration de l’Habitat) a été mise en place entre 2011 et 2014 sur le secteur de la CA de Chambéry, puis un PIG (Programme d’Intérêt Général) depuis novembre 2016 jusqu’en 2019. Ces programmes visaient à accompagner les propriétaires-occupants et les propriétaires-bailleurs pour les aider à la rénovation énergétique de leurs logements, à travers des incitations financières. La convention OPAH-RU a été renouvelée par délibération en conseil municipal du 12 décembre 2022, et se poursuit donc sur la période 2023-2028.
Parallèlement aux transformations des espaces publics du centre-ville de Chambéry, la Ville a engagé en avril 2025 une opération de restauration immobilière (ORI) dans le centre ancien. Ce dispositif, complémentaire à l’OPAH-RU adoptée en 2022, vise la remise en état de 11 immeubles dégradés du centre-ville et de l’îlot Italie-Montmélian. Contrairement à l’OPAH, l’ORI impose aux propriétaires de réaliser des travaux de mise aux normes, de modernisation ou de démolition en cas d’immeubles trop vétustes. Ce levier réglementaire a été validé par une enquête publique en février 2024, suivie d’un arrêté de Déclaration d’Utilité Publique émis par la préfecture le 13 février 2025. La concession d’aménagement de cinq ans a été confiée à Urbanis Aménagement, qui assure désormais l’accompagnement des copropriétés dans la définition et la mise en œuvre des programmes de travaux. L’amélioration de la qualité du bâti, la lutte contre l’habitat indigne et la mobilisation du parc vacant sont au cœur de cette opération, qui marque une étape décisive dans la stratégie de revitalisation du cœur de ville.

### Projets d'aménagement

#### Équipements sportifs
Les équipements sportifs font également l'objet d'un plan d'aménagement de grande ampleur. Les travaux du stade municipal ont commencé en mars 2021. L'endroit devrait être un outil multifonctionnel pour accueillir du sport mais également des salons et des événements en plein air. L’équipement sera composé d’une bâtiment d’environ 2 500 m2 avec une capacité d’accueil de 3 000 places assises. D’autres espaces sont prévus : tribune secondaire de 2 000 places assises, une aire de jeux, un parking couvert, parvis ouvert au public réservé aux piétons et vélo, une salle polyvalente de 730 m2. Le coût total des travaux du stade est estimé à 22,6 millions €. Il est financé par :
- La Ville de Chambéry : 8,686 M€
- Grand Chambéry : 4,1 M€
- La Région Auvergne Rhône Alpes : 4 M€
- Le département de la Savoie : 4 M€
- Le dispositif France Relance : 0,85 M€
- L’agence de l’eau Rhône Méditerranée Corse : 0,634 M€
- L’Agence nationale du sport : 0,33 M€

Le parking sous le stade est financé à hauteur de 6,115 M€ par la Ville de Chambéry et 1 M€ par les Pompes Funèbres de Chambéry eu d’autres communes associées. L’ouverture du stade et du parking est prévue pour la mi-2023.
Une aire de sport en plein air, le "Street workout" sur Biollay a aussi été aménagée. Le projet a fait l'objet de consultation des habitants du quartier pour choisir le type d'installation et son emplacement. La journée inaugurale animée par les associations du quartier et les clubs sportifs a eu lieu le samedi 15 octobre 2022.

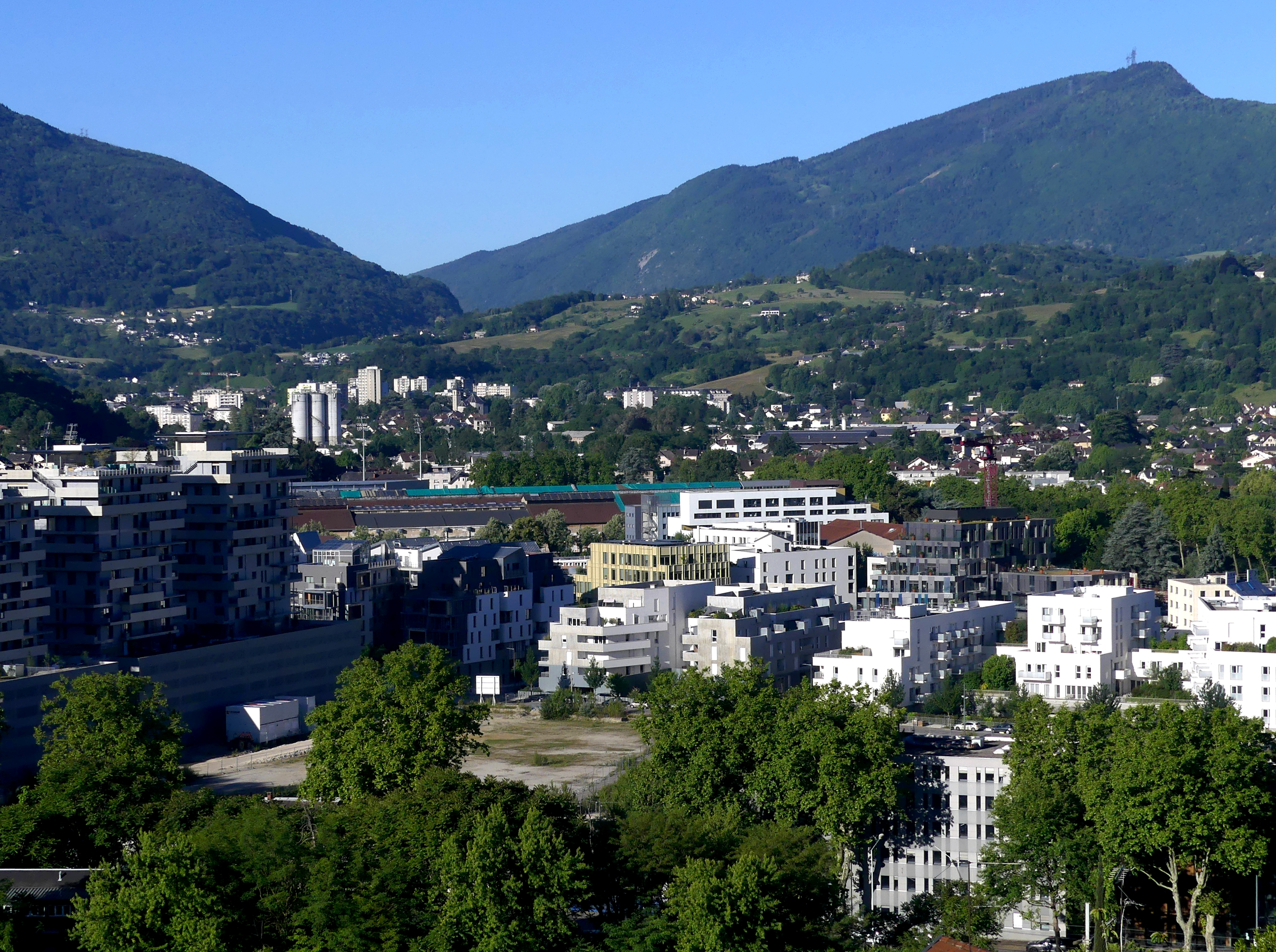
La zone du Grand Verger, un secteur en pleine transformation.

#### Centre-ville
Parmi les projets d'aménagement récents, la Ville a entamé des travaux en 2022 sur une des artères principales de Chambéry, l'avenue des Ducs. Les enjeux sont multiples : sécuriser les traversées piétonnes et cycles, améliorer la circulation et la desserte des bus, favoriser la cohabitation de tous les usagers dans l'espace public. Le projet prévoit de supprimer les places de stationnement situées au centre de l'avenue qui pourront être reportées dans les parkings Cassine et Ravet. Seules 17 places seront conservées pour les personnes à mobilité réduite, les véhicules en autopartage et les livraisons, la police municipale. Le réaménagement devrait permettre la mise en place d'une piste cyclable à double sens séparée de la circulation ainsi qu'un plus grand quai pour les usagers des transports en commun. Le projet prévoit aussi la sécurisation de la piste cyclable du quai Borrel, un cheminement piéton élargi et végétalisé sur le quai Ravet.
La Ville prévoit également le réaménagement de plusieurs espaces du centre-ville comme le boulevard du Théâtre, le quai de Lannoy à Bissy, la restauration du théâtre Charles Dullin et du musée des Beaux-arts, la création d'une bibliothèque au Biollay.

#### Eco-quartier Vétrotex
Le quartier de l'ancienne usine A de Saint-Gobain-Vétrotex à l'entrée nord de la ville et en bordure de la Leysse a fait l'objet d'une démolition afin de devenir un éco-quartier destiné à accueillir des logements neufs sur 6,3 hectares. À proximité, la zone d'activités du Grand Verger est elle aussi amenée à connaître des aménagements dans les années à venir. Le projet d'éco-quartier construit sur l'ancienne usine Vétrotex prévoit 15 000 m2 d'espaces verts publics et 420 arbres et arbustes dans les espaces publics, et la même surface de 15 000 m2 dans les lots privés sous forme de jardins privatifs et toitures végétalisées, soit 3 hectares en tout. Le parc de Blanville constituera un élément phare de cet espace de nature en ville. Le quartier fera la part belle à la biodiversité, notamment grâce à des aménagements créés pour gérer écologiquement les eaux de pluie.

#### Végétalisation des cours d'écoles
Un des projets d'aménagement phare depuis 2021 et toujours en cours est la végétalisation des cours d'écoles de la Ville. À la suite des épisodes de sécheresse récurrents et dans la continuité des projets de végétalisation, la Ville souhaite apporter de l'ombre et de la fraîcheur en re-végétalisant les cours des écoles chambériennes. Depuis 2021, 17 cours d'écoles ont fait l'objet d'un plan de végétalisation : les maternelles Pasteur et Bellevue, les écoles élémentaires du Biollay, de Chambéry le vieux, Chantemerle, Pasteur et Le Pré-de-l'Âne les écoles maternelles de Bellevue et de Pasteur, écoles élémentaires du Biollay, de Chambéry-le-Vieux, Chantemerle et du Pré de l’âne (2021) ; les écoles élémentaires Madeleine Rebérioux et du Mollard (2022) ; les écoles maternelles et élémentaires du Stade (2023) ; les écoles primaires et maternelles Caffe et Bellevue.
Les travaux devraient permettre d'amener 20 à 25 % d'ombre en plus dans les cours d'école d'ici 10 ans.
Dans le cadre du projet urbain « Nord des Combes », l’ancienne école Vert‑Bois, vétuste et l’un des bâtiments municipaux les plus énergivores, a été démolie en février 2022 pour laisser place à un nouveau groupe scolaire éco‑conçu par le cabinet grenoblois Brenas Doucerain. Ce nouvel établissement, principalement composé de bois et zinc, accueille dès novembre 2024 les 229 élèves de maternelle et élémentaire (5 classes maternelles et 11 classes élémentaires), ainsi qu’une maison de l’enfance, une bibliothèque, une salle polyvalente, une cantine et des espaces mutualisés. L'école est élaborée pour être plus ouverte sur l'extérieur avec un parvis pensé comme un réel espace public, un lieu de rencontre entre l'école, les immeubles et les pavillons. Conçu pour atteindre le niveau de performance énergétique E3 C1, il intègre isolation renforcée, ventilation double‑flux et matériaux locaux « Bois des Alpes ». Le chantier, débuté en mars 2022 avec une école provisoire pour minimiser les perturbations, s’est achevé début 2025, avec une inauguration officielle le 6 juin 2025, en présence des autorités et de la population, marquant l’aboutissement d’un investissement de 17,6 M € majoritairement financé par la Ville, l’État, la Région, le Département et l’Union européenne.

## Toponymie

### Toponyme Lémenc
Cette colline est la première occupation humaine, l'établissement implanté dans l'actuel quartier du Lémenc à Chambéry serait attesté sous la forme Lemencum à l'époque antique. Ce nom de Lémenc est ensuite mentionné au IVe siècle sous la forme Leminco, puis encore Lemenco en 1138. Il s'analyse sur la base d'un radical Lemo- qui semble être le nom gaulois de l'orme, (cf. Lémovices), dérivé avec un suffixe -incu(m) d'origine ligure que l'on retrouve de la Provence et du Massif central aux Alpes (cf. Agen, Agedincum ; Arlanc ; Nonenque ; Moirans, Morencum au Xe siècle, et Gap, anciennement Vappincum),. Le sens global en serait alors environ celui de « domaine des ormes ».

### Toponyme Chambéry
Le nom officiel de la commune est Chambéry [ ʃɑ̃.be.ʁi], mais est surnommé familièrement Chambé [ ʃɑ̃.be],,,.
Au Moyen Âge, le toponyme Lémenc est progressivement évincé au profit de Cambariacum / Camberiacum, lieu antique où s'édifie le château des ducs de Savoie. Le nom de Chambéry est alors attesté sous les formes latinisées Camefriacum en 1016 (Cart. Saint-André, Append.[Quoi ?], no 44), Camberiaco en 1029, Cambariacum en 1036, Cambariaco en 1044, Chambariaco vers 1100, Chamberium en 1233, puis la forme romane Chamberi en 1603.
Les formes anciennes montrent qu'il s'agit d'une type toponymique gaulois ou gallo-roman en -(i)acum, suffixe d'origine gauloise servant à localiser ou à indiquer la propriété. Le suffixe -(i)acum a régulièrement donné la terminaison -y dans une partie du domaine francoprovençal, tout comme en langue d'oïl.
Des hypothèses, déjà anciennes et non validées par les principaux spécialistes de la toponymie, voient dans le premier élément Chamber- un appellatif : soit le latin cammarus ou cambarus « écrevisse » via le patois chambero, soit un nom de métier cambarius « brasseur de bière », dérivé du gaulois camba « poêle à brasser », ou encore un dérivé de cambium « change », voire camerinum « marché » ou bien encore camera « chambre de justice », où ont pu être resserrées les taxes d'un péage ou les recettes d'un budget local. Ces deux dernières hypothèses ne tiennent pas compte du fait que le radical des formes anciennes est Cambar- / Camber- et non pas Camer-, ce qui les rend peu crédibles. La forme la plus ancienne porte un f au lieu du b attendu, car cette mention est l'œuvre d'un scribe germanophone dans un acte rédigé à Strasbourg,.
Le premier élément Chamber- représente plutôt un anthroponyme et procède de l'évolution régulière du Cambar- dans le domaine franco-provençal. Albert Dauzat écrit que Cambarius est un nom de personne gallo-romain, issu d'un gaulois *Cambo. Ernest Nègre considère Cambarius comme roman, alors que, pour Xavier Delamarre, Cambarius est gaulois et dérive de cambo « courbe, méandre », c'est-à-dire qu'il s'agit d'un surnom gaulois signifiant « celui qui est courbé » et non pas « brasseur de bière ».
Quoi qu'il en soit le sens global est celui de « domaine de Cambarius ».
En francoprovençal (aussi appelé « arpitan » ou « patois »), le nom de la commune s'écrit Shanbèri (graphie de Conflans) ou Chambèri (ORB),, prononcé localement [θã.bɛ.ˈri].

## Histoire
L'histoire de Chambéry est directement liée à sa situation géographique car la ville se situe à un carrefour naturel sur les grands axes économiques européens. Elle doit également beaucoup à la maison de Savoie qui en fit la capitale de ses États. L'analyse historique de la ville doit être inscrite dans celle de l'histoire de la Savoie, si l'on veut mieux comprendre son évolution et son environnement culturel. Voici les périodes et les faits historiques les plus marquants de la commune de Chambéry.

### Préhistoire et époque gallo-romaine

L'Empire romain à son apogée.

À Saint-Alban-Leysse, les hauteurs du Saint-Saturnin sont occupées depuis le Néolithique moyen (vers 4000 av. J.-C.) jusqu'à l'époque gauloise. Cet oppidum est l'ancêtre de l'agglomération de Chambéry.
À l'époque romaine, les habitants déménagent sur la colline de Lémenc, alors appelée Lemencum. L'ancienne devise de la ville fut, en latin, Custodibus istis ce qui traduit en français donne « Par ces gardiens ». À Lémenc, l’établissement gallo-romain installé entre les bras de la Leysse et de l'Albanne se trouvait au milieu de marécages. Dans ce site peu propice au développement urbain, il se cantonna à sa fonction de poste-relais romain. L'attaque du site devait venir quelques siècles plus tard avec l'importance croissante de la route du Mont-Cenis. Cet axe fut vital pour des villes en plein essor économique telles que Lyon et les cités du nord de l'Italie (Turin). La ville devra son véritable essor à son emplacement stratégique sur les grands axes économiques de son temps et surtout par l'installation des comtes puis ducs de Savoie en quête, au XIIIe siècle, d'un lieu leur permettant d'exercer un rayonnement politique puissant à travers l'Europe.

### Capitale des États de Savoie

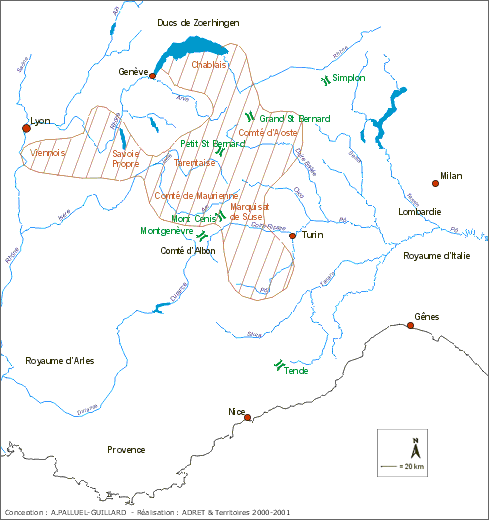
Le domaine des comtes de Savoie aux.

Armoiries de la ville de Chambéry.

Chambéry, qui se trouvait sur l'ancienne route médiévale de Chambéry à Genève par Rumilly et Frangy, n'apparaît vraiment comme une petite cité, Camberiaco, qu'au XIe siècle. Un acte de donation daté de 1057 atteste l'existence d'un burgus et d'un castellum. Le XIIIe siècle représente une période décisive, lorsque le comte Thomas Ier de Savoie l'achète, le 15 mars 1232, au vicomte Berlion de Chambéry avec tout ce que ce dernier possédait dans le bourg de Chambéry avec la vicomté et le vidomnat en échange du fief de Montfort, moyennant 32 000 sous forts de Suse, et la dote de franchises. À la même époque, une catastrophe donne de l'importance à Chambéry dans la hiérarchie ecclésiastique. L'effondrement du mont Granier sur la capitale du décanat de Savoie (dit de Savoie) d'Apremont entraîne le déplacement du siège du décanat à Chambéry.

Plan de Chambéry au XVIII d’après la Mappe Sarde. L'enceinte urbaine des est en noir, celle du XIII siècle est restituée en pointillé (hypothèse).

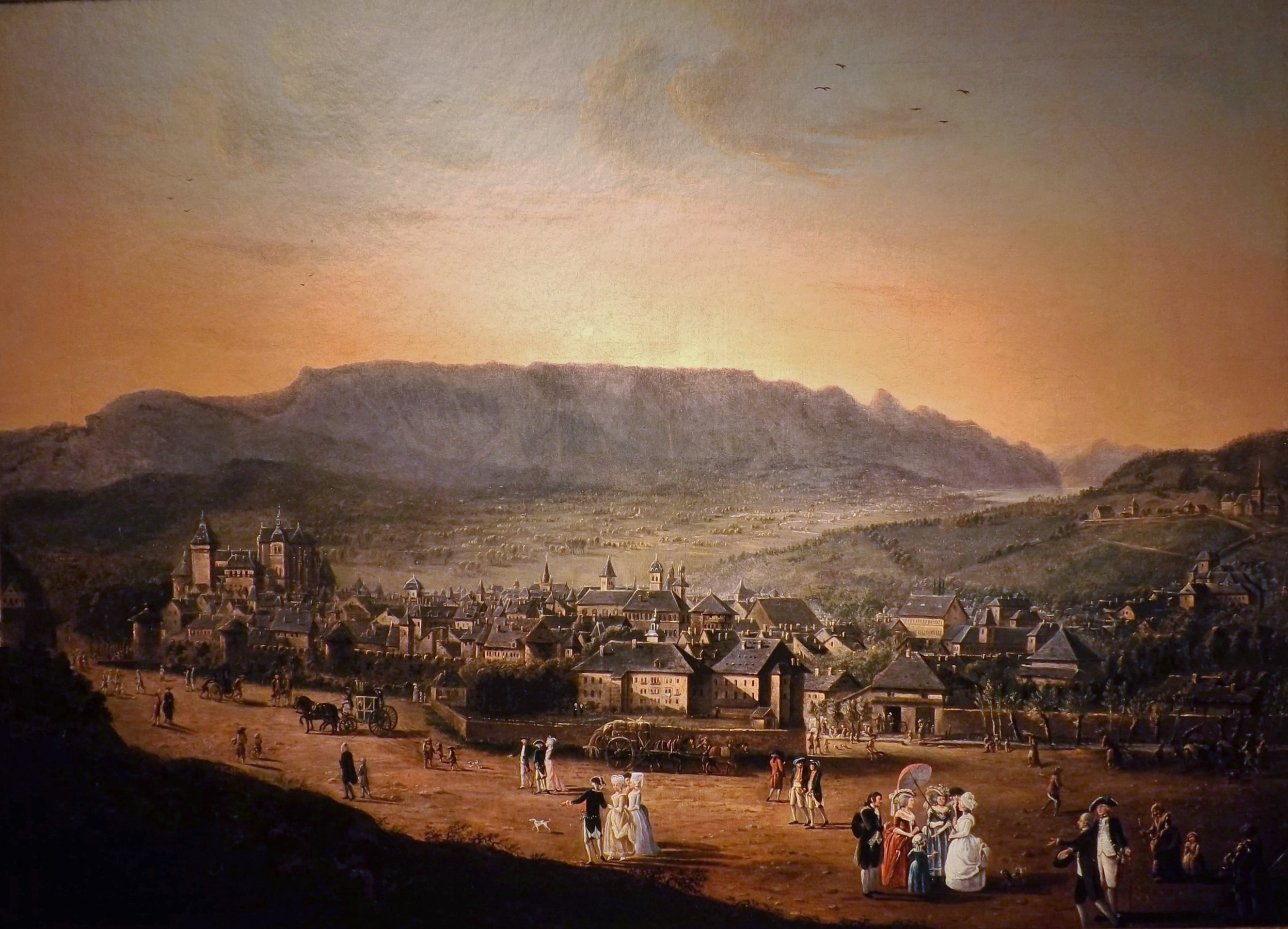
Peinture de Chambéry vers 1780.

Le développement de la ville est ensuite très lié à l'ascension de la maison de Savoie. Une nouvelle enceinte est construite à partir de 1352, sous l'impulsion du comte Amédée VI de Savoie, plus communément surnommé le comte Vert.
L'avènement d'Amédée VIII, premier duc de Savoie en 1416, fait de Chambéry la capitale d'un État souverain, libéré de la domination du Saint-Empire romain germanique. Une nouvelle noblesse chambérienne apparaît, liée aux institutions prestigieuses que compte la ville, et forme une cour autour de la famille ducale. Cette noblesse fait construire de remarquables hôtels particuliers, érigés autour d'une cour centrale dominée par une haute tourelle d'escaliers.
En 1422, le faubourg du Reclus est entièrement détruit par un incendie. Des mesures sont prises pour mieux lutter contre ces fléaux : la ville achète 80 tinées [Quoi ?] et 200 seaux, et une centaine d'échelles dont 50 « pouvant supporter le poids de quatre hommes ». Des veilleurs sont chargés de surveiller, la nuit, les éventuels départs de feu du haut du clocher de l'église Saint-Léger de Chambéry (détruite en 1760), et de donner l'alerte le cas échéant.
De très nombreuses congrégations religieuses sont installées en ville, et de 1452 à 1578, le Saint-Suaire, propriété des ducs, est exposé dans la Sainte-Chapelle. La ville devient un lieu de pèlerinage.
Après l'occupation française de François Ier, le duc Emmanuel-Philibert lui préfère cependant Turin comme capitale à partir de 1563.
La ville est prise par Henri IV, lors de la guerre franco-savoyarde de 1600-1601, qui se termine par le Traité de Lyon en 1601. Avec le Sénat de Savoie et sa Chambre des comptes, la ville conserve néanmoins une vocation administrative maintenant une population importante de familles nobles. La période baroque voit s'édifier d'importants hôtels particuliers marqués par l'architecture turinoise. Jean-Jacques Rousseau habite la ville de 1731 à 1742.
La Savoie est envahie en 1792 par les troupes révolutionnaires françaises dirigées par le marquis Anne-Pierre de Montesquiou-Fézensac. C'est la cinquième invasion française, après celles des troupes de François Ier (et de son successeur, Henri II), d'Henri IV, de Louis XIII et de Louis XIV.
De 1792 à 1815, pendant le rattachement de la Savoie à la France, Chambéry est le chef-lieu du département du Mont-Blanc. En 1815, à la suite du congrès de Vienne, la maison de Savoie récupère le Piémont, Nice, la Savoie et entre en possession de Gênes, formant ainsi les États Sardes. Le 3 avril 1848, des ouvriers Voraces venus de Lyon mais originaires de Savoie, proclament la république et le rattachement de la Savoie à la France. Mais dès le lendemain, les élites Chambériennes reprennent le pouvoir, chassant les révolutionnaires.
Au XIXe siècle, deux grandes périodes de développement urbain se détachent : la première, entre 1820 et 1830, est liée aux actions bienfaitrices du général de Boigne et se caractérise par une politique d'embellissement de la ville (rue monumentale, théâtre, alignement des façades…) ; la seconde, entre 1860 et 1890, s'ouvre avec le rattachement définitif de la Savoie à la France décidé lors du traité de Turin, le 24 mars 1860 et confirmé par plébiscite le 22 avril. Chambéry devient alors chef-lieu du département de la Savoie. La cité s'équipe de bâtiments utilitaires tels que l'actuel hôtel de ville ou le marché couvert, mais aussi de nombreuses écoles et lycées, ainsi que des musées.

### Époque contemporaine

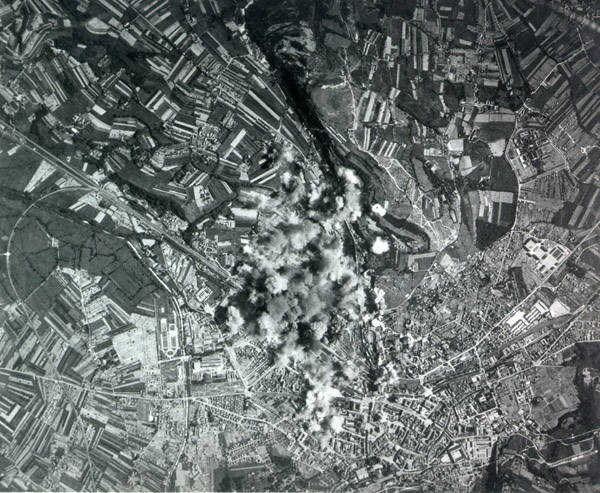
Bombardement de la ville et la gare ferroviaire de Chambéry le 26 mai 1944. La fumée visible est celle de la première vague du groupe de bombardement sur la gare

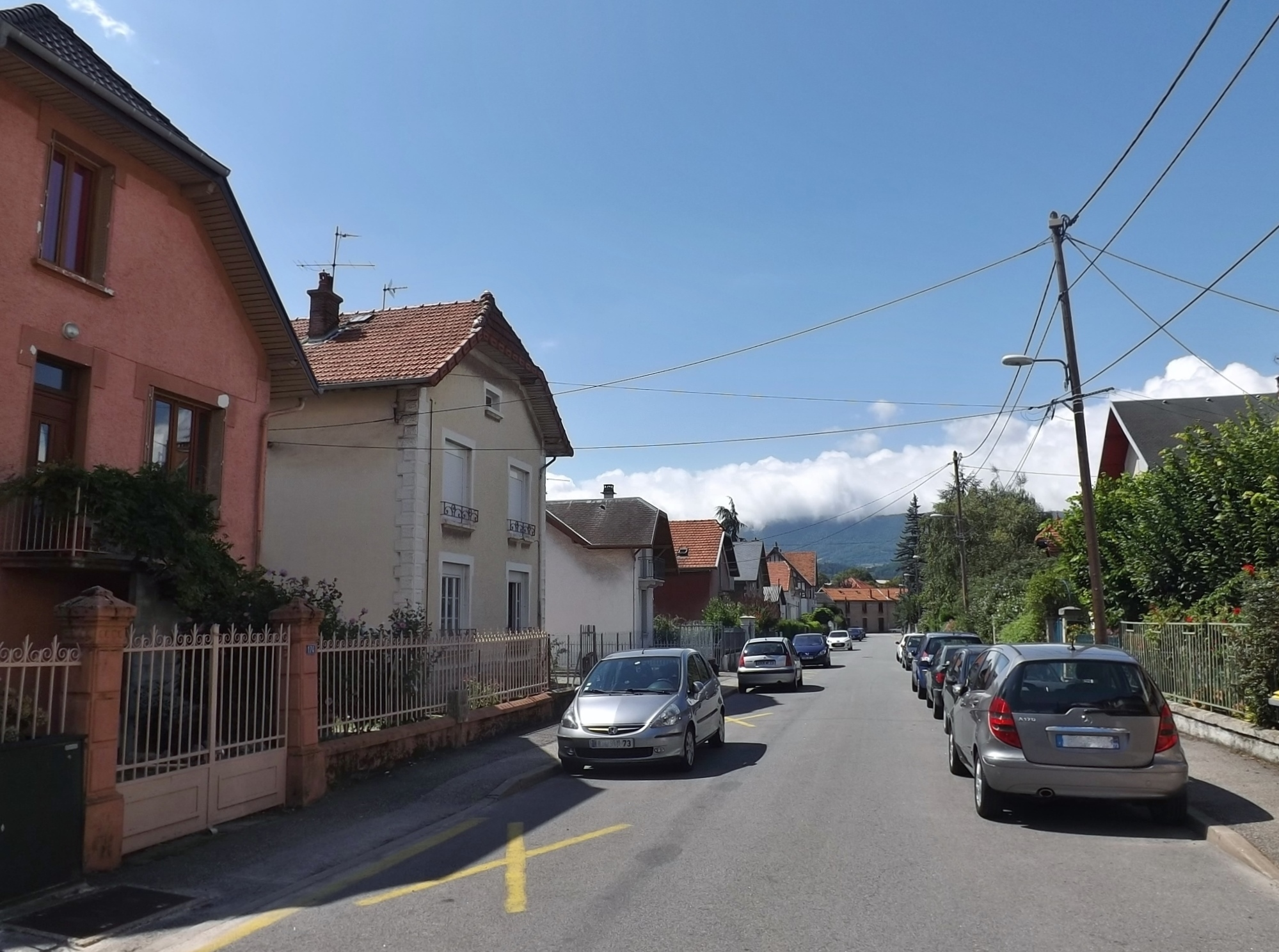
Maisons bâties au début du XX au nord du quartier d'Angleterre.

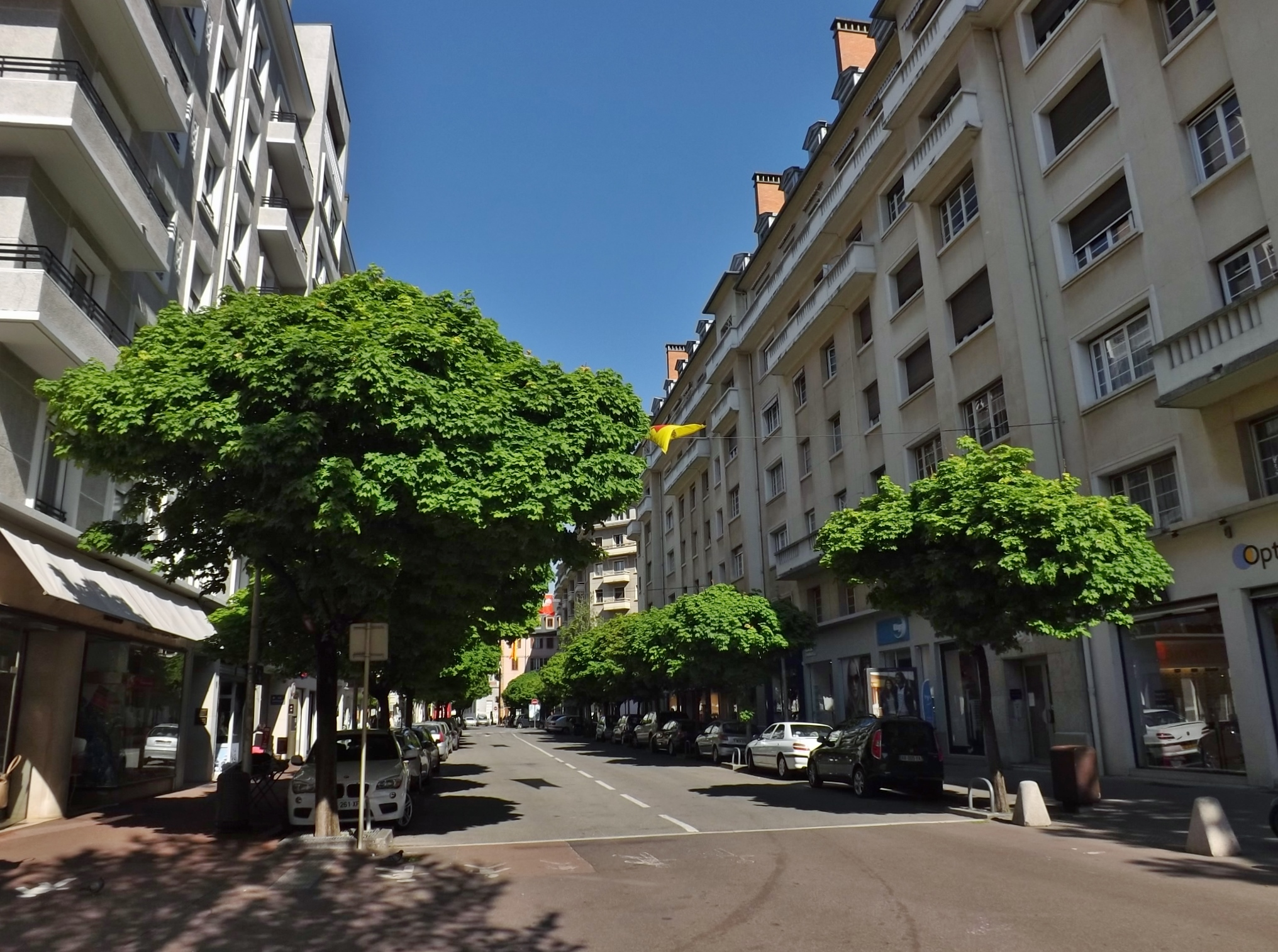
Immeubles contemporains, rue Favre.

Durant la première moitié du XXe siècle, la ville grandit lentement. Sa situation géographique, ses voies de communication et son rôle administratif contribuent au développement de nouveaux quartiers (Gare, Verney, quartier d'Angleterre). Après la Première Guerre mondiale, la crise économique sévit, mais la ville se développe et gagne dix mille habitants entre 1920 et 1939 ; aussi un plan d'extension de la ville baptisé « plan d'aménagement, d'extension et d'embellissement » de la ville débute en 1929, entre-autres à l'origine du quartier de Mérande. Sont également créés durant l’entre-deux guerres les cités-jardins de Bellevue et du Biollay, présentant les premiers immeubles de logements sociaux, construits par le propriétaire des cimenteries et futur maire, Lucien Chiron.
L'état-major de la 28e division d'infanterie alpine réside à Chambéry en 1939.
La ville est durement touchée par le bombardement du 26 mai 1944 qui visait la gare. On dénombre 120 morts (parmi lesquels le docteur Jean Desfrançois), plus de 300 blessés et 300 immeubles sont détruits. Plus de mille familles se retrouvent sans logement. Pendant vingt ans, le centre de la ville est en chantier. De grands blocs d'habitations remplacent les vieilles maisons bombardées ou incendiées. Les rues Favre et Saint-Antoine sont désormais bordées d'immeubles massifs et austères, quelquefois ornés de bas-reliefs sculptés par Alfred Janniot.
Les années 1950, malgré les efforts de reconstruction, demeurent cependant bien ternes. La venue de la grande entreprise de verre textile Saint-Gobain et la création d'une grande zone industrielle sous la municipalité de Pierre Dumas dynamisent la ville, même si l'industrialisation reste modeste au regard de sa situation. En 1961, elle fusionne avec deux communes limitrophes, Bissy et Chambéry-le-Vieux. De nouveaux quartiers s'élèvent rapidement dans les années 1965-1975, et notamment une Zone à urbaniser en priorité à Chambéry-le-Haut sous la houlette de l'architecte Jean Dubuisson.
Le 6 juin 1966, l'usine Placoplatre est inaugurée par Edgard Pisani, ministre de l'Équipement, et Pierre Dumas, maire de la ville et secrétaire d'État auprès du Premier Ministre, en présence de Norman Brooks, Président-directeur général de Placoplatre et des principaux dirigeants de l'industrie française du plâtre. Cette nouvelle usine de plaques de plâtre permet à la société Placoplatre, filiale de BPB (British Plaster Board) de se positionner dans la Sud-Est de la France, à une époque où les besoins en matériaux de construction sont importants. L'usine est alimentée en gypse, matière première du plâtre, par la carrière de Saint-Jean-de-Maurienne. La capacité initiale de la chaîne de production est de 6 millions de mètres carrés.
Après les Trente Glorieuses, la crise économique entraîne une pause dans le développement urbain. C'est l'heure des équipements culturels qui ont fait défaut à Chambéry : une maison de la culture, un centre de vie à Chambéry-le-Haut, un centre des congrès, une médiathèque et une cité des arts (nouveau conservatoire régional de musique).
Aujourd'hui, Chambéry, ville-centre d'une communauté d'agglomération dépassant les 120 000 habitants, mène une politique de développement et d'équipement en lien avec les vingt-trois autres communes de son agglomération. En 2008, une grande salle à vocation pluridisciplinaire est inaugurée et commence à accueillir des spectacles et des manifestations sportives. La population progresse d'environ 1 % par an (60 900 habitants en 2005).
En octobre 2010, lors du conflit social sur les retraites, des heurts très violents ont lieu à Chambéry durant une semaine aux abords du lycée Monge puis dans le centre historique entre jeunes et forces de l'ordre. La gendarmerie mobile appelée en renfort pour faire face à ces violences a dû à maintes reprises faire usage de grenades lacrymogènes. Le centre-ville doit être temporairement fermé à la circulation ; la presse évoque des scènes d'émeute.
Le 11 janvier 2015, Chambéry fait partie des nombreuses communes de France à organiser une marche républicaine en réaction aux attentats des 7, 8 et 9 janvier. Cette manifestation réunit environ 20 000 personnes, soit l'équivalent d'un tiers de la population communale réunie sur un parcours de 2 km, ayant par ailleurs dû être allongé à 2,5 km. Il s'agit de la plus importante mobilisation connue à Chambéry depuis la Libération en août 1944.

### Vie militaire
Depuis son rattachement à la France, la ville a connu une présence militaire constante ; la caserne Barbot et le Manège (aujourd'hui salle de congrès) accueillaient des unités de cavalerie, la caserne Curial de l'infanterie ; cette dernière s'est ensuite installée à Joppet, puis à partir de 1982 dans la commune voisine de Barby. [réf. souhaitée]

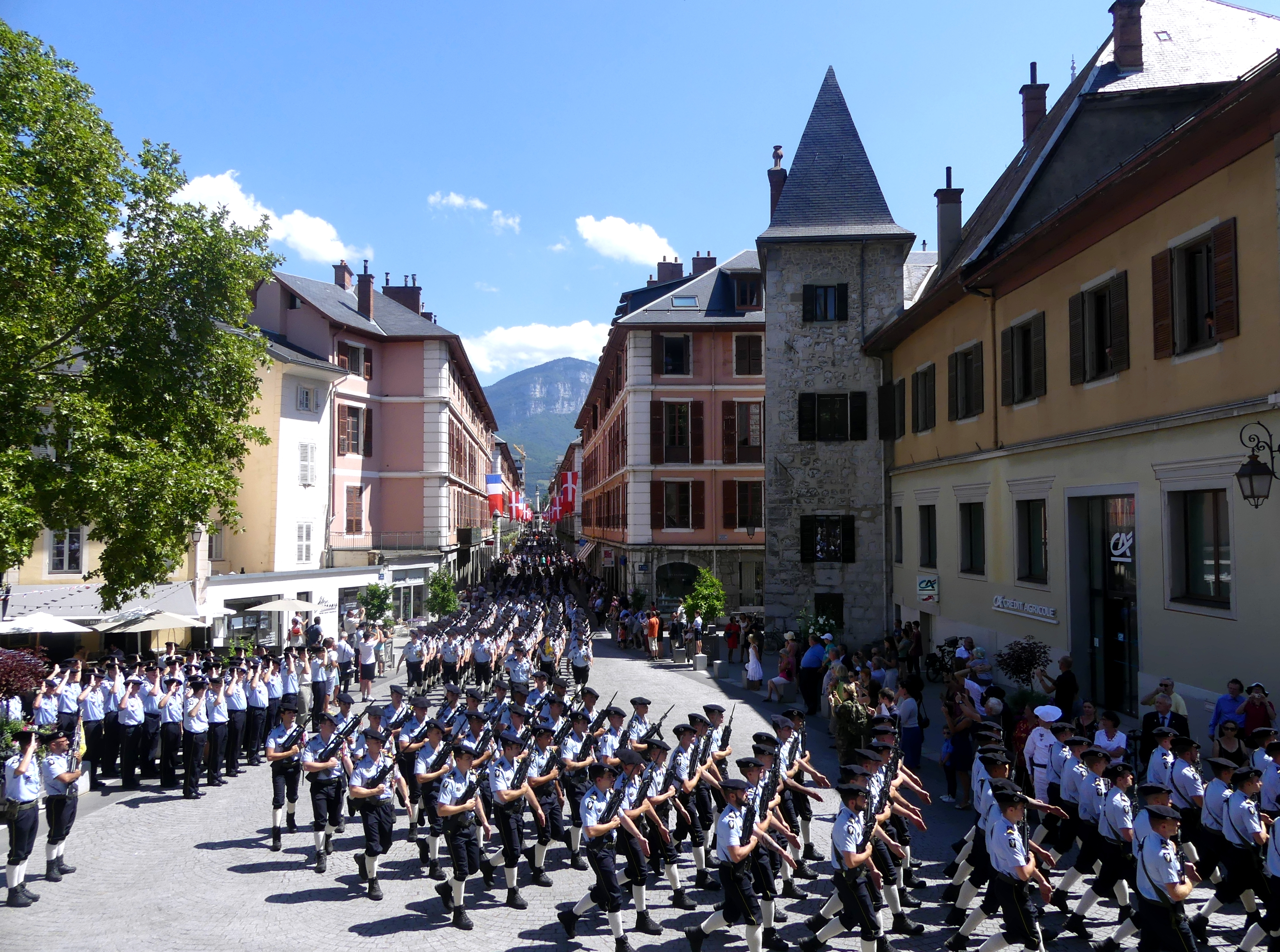
Défilé du 13e bataillon de chasseurs alpins rue de Boigne et place du château.

À partir de la fin des années 1970 jusqu'au début des années 1990, le quartier des casernes a été profondément remanié sous l'impulsion du maire — et urbaniste — Francis Ampe : aujourd'hui la médiathèque, l'espace culturel André-Malraux, le centre de congrès, un parking, le quartier étudiant de Curial et enfin les logements du quartier Jorcin ont remplacé les bâtiments militaires.
Unités militaires ayant tenu garnison à Chambéry :
- 97e régiment d’infanterie, 1906-1914
- 4e régiment de dragons, 1906-1914
- 5e demi-brigade de chasseurs alpins, 1939-1940
  - 7e bataillon de chasseurs alpins
  - 13e bataillon de chasseurs alpins, 1906-1914 et 1981-?
  - 27e bataillon de chasseurs alpins
- 14e bis légion de gendarmerie, 1906-1914

## Politique et administration

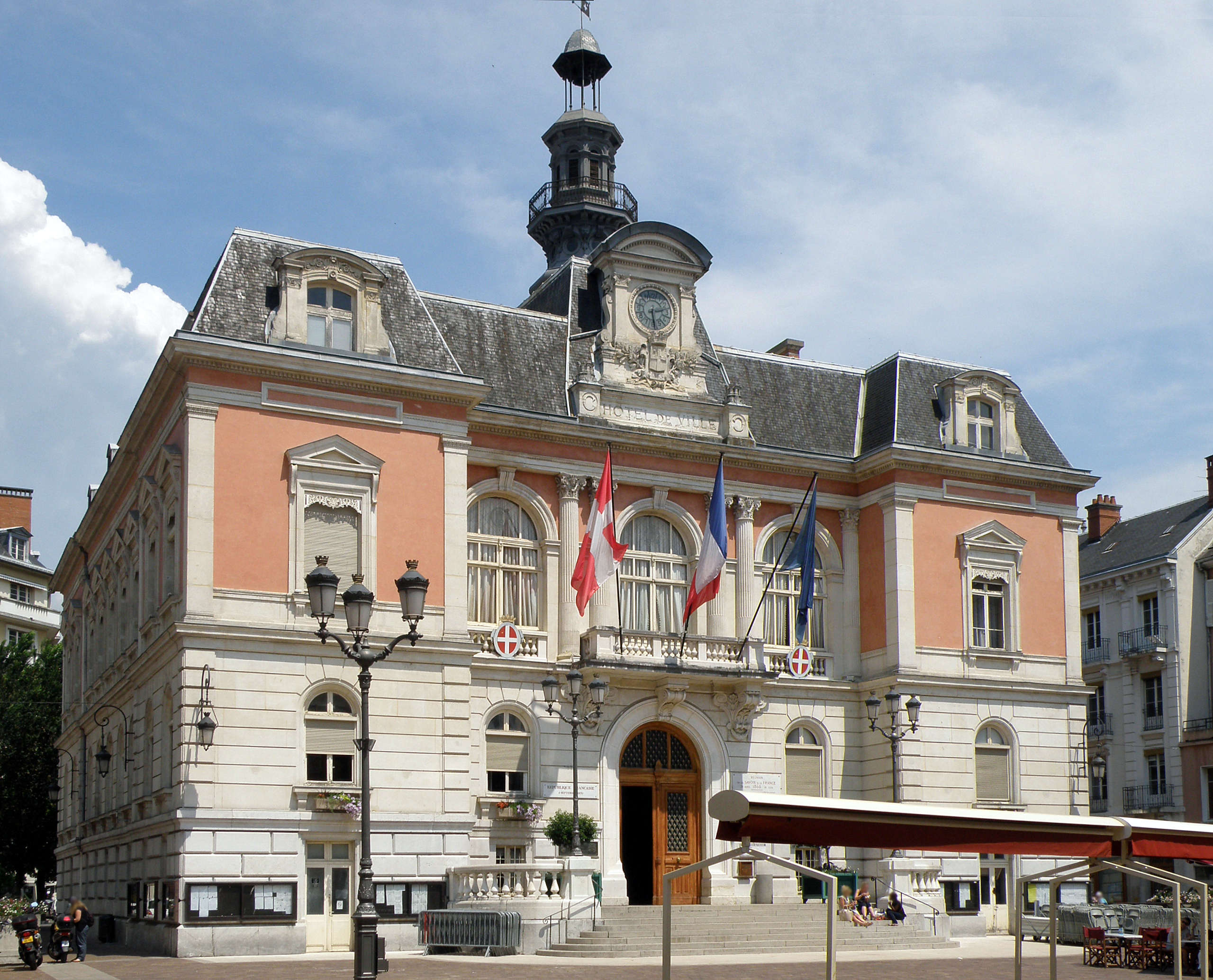
Hôtel de ville de Chambéry.

### Tendances politiques et résultats
Chambéry est une ville politiquement marquée à gauche avec 5 élections municipales en faveur du Parti Socialiste en 1977, 1989, 2001, 2008 et 2020.
Cependant, l’élection présidentielle de 2002 place Jacques Chirac en tête avec 18,77 % devant Jean Marie Le Pen qui obtient 16,72 % des voix. Lionel Jospin arrive juste derrière avec 16,20 % des suffrages exprimés. Au second tour de 2007, Nicolas Sarkozy et Ségolène Royal sont au coude à coude malgré une légère avance de la tête du PS qui remporte 50,64 % des voix. Ce marquage à gauche se confirme en 2012 lorsque François Hollande remporte largement le deuxième tour face à Nicolas Sarkozy avec 56,81 % contre 43,19 %.
Les élections présidentielles de 2017 placent Emmanuel Macron en tête au premier tour de justesse avec 26,21 % des voix devant Jean Luc Mélenchon qui fait un score de 24,69 %. Au second tour, Emmanuel Macron l’emporte largement avec 76,29 % des voix face à Marine Le Pen qui fait 23,71 %, près de 20 points de plus que le score national ce qui montre une faible implantation de l’extrême droite à Chambéry.
Au premier tour de 2022, c’est Jean-Luc Mélenchon qui arrive largement en tête avec 36,6 % des suffrages exprimés, devant Emmanuel Macron qui compte 25,4 % des voix et Marine Le Pen qui en compte 14 %. Au second tour à Chambéry, le score se resserre en comparaison de 2017, Emmanuel Macron remporte 70,6 % des suffrages devant Marine Le Pen qui fait un score de 29,4 %.
Le 12 juin 2022, Jean François Coulomne, candidat NUPES et membre de la France insoumise, arrive en tête du premier tour des élections législatives dans la quatrième circonscription de la Savoie, avec 34,45% des voix. Au second tour, il l'emporte avec 50,85 % des voix face à Patrick Mignola, député sortant.
Chambéry suit la tendance de l’abstention lors des élections présidentielles avec un taux en constante augmentation : il était de 19,46 % en 2012, 26,74 % en 2017 et 30,53 % en 2022.
Ville ouverte sur l’Europe et très proche de l’Italie, tant bien géographiquement qu’en termes de partenariats, Chambéry se prononce à 54,03 % en faveur du traité constitutionnel pour l’Europe lors du référendum de 2005, un chiffre diamétralement opposé au vote Français (France entière : Non à 54,67 % ; Oui à 45,33 %).
Chambéry a été particulièrement marquée par une personnalité de gauche, Louis Besson. D’abord adhérant à l’union de la gauche socialiste puis au PS en 1975, il fut maire de Barby en 1965 à 1989. Également conseiller général de Chambéry nord puis de Saint Alban Leysse et enfin président du conseil général de la Savoie, il fut aussi conseiller régional de la région Rhône Alpes. Issu de la montagne, Besson rédigera le Rapport Besson en 1982 mettant en lumière le besoin de protection du milieu naturel montagnard ; cela déboucha sur la loi sur la montagne en 1985. Louis Besson fut nommé deux fois ministre du logement et est l’auteur de la loi Besson de 1990 favorisant le droit au logement grâce à un pouvoir accru des préfets dans l’attribution de logements sociaux. Cette loi contraint également les communes à créer des aires d’accueil pour les gens du voyage. Nommé secrétaire d'État auprès du ministre de l’Équipement, des transports et du logement en 1997, il participe à l’élaboration de la loi SRU pénalisant les communes avec un taux de logements sociaux trop faible. Élu maire de Chambéry à deux reprises, il est une figure de la gauche sur le territoire savoyard.
Deux autres maires de Chambéry ont été membres du Gouvernement :
- Pierre Dumas, député de la Savoie de 1958 à 1973, secrétaire d'État de 1962 à 1969 et sénateur de la Savoie de 1986 à 1995 ;
- Thierry Repentin, actuel maire de Chambéry, ministre à la Formation professionnelle et à l'Apprentissage en 2012 puis aux Affaires européennes en 2013 et enfin sénateur de la Savoie en 2014.

|                                   | Canton     | 1er score | 1er score                                                    | 2e score | 2e score                                                        | Participation |
| Élections municipales de 2020     |            |           | 52,75 % pour Thierry Repentin (DVG)                          |          | 47,24 % pour Michel Dantin (DVD)                                | 39,27 %       |
| Élections départementales de 2021 | Chambéry-1 |           | 59,41 % pour Claudine Bonilla et Gaëtan Pauchet (UG)         |          | 40,59 % pour Delphine Julien et Damien Varon (DVD)              | 30,04 %       |
| Élections départementales de 2021 | Chambéry-2 |           | 53,00 % pour Brigitte Bochaton et Aloïs Chassot (DVD)        |          | 47,00 % pour Martine Jourdan Pasquier et Antoine Livonnet (UGE) | 32,91 %       |
| Élections départementales de 2021 | Chambéry-3 |           | 54,36 % pour Christelle Favetta Sieyes et Franck Morat (UCG) |          | 45,64 % pour Marc Pascal et Danièle Somveille (DVG)             | 34,19 %       |
| Élections régionales de 2021      |            |           | 50,29 % pour Fabienne Grebert (UG)                           |          | 40,72 % pour Laurent Wauquiez (UD)                              | 31,61 %       |
| Élections européennes de 2024     |            |           | 18,82 % pour Jordan Bardella (RN)                            |          | 18,26 % pour Raphaël Glucksmann (UG)                            | 54,22 %       |
| Élections législatives de 2022    |            |           | 54,13 % pour Jean-François Coulomme (NUP)                    |          | 45,87 % pour Patrick Mignola (ENS)                              | 48,26 %       |
| Élection présidentielle de 2022   |            |           | 70,64 % pour Emmanuel Macron (LREM)                          |          | 29,36 % pour Marine Le Pen (RN)                                 | 69,47 %       |

### Découpage territorial

#### Cantons
La ville de Chambéry est le chef-lieu du département de la Savoie. La commune est divisée en trois cantons : Chambéry-1 (intégrant également la commune de Sonnaz), Chambéry-2 (intégrant également la commune de Jacob-Bellecombette) et Chambéry-3 (intégrant également la commune de Cognin).
| Canton     | Nom du canton | Code du canton | Conseillers départementaux                |
| ---------- | ------------- | -------------- | ----------------------------------------- |
| 1er canton | Chambéry-1    | 73 07          | Claudine Bonilla et Gaëtan Pauchet        |
| 2e canton  | Chambéry-2    | 73 08          | Brigitte Bochaton et Aloïs Chassot        |
| 3e canton  | Chambéry-3    | 73 09          | Christelle Favetas-Sieyes et Franck Morat |

Une seule circonscription législative concerne les Chambériens : la quatrième circonscription de la Savoie, créée en 2012. Depuis le 19 juin 2022, Jean-François Coulomne, candidat de la NUPES, est député de la 4e circonscription de Savoie.

#### Commune et intercommunalité

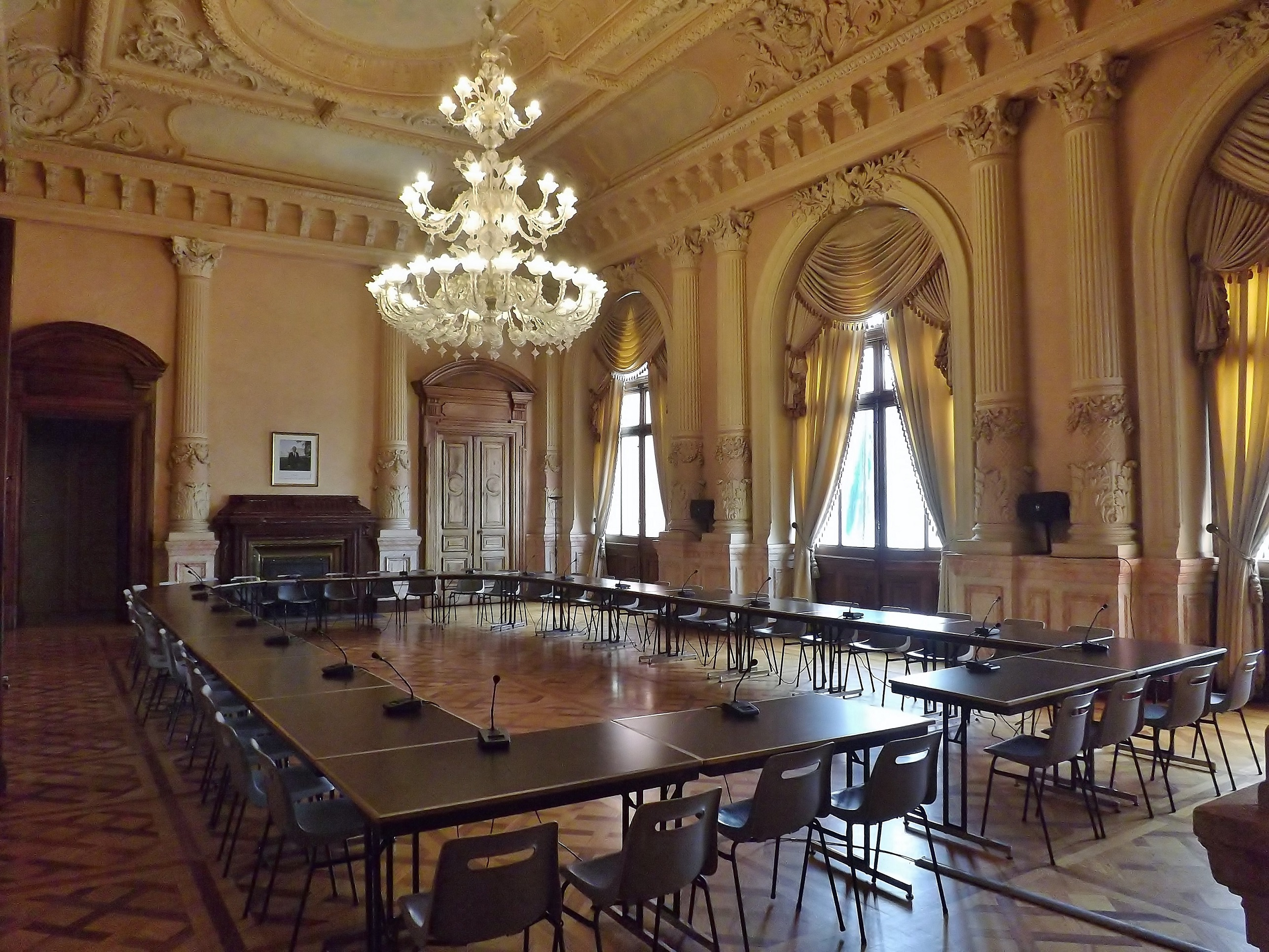
Salle du conseil municipal.

Chambéry abrite la plupart des directions départementales des services publics, ainsi l'Institut de la montagne. Depuis 1957, Chambéry fait partie d'une intercommunalité. Au départ composée de 12 communes, le Syndicat intercommunal d'assainissement et d'urbanisme de la région de Chambéry ne règlementait que les problèmes d'assainissement, de traitement des déchets et de pollution du lac du Bourget. Le SIAURC devient le Syndicat Intercommunal de l'Agglomération Chambérienne en 1978 qui deviendra lui-même le District Urbain de la Cluse de Chambéry en 1995 et finalement Chambéry Métropole en 2000.
La communauté d'agglomération acquiert de nouvelles compétences au fur et à mesure qu'elle change de nom. Au tournant de l'année 2017, Chambéry Métropole fusionne avec la communauté de communes du Cœur des Bauges et prend le nom Grand Chambéry en octobre de la même année. L'agglomération gère alors : la distribution de l’eau potable, la collecte et le traitement des eaux usées la collecte des déchets ménagers et assimilés, le réseau de transports en commun et l'aménagement des voies, les services à la mobilité, les équipements collectifs d’agglomération tel que les piscines, la patinoire et le Phare. Le 9 juillet 2020, Philippe Gamen, par ailleurs maire de la commune du Noyer et président du parc naturel régional du Massif des Bauges devient le président de la communauté d'agglomération de Grand Chambéry. L'exécutif change en octobre 2021 et Thierry Repentin devient le Président de Grand Chambéry, conservant la compétence habitat dont il assumait la délégation depuis 2020.

### Administration municipale
Le conseil municipal chambérien est composé de 45 conseillers municipaux, parmi lesquels le maire, 13 adjoints thématiques, 6 adjoints de quartier et 15 conseillers municipaux délégués issus de la majorité et 10 conseillers municipaux issus de la minorité.
Voici le partage des sièges au sein du conseil municipal de Chambéry :

#### Élections municipales de 2020
L'élection municipale de 2020 a eu lieu en deux tours. Le premier tour a placé en tête le maire sortant Michel Dantin (37,38 %) sous la liste Aimer Chambéry, suivi de Thierry Repentin (Chambéry en commun avec 22,63 %), Aurélie Le Meur (Chambé citoyenne avec 22,46 %), Sarah Hamoudi-Willkowsky (Chambéry sociale et écologiste! avec 8,35 %), Christian Saint-André (Chambéry Ensemble avec 6,05 %), Laurent Ripart (Chambé poing levé avec 1,98 %) et Marie Ducret (Lutte ouvrière avec 1,12 %).
Le PS a apporté son soutien au candidat Thierry Repentin pour sa liste “Chambéry en commun”. Tout d’abord directeur de cabinet, puis conseiller technique et enfin adjoint chargé du logement et de l’urbanisme du maire de Chambéry Louis Besson. Il sera ensuite conseil départemental de la Savoie puis conseiller régional Auvergne Rhônes Alpes. Thierry Repentin a également été ministre à la Formation professionnelle et à l'Apprentissage puis aux Affaires européennes entre 2012 et 2014 dans le gouvernement Ayrault, ainsi que sénateur de la Savoie. Il est spécialiste du logement, nommé à la fois président de l’union sociale pour l’habitat de 2008 à 2012, et actuellement président de l’Anah depuis 2020. Il est également président des Autoroutes et tunnel du Mont-Blanc depuis le 4 mai 2017, et président de la Société française du tunnel routier du Fréjus depuis le 18 mai 2017. Son programme pour les élections municipales de 2020 s’articule autour de 4 axes principaux : une ville solidaire, dynamique, écologique et innovante. Le projet propose notamment d'accélérer la transition écologique, favoriser l’implication citoyenne, repenser les réseaux de mobilité de la ville, construire une politique culturelle et de santé ambitieuse, soutenir davantage les acteurs associatifs.
La candidate Aurélie Le Meur, ingénieure de formation spécialisée dans la gestion de l’eau, s’est imposée en tant que tête de liste de “Chambéry citoyenne”, liste regroupant des personnes tirées au sort ainsi que des volontaires. Cette liste a reçu le soutien du groupe local d’Europe Écologie les Verts même si Aurélie Le Meur n’est pas affiliée au parti. Après 2 ans de travail participatif notamment à travers des assemblées citoyennes, la liste Chambé citoyenne porte 77 propositions co-construites avec le public. Le projet s’articule autour de 3 axes : démocratie, transition écologique, solidarité.
Séparés seulement par 22 voix, Thierry Repentin et Aurélie Le Meur décident de s'allier un mois avant le deuxième tour des municipales. L'alliance menée en binôme mettra en place dix groupes de travail hebdomadaires pour coconstruire un programme commun. La nouvelle liste baptisée “Demain Chambéry” remporte le deuxième tour avec 52,75 % des suffrages exprimés soit 6 559 voix, face à la liste de Michel Dantin qui fait un score de 47,24 % soit 5 875 voix. Le maire sortant avait été conseiller ministériel auprès de Hervé Gaymard en 2002 puis conseiller technique pour l'aménagement du territoire, l'environnement et la mise en œuvre de la PAC. Il est ensuite conseiller spécial chargé de l’aménagement durable et de l’enseignement technique auprès du cabinet de Michel Barnier. Il devient ensuite député européen de la liste UMP. À partir de 2014, il est à la fois maire de Chambéry et secrétaire national de l'UMP chargé de l'agriculture. En novembre 2022, Michel Dantin est élevé au rang de commandeur du mérite agricole.
L’élection municipale de 2020 fait donc rebasculer la ville de Chambéry à gauche. Cependant, la ville centre de l’agglomération perd la présidence de Grand Chambéry à seulement deux voix d'écart le 9 juillet 2020. C’est Philippe Gamen, maire de la commune de Noyer qui l’emporte face à la nouvelle première adjointe de Chambéry Aurélie Le Meur, 41 voix contre 39.

### Liste des maires
Liste de l'ensemble des maires qui se sont succédé à la mairie de Chambéry :
Guillaume Joseph d'Oncieu (1739-1800) fut syndic de Chambéry sous l'administration sarde.

### Démocratie locale

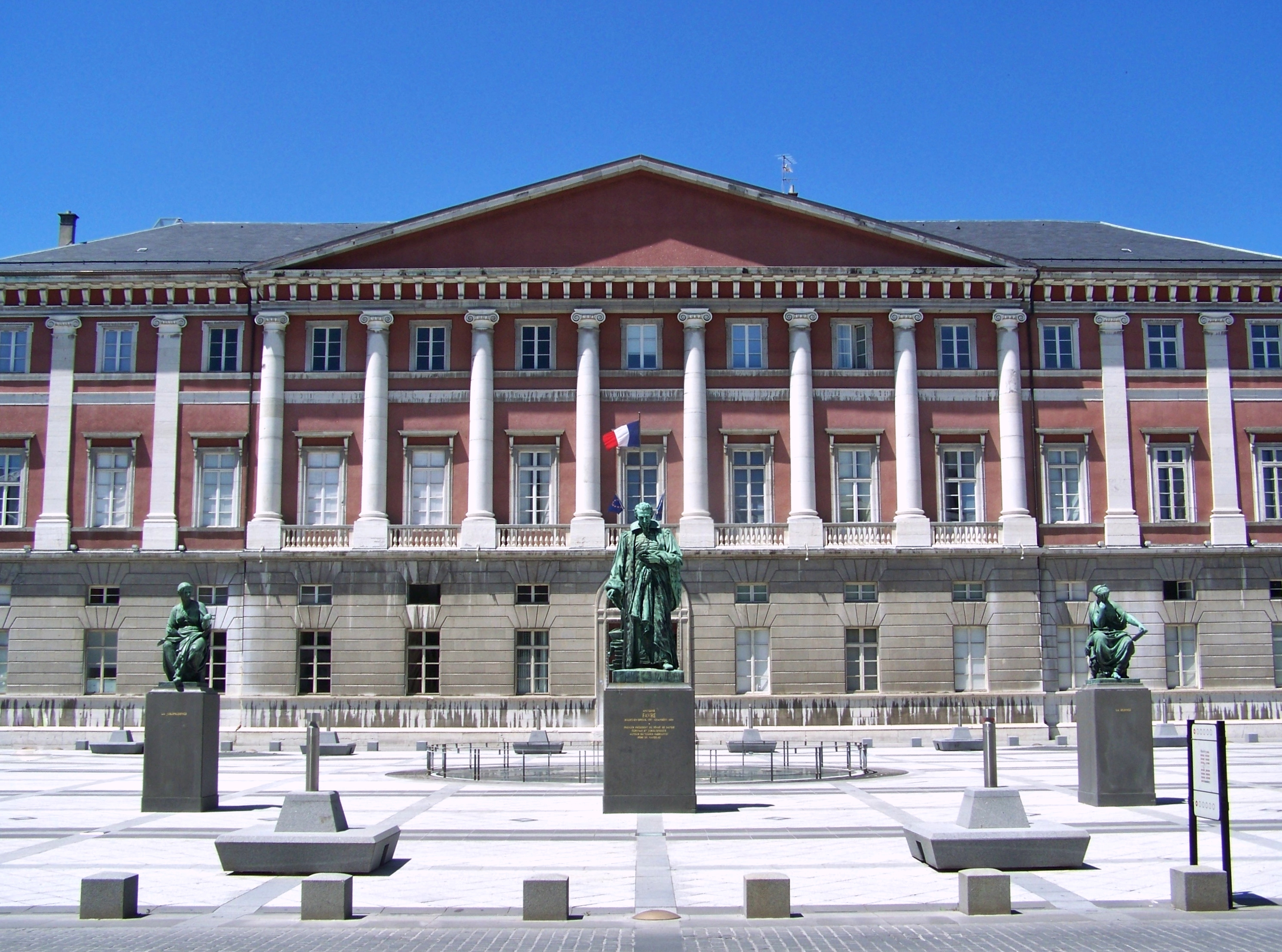
Le palais de justice de Chambéry.

#### Vie de quartier et participation citoyenne
Dans le cadre de la politique de proximité, la municipalité compte cinq mairies de quartiers : Chambéry-le-Vieux, Bissy, Le Biollay, Chambéry-Centre et Les Hauts-de-Chambéry. Elles s'occupent, essentiellement, des formalités d’état-civil et de listes électorales. Elles facilitent l'accès aux documents administratifs et aux enquêtes publiques et les inscriptions aux services publics. Le quartier de Bellevue est rattaché à la mairie de quartier du Biollay et de Bissy, et le quartier Laurier est rattaché à la mairie du quartier Centre.
Mais les mairies de quartier sont également impliquées dans l’animation de la participation citoyenne. Chaque mairie a un adjoint de quartier référent qui figure sur la liste des élus, permettant de faire l’interface directe avec les citoyens de la commune.
Au dernier trimestre 2021, les 7 conseils de quartier citoyens de Chambéry ont été relancés avec une nouvelle organisation, les rendant accessibles au plus grand nombre. Des guichets ont ouvert dans plusieurs mairies de quartier permettant un dialogue de proximité et un audit de qualité. Le but de ces conseils est de permettre aux citoyens de s'informer sur les projets de la municipalité en cours, et de participer à leur élaboration en proposant des idées, en échangeant avec les concitoyens du quartier, les élus et les services de la Ville. Les sujets abordés en conseil de quartier peuvent être proposés par la Ville aux habitants, ou les citoyens peuvent directement interpeller la collectivité sur des thématiques qu'ils souhaiteraient discuter. L’implication citoyenne est un axe fort de la nouvelle municipalité, provenant elle-même en partie d’une liste citoyenne (Chambé citoyenne).
Toujours en 2021, la municipalité lance la plateforme participative www.participons.chambery.fr. Son but est de favoriser l'implication citoyenne dans les projets de la Ville. Plusieurs démarches sont proposées (participons pour la biodiversité, aménagement des espaces publics, imaginez la culture à Chambéry...) et les citoyens des différents quartiers sont invités à prendre part aux décisions.
À la suite des États généraux de la démocratie locale du printemps 2021 à Chambéry, la municipalité lance le dispositif des questions citoyennes au conseil municipal. Ce dispositif en cours d’expérimentation jusqu’à la fin de 2022 réserve 30 minutes avant le début du conseil municipal aux questions citoyennes. Les chambériens peuvent poser leurs questions via la plateforme participons, elles sont examinées et une réponse est apportée par l’élu référent lors du conseil municipal.
Depuis 2022, la Ville de Chambéry a mis en place un Budget d’Initiative Citoyenne (BIC), dispositif de démocratie participative permettant aux habitants de proposer et de réaliser des projets d’intérêt général. Ce budget participatif local permet à des groupes de citoyens, accompagnés par la Ville ou des structures partenaires, de soumettre des idées qui peuvent être financées après instruction. Chaque année, une enveloppe de 400 000 € est ainsi dédiée à ce dispositif, dont au minimum 100 000 € réservés aux projets portés par les conseils de quartier citoyens. Les projets peuvent concerner des dépenses d’investissement (aménagements, constructions, matériel durable) ou des dépenses de fonctionnement ponctuelles (événements, achats non récurrents).
Les projets sont évalués par les services municipaux en termes de faisabilité, d’intérêt général et de coûts. En cas de dépassement de l’enveloppe annuelle, un vote citoyen est organisé afin de déterminer les projets prioritaires à réaliser.

### Instances judiciaires et administratives
Chambéry, souvent considérée comme « capitale administrative » des États de Savoie pendant plusieurs siècles, a hérité de nombreuses juridictions administratives et judiciaires. L'actuel palais de justice fut pendant une brève période le Sénat de Savoie. La ville possède une cour d'appel dont le ressort s'étend également sur Albertville, Annecy, Thonon-les-Bains et Bonneville. On trouve également un tribunal judiciaire, un tribunal de commerce et un conseil de prud'hommes.
On compte 154 avocats dans la cité ducale. Le justiciable peut bénéficier des conseils d'une maison de justice et du droit.
En tant que chef-lieu départemental, Chambéry abrite la chambre départementale des huissiers de la Savoie, la chambre de commerce et d'industrie ainsi que la préfecture de Savoie. Outre l'hôtel de ville qui héberge de nombreux services administratifs locaux, la commune possède un commissariat de police, une maison d’arrêt et un centre des impôts.
La ville compte en outre 200 bâtiments municipaux (incluant les écoles et les équipements culturels et sportifs). [réf. souhaitée]

#### Sécurité
La ville de Chambéry dispose d’un centre de supervision urbain. Cet espace est composé de plusieurs écrans qui montrent les images filmées dans les rues de la ville aux 7 opérateurs professionnels qui les analysent. Les objectifs de cette vidéosurveillance est d’avoir une vue sur les problématiques dans l’espace public urbain et de diminuer les frais des opérateurs vidéos en les mutualisant.
La ville de Chambéry compte 40 agents au sein de sa police municipale, en constante augmentation depuis 2014 lorsqu’il n’y avait que 26 agents. Mise en place en 2015, des patrouilles mixtes mêlant policiers municipaux et nationaux organisent conjointement des opérations de contrôle dans la ville. L’objectif est de lutter contre les troubles à l’ordre public et les nuisances, et d'augmenter le sentiment de sécurité des citoyens. Une unité de tranquillité de nuit composée de 8 agents de la police municipale intervient en soirée jusqu’à 3h du matin, cinq soirs par semaine. Leurs patrouilles de terrain en voiture ou à pied permettent d’améliorer la qualité des services aux usagers en apaisant la vie nocturne.

### Politique de transition écologique
La ville a engagé une politique de développement durable en lançant une démarche d'Agenda 21 en 2011.
La politique environnementale de la ville de Chambéry est étroitement liée à celle décidée au niveau de la communauté d'agglomération Grand Chambéry.
La ville avec ses communes voisines s'est fortement investie dans la valorisation des déchets. Un centre de tri a été créé en 1995. Il traite tous les déchets des conteneurs, bacs et sacs jaunes de l'agglomération qui sont ensuite triés puis envoyés dans les filières de recyclages. Ce centre collecte et trie 12 500 tonnes par an de déchets ménagers provenant de 16 collectivités territoriales, toutes membres de Chambéry métropole. Le centre a également hérité d'une mission de sensibilisation du public. Une passerelle a été mise en place. Elle surplombe les tapis de tri et permet aux visiteurs de regarder le fonctionnement du complexe.

#### Énergies renouvelables

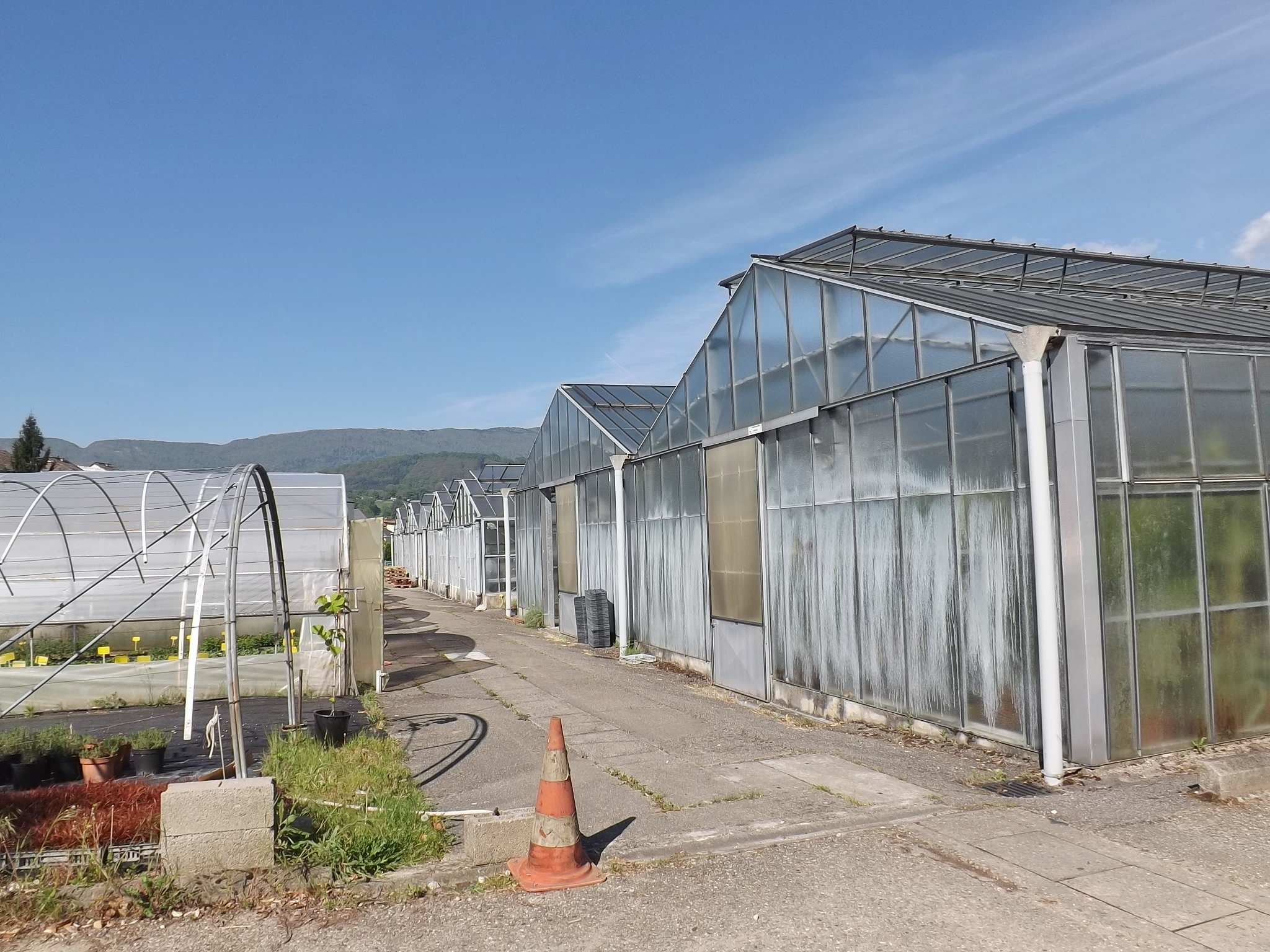
Serres municipales de la ville.

Le 9 janvier 2008, la société de chauffage urbain (SCDC) et Chambéry métropole ont signé un contrat pour la valorisation de l'énergie générée par l'incinération des ordures ménagères. Le 9 janvier 2008, la société de chauffage urbain (SCDC) et Chambéry métropole ont signé un contrat pour la valorisation de l'énergie générée par l'incinération des ordures ménagères. Ce réseau, le cinquième plus grand de France (58 km), fournit de l'eau chaude et du chauffage à l'équivalent de 28 000 foyers. Issue à 70 % d'énergies renouvelables, la chaleur est induite par la récupération de la vapeur produite par l’incinération des déchets à l’usine Savoie Déchets et de chaufferies qui consomment des sous-produits du bois. L'objectif est d'augmenter ce chiffre à 80 % dès la fin d’année 2022 grâce à une modernisation du raccordement à l’usine de valorisation des déchets. Une extension du périmètre du réseau de chaleur a été votée en décembre 2021 ; il s'étend maintenant aux communes de Cognin, Bassens et La Motte-Servolex. Le réseau de chaleur urbain chambérien a obtenu le label eco-réseau en 2021 attribué par l'ADEME, grâce au respect de 3 critères :
- Environnemental : le réseau est alimenté a plus de 50 % par des énergies renouvelables et dont le rendement de distribution supérieur à 80 %
- Économique : la facture globale de l'usager est inférieure à la solution de référence (gaz ou fioul)
- Social : service public transparent et qui garantit l'existence d'un lieu de concertation avec les abonnées et les usagers[174].

Chambéry a mis en place la toute première centrale solaire photovoltaïque française de plus de 100 kWc (aujourd'hui la deuxième de France). Il s'agit de la centrale solaire des Monts. Un bâtiment de la ville de Chambéry de 150 m2 et les réservoirs d’eau de l’agglomération soit 850 m2 se sont vus dotés de 1 000 m2 de capteurs photovoltaïques. Cette centrale produit 120 000 kWh/an. Le coût de l’installation fut 450 000 € HT soit 4,5 €/kWc, sans compter les aménagements divers d'une valeur totale de 80 000 € HT. La ville en a financé 20 % pour le reste l'Europe a pris part à 35 % par le programme universel, puis le conseil régional à 18 %, le conseil départemental à 13 % et enfin l'ADEME à 14 %.
Dans l'ensemble de la ville, grâce au plan solaire lancé en 2002, il y avait en 2008 2 840 m2 de capteurs thermiques et 2 500 m2 de capteurs photovoltaïques installés, soit le meilleur taux d’équipement solaire des villes françaises. L'équipement de toits d'entreprises est envisagé.
Le centre commercial Chamnord fut le premier à mettre en service une toiture photovoltaïque de 205 m2 (15 kWc [Quoi ?]) qui a été inaugurée le 6 avril 2007. [réf. souhaitée]
Chambéry a été désignée ville alpine de l'année 2006 par l'Association des Villes des Alpes de l'année, ville désignée selon la mise en œuvre de la Convention alpine. Enfin, l'ADEME a attribué depuis 2014 le label « Cit'ergie » à Chambéry métropole et la ville de Chambéry.

#### Plan de sobriété énergétique
Pour répondre aux enjeux de la crise climatique et faire face à la crise inflationniste, la Ville de Chambéry lance en 2022 son plan de sobriété énergétique.
La mesure phare de ce plan est l’extinction totale de l’éclairage public de 0 h à 5 h du matin dans toute la ville. Seul le quartier Curial, lieu des bars et boîtes de nuit, garde un éclairage partiel la nuit.
Une autre mesure est l’abaissement des températures de consigne de chauffage de 1 à 2° dans les lieux publics. Afin de mieux contrôler les températures et d’ajuster le chauffage aux besoins, la Ville prévoit le déploiement de 200 capteurs thermiques.
En 2021, 386 luminaires ont été changés pour passer en LED, permettant d’économiser 60 % d’énergie environ. La fréquence de changement prévue est de 400 points lumineux par an.
La Ville prévoit d’augmenter la part de chaleur récupérée par le réseau de chaleur urbain en décembre 2022, faisant passer la part d’énergies renouvelables à 80 % dans le mix énergétique du chauffage urbain.

#### Espaces verts et biodiversité

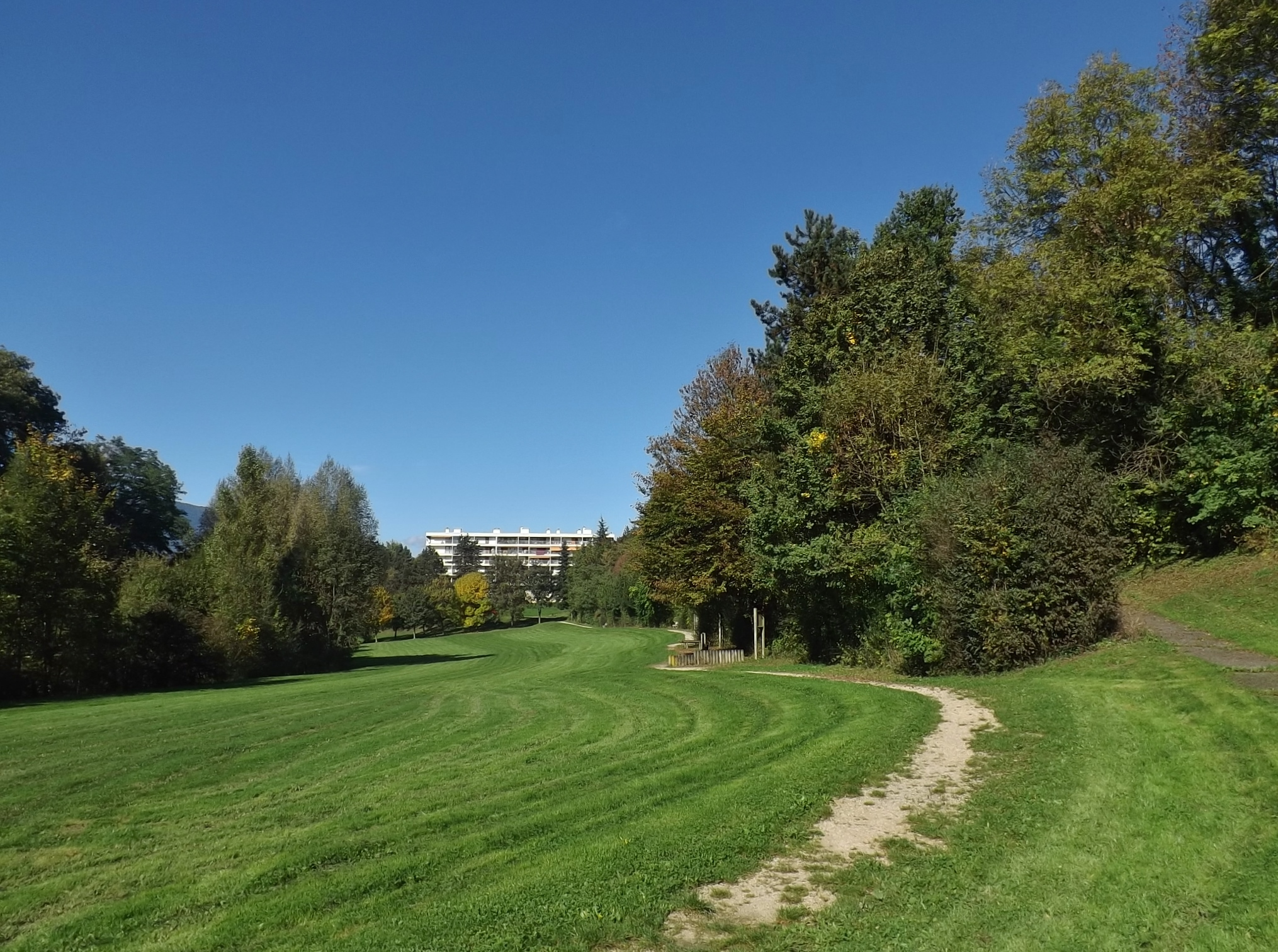
Le parc du Talweg (43 ha), classé en refuge Ligue de Protection des Oiseaux.

Individuellement, la commune a aménagé une multitude d'espaces verts à travers l'espace bâti, parmi lesquels : le jardin du Verney (ancien champ de tir), le jardin botanique du Muséum d'histoire naturelle, le clos Savoiroux (1910), le parc du Mas-Barral, le parc de la Calamine ou le parc de l'Étincelle. S'ajoutent également les Monts et le Talweg, deux espaces naturels de respectivement 15 et 43 hectares, le Talweg étant par ailleurs classé en refuge Ligue de Protection des Oiseaux (LPO). La commune dispose par ailleurs d'un centre de production horticole depuis 1978, qui occupe une surface de 2 000 m2, produit 40 000 fleurs annuelles et 60 000 fleurs bisannuelles et permet l'entretien 4000 plantes vivaces. La ville s'est par ailleurs engagée dans l'atteinte d'un objectif « zéro pesticide » dans l'entretien des espaces publics. À ce titre, l'utilisation de pesticides a été réduite de 85 % en 9 ans.
Chambéry est devenue la 36e ville de France et la 2de du Sud-Est après Lyon à bénéficier de la loi Malraux avec un périmètre protégé de 17 ha.
Depuis les années 1990, la Ville lance des actions en faveur de la biodiversité et de l'environnement. En 1997, Chambéry passe une convention "Objectif Zero pesticide" avec le CISALB pour protéger les eaux du lac du Bourget. En 2005, elle lance le programme Zéro Pesticide afin de préserver la qualité des rivières, des nappes phréatiques et la santé globale de la population du bassin versant. Grâce à ces engagements, l'utilisation des pesticides chimiques a baissé de 98 % en 14 ans, et l'objectif 0 pesticides a été atteint dans les parcs, les écoles, les cimetières et le centre de production horticole. Plusieurs actions de sensibilisation ont permis de mettre en avant les questions de préservation de l'environnement à Chambéry : la mise en place de plusieurs ruchers au sein de la Ville, un atlas de la biodiversité communale, l'action "Acceptons la flore spontanée" en 2015, le parcours nature lancé en 2017 qui valorise notamment l'importance des abeilles, la création de deux vergers publics à Joppet et à Chambéry-le-vieux, la semaine de la nature en Ville lancée en 2021.
À l'automne 2021, Chambéry lance un projet de revégétalisation dans le parc de Buisson rond. 500 arbres et arbustes ont été plantés afin d'améliorer la circulation de la faune et de la flore et de renforcer la biodiversité locale. Cette opération menée par le service des espaces verts a associé les habitants dans le cadre d'un chantier participatif. En 2022, à la suite d'un appel à projets de l'Agence de l'eau auquel Chambéry a répondu, la Ville a construit un programme d'action baptisé "Chambéry Ville perméable". La première phase du programme de mai à juin avait pour but de d'amener les habitants à s'interroger sur la place de l'eau dans leur Ville et de familiariser le grand public avec le concept de désimperméabilisation. De septembre à décembre 2022, le programme prévoit plusieurs animations, débats, balades, ateliers collaboratifs de plantation, toujours avec comme objectif d'encourager les propriétaires de fonciers à rendre leurs terrains plus perméables.

#### Plan Climat Air Énergie Territorial (PCAET)
Adopté en décembre 2019 par l'agglomération de Grand Chambéry, le Plan Climat Air Énergie Territorial est composé de 5 axes majeurs :
- Vers des mobilités agiles et durables
- Piloter un bâti performant, sain et agréable
- La végétalisation au service de l'adaptation au changement climatique
- Valoriser les richesses du territoire
- Doubler la production d'énergies renouvelables

Ces axes sont déclinés en 82 actions prioritaires et 16 propositions d'initiatives citoyennes. Les ambitions fixées par le PCAET 2020-2025 sont :
- Baisser de 16 % les consommations énergétiques
- Baisser des 30 % les oxydes d'azote
- Doubler les énergies renouvelables
- Baisser de 17 % les GES
- Compenser 24 % des GES en séquestrant le carbone.

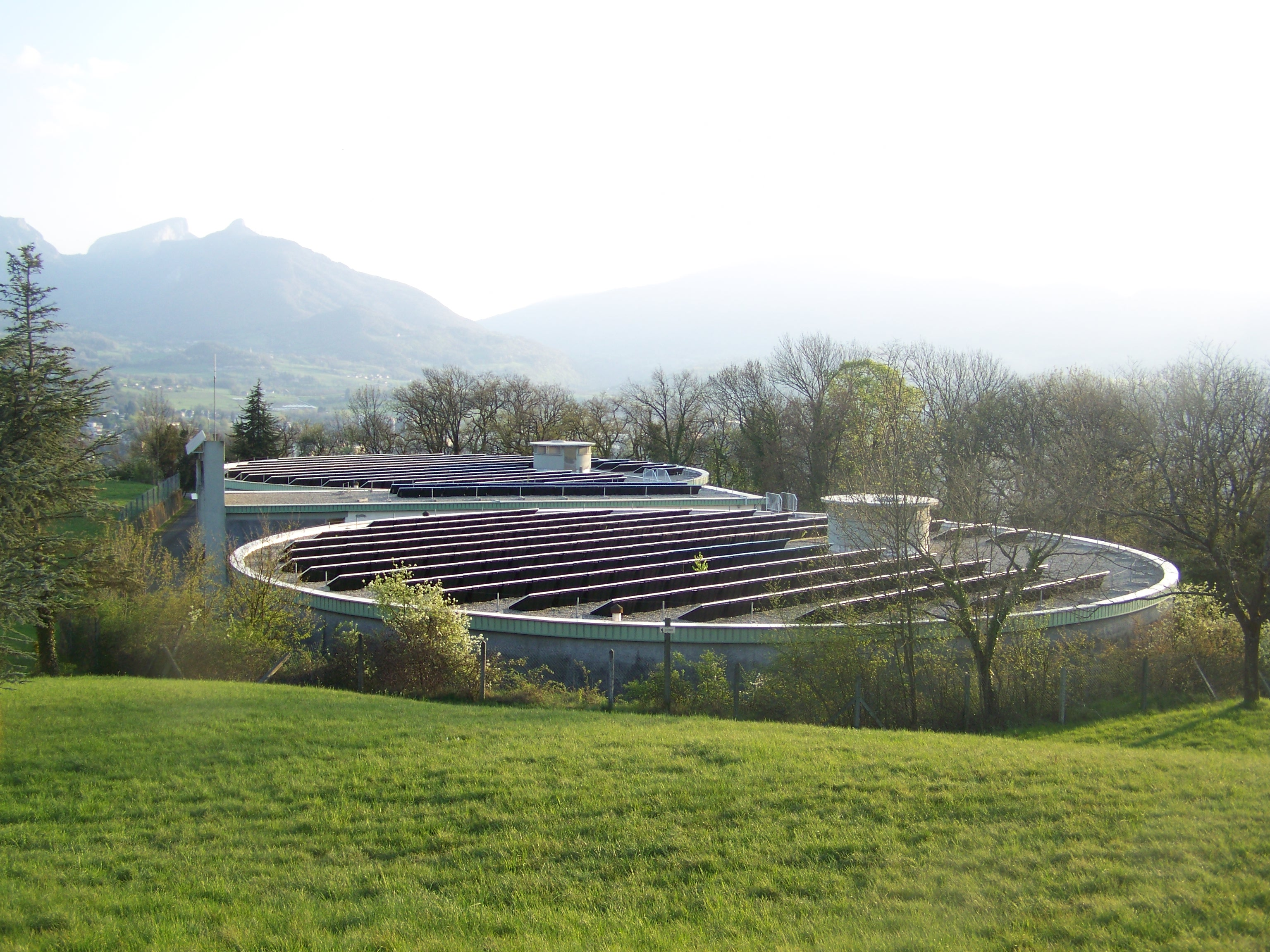
Centrale solaire des Monts (panneaux solaires photovoltaïques sur les réservoirs d'eau).

Un bilan sera réalisé à mi-parcours en 2023 pour analyser la portée des actions et ajuster les moyens et objectifs du programme si besoin. Le budget total du PCAET est de 138 millions d'euros dont 30 % financés par Grand Chambéry et 70 % financés par des partenaires et des subventions. En 2022, la Ville de Chambéry mène par ailleurs une démarche pour réaliser un bilan des émissions de gaz à effet de serre complet, ainsi qu'une étude sur les îlots de chaleur urbain.
La ville est le siège d'un organisme de contrôle sanitaire et de l'environnement, l’Air de l'Ain et des Pays de Savoie. Elle peut également s'appuyer sur l'aide de nombreuses associations locales telles que la Fédération Rhône-Alpes Protection Nature (FRAPNA Savoie) installée à Chambéry tout comme l'Association Savoyarde de Développement des Énergies Renouvelables (ASDER). La ville fut également choisie par l'ONU comme ville de référence de l'Année internationale des montagnes. L'institut de la Montagne est établi à Chambéry sur décision du gouvernement Jospin. Par ailleurs le protocole d’adhésion de Monaco à la convention sur la protection des Alpes, fut signé à Chambéry le 20 décembre 1994, démontrant l'attachement et la relation particulière qu'entretient la ville de Chambéry avec son environnement montagnard.

### Politique culturelle de la Ville
En 2022, la Ville de Chambéry consacre un budget de 15,9 millions d’euros, soit 13 % de son budget total, à la culture, au rayonnement et à l’attractivité. En 2022, le budget consacré aux associations augmente de 2 % en comparaison de 2021, s’élevant à 8,2 millions d’euros de subventions directes au secteur associatif. À cela s'ajoutent des aides indirectes telles que la mise à disposition sur demande de moyens matériels (prêts de salles, d’équipements) et humains (mise à disposition de personnel à titre gracieux) estimées à 4,8 millions d’euros pour le budget 2022.
Depuis 2021, la Ville de Chambéry a redéfini sa politique en faveur de l’Éducation artistique et culturelle, en lançant un dispositif local et partenarial baptisé « Kezaco ». Dans le but de favoriser la démocratisation culturelle, ce dispositif associe chacune des 18 écoles élémentaires de Chambéry à une structure culturelle de la ville. L'objectif est de donner l’opportunité à chaque élève de découvrir plusieurs disciplines artistiques. En 2022, Kezaco s'ouvre aux écoles maternelles.
Un Bouquet des bibliothèques avec une carte unique a été mis en place dans le bassin chambérien en 2021, regroupant 7 bibliothèques. La carte facilite les emprunts dans chaque établissement. À l'occasion des 20 ans de la bibliothèque Georges Brassens en 2022, la Ville a mis en place une opération gratuité, multipliant le nombre d'adultes nouveaux inscrits par 6 en seulement 1 mois.

### Finances locales
Le budget 2022 de la ville de Chambéry s’élève à 133 millions d’euros. Les dépenses réelles de fonctionnement sont de 90 millions tandis que les recettes réelles de fonctionnement sont de 103,9 millions d’euros. Le budget prévoir 26,7 millions d’euros de recettes réelles d’investissement et 42,9 millions d’euros de dépenses réelles d’investissement.
Les dépenses de fonctionnement de Chambéry se divisent entre :
- dépenses de personnel : 57 544 000 €
- dépenses de fonctionnement des services : 15 671 000 €
- autofinancement brut : 15 131 000 €
- subventions (associations, CCAS etc) : 13 730 000 €

Les dépenses d’investissement de Chambéry se divisent entre :
- dépenses d’équipement : 30 943 000 €
- remboursement du capital de la dette : 10 954 000 €

Les recettes de fonctionnement de Chambéry se divisent entre :
- fiscalité directe : 55 793 000 €
- attribution de compensation Grand Chambéry : 22 324 000 €
- dotations et subventions : 17 377 000 €
- recettes tarifaires et d’exploitation : 8 194 000 €
- autres recettes : 2 683 000 €

Les recettes d’investissement de Chambéry se divisent entre :
- autofinancement brut : 15 131 000 €
- emprunts d’équilibre : 12 082 000 €
- subventions et participations : 7 875 000 €
- cessions foncières : 1 689 000 €
- autres recettes : 1 689 000 €

En moyenne en 2022, la Ville dépense 1 481 € par an par habitant en dépenses de fonctionnement, soit un taux supérieur à la moyenne des villes de même taille qui est de 1 319 €. Au total (investissement et fonctionnement), la part de remboursement de la dette s’élève à 9,2 % du budget 2022 total, soit 13 000 000 d’euros. La dette se compose à 100 % d’emprunts à taux fixes ou classés à risque minimum depuis 2019 ce qui sécurise le taux d’endettement de la ville. En 2020, la crise sanitaire a dégradé la capacité de désendettement, mais elle est remontée en 2021 passant sous la barre des 7 années de capacité de désendettement (estimée à 6,8 ans en 2022).
En outre, la dotation globale de fonctionnement versée par l’État à Chambéry s’élevait à 9 206 111 € en 2021.

### Jumelages
La ville de Chambéry est jumelée avec plusieurs villes étrangères d'Europe, d'Amérique du Nord, d'Asie et d'Afrique. Le jumelage est une relation établie entre deux villes de pays différents qui se concrétise par des échanges socio-culturels.
| Ville           | Pays         | Période     |
| --------------- | ------------ | ----------- |
| Turin           | Italie       | depuis 1957 |
| Albstadt        | Allemagne    | depuis 1979 |
| Blainville      | Québec       | depuis 1985 |
| Ouahigouya      | Burkina Faso | depuis 1992 |
| Shawinigan      | Québec       | depuis 2016 |
| Zhangjiakou     | Chine        | depuis 2018 |
| Caza de Bcharré | Liban        | depuis 2019 |
| Taroudant       | Maroc        | depuis 2023 |
| Korça           | Albanie      | depuis 2024 |

## Population et société

### Démographie

#### Évolution démographique
L'évolution du nombre d'habitants est connue à travers les recensements de la population effectués dans la commune depuis 1793. Pour les communes de plus de 10 000 habitants les recensements ont lieu chaque année à la suite d'une enquête par sondage auprès d'un échantillon d'adresses représentant 8 % de leurs logements, contrairement aux autres communes qui ont un recensement réel tous les cinq ans,.

En 2022, la commune comptait 60 251 habitants, en évolution de +1,8 % par rapport à 2016 (Savoie : +3,63 %, France hors Mayotte : +2,11 %).
| 1793   | 1800   | 1806   | 1822   | 1838   | 1858   | 1861   | 1866   | 1872   |
| ------ | ------ | ------ | ------ | ------ | ------ | ------ | ------ | ------ |
| 11 425 | 10 800 | 11 991 | 11 236 | 15 916 | 19 035 | 19 953 | 18 835 | 19 144 |

| 1876   | 1881   | 1886   | 1891   | 1896   | 1901   | 1906   | 1911   | 1921   |
| ------ | ------ | ------ | ------ | ------ | ------ | ------ | ------ | ------ |
| 18 545 | 19 622 | 20 916 | 20 922 | 21 762 | 22 108 | 23 027 | 22 958 | 20 617 |

| 1926   | 1931   | 1936   | 1946   | 1954   | 1962   | 1968   | 1975   | 1982   |
| ------ | ------ | ------ | ------ | ------ | ------ | ------ | ------ | ------ |
| 23 400 | 25 407 | 28 073 | 29 975 | 32 139 | 44 246 | 51 066 | 54 415 | 53 427 |

| 1990   | 1999   | 2006   | 2011   | 2016   | 2021   | 2022   | - | - |
| ------ | ------ | ------ | ------ | ------ | ------ | ------ | - | - |
| 54 120 | 55 786 | 57 543 | 58 437 | 59 183 | 59 856 | 60 251 | - | - |

#### Pyramide des âges
La population de la commune est relativement jeune. En 2018, le taux de personnes d'un âge inférieur à 30 ans s'élève à 40,2 %, soit au-dessus de la moyenne départementale (33,6 %). À l'inverse, le taux de personnes d'âge supérieur à 60 ans est de 24,1 % la même année, alors qu'il est de 26,7 % au niveau départemental.
En 2018, la commune comptait 27 951 hommes pour 30 882 femmes, soit un taux de 52,49 % de femmes, légèrement supérieur au taux départemental (51,04 %).
Les pyramides des âges de la commune et du département s'établissent comme suit.
| Hommes | Classe d’âge | Femmes |
| ------ | ------------ | ------ |
| 0,8    | 90 ou +      | 2,4    |
| 6,8    | 75-89 ans    | 9,8    |
| 12,8   | 60-74 ans    | 15,3   |
| 17,6   | 45-59 ans    | 16,7   |
| 19,5   | 30-44 ans    | 18,0   |
| 23,2   | 15-29 ans    | 21,6   |
| 19,5   | 0-14 ans     | 16,2   |

| Hommes | Classe d’âge | Femmes |
| ------ | ------------ | ------ |
| 0,7    | 90 ou +      | 2      |
| 7,2    | 75-89 ans    | 9,9    |
| 17,1   | 60-74 ans    | 18     |
| 21,1   | 45-59 ans    | 20,4   |
| 18,9   | 30-44 ans    | 18,4   |
| 17,2   | 15-29 ans    | 15,1   |
| 17,7   | 0-14 ans     | 16,2   |

#### Ménages
En 2019, Le nombre total de ménages chambériens est 28 179. Ci-après les données en pourcentages de la répartition de ces ménages par rapport au nombre total de ménages :
| Ménages de :                      | 1 personne | 2 pers. | 3 pers. | 4 pers. | 5 pers. | 6 pers. ou + | Ensemble |
| --------------------------------- | ---------- | ------- | ------- | ------- | ------- | ------------ | -------- |
| 1 pièce                           | 2 770      | 175     | 13      | 7       | 0       | 0            | 2 965    |
| 2 pièces                          | 3 839      | 1 093   | 121     | 24      | 5       | 0            | 7 521    |
| 3 pièces                          | 3 489      | 2 404   | 1 021   | 500     | 90      | 17           | 7 521    |
| 4 pièces                          | 1 984      | 2 180   | 1 244   | 1 086   | 400     | 194          | 7 087    |
| 5 pièces                          | 658        | 1 043   | 503     | 593     | 334     | 164          | 3 296    |
| 6 pièces ou plus                  | 351        | 834     | 296     | 331     | 252     | 163          | 2 226    |
| Ensemble                          | 13 090     | 7 729   | 3 199   | 2 541   | 1 082   | 538          | 28 179   |
| Sources des données : Insee, 2019 |            |         |         |         |         |              |          |

### Enseignements

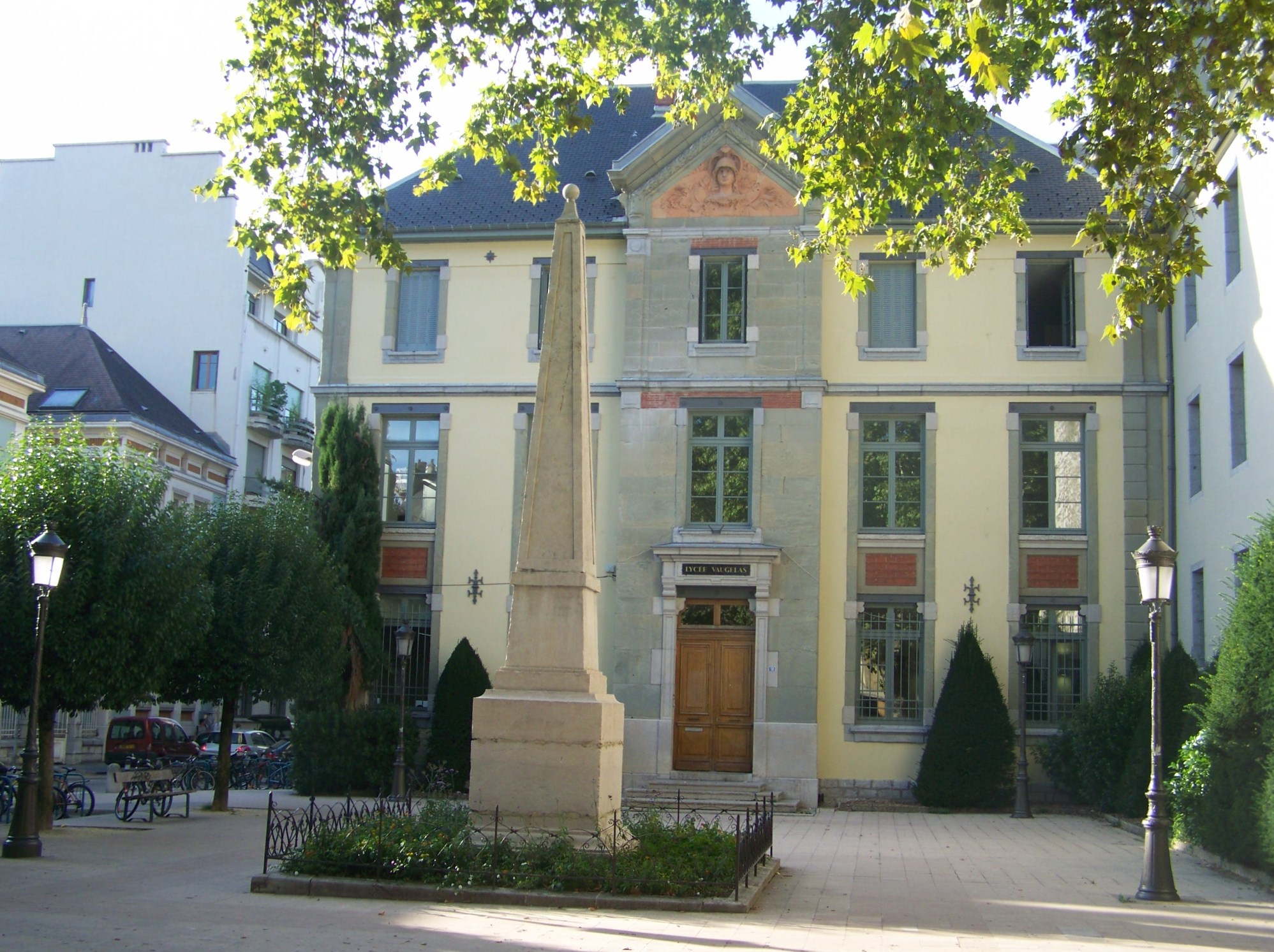
Entrée historique du lycée Vaugelas, premier lycée de Chambéry.

#### Établissements éducatifs
La ville de Chambéry relève de l'académie de Grenoble. Ses écoles sont gérées par la direction de l'éducation de la mairie sous la supervision de l'inspection départementale de l'éducation nationale.
Voici la liste exhaustive des principaux établissements scolaires de la ville :
Chambéry jouit également de la présence de grandes écoles telles que les Arts et Métiers ParisTech (E.N.S.A.M.), école d'ingénieur généraliste qui a ouvert un institut de recherche en 1994, ou encore l'École Supérieure d'Ingénieurs de Chambéry (E.S.I.G.E.C.), devenue Polytech, qui est une école publique et une unité de formation et de recherche de l'université Savoie-Mont-Blanc. Il faut aussi signaler la présence de l'École Supérieure de Commerce de Chambéry (E.S.C.). L'ESC Chambéry a été admise, lors de la commission du 4 décembre 2007, comme membre actif de la Conférence des grandes écoles et donc du chapitre des écoles de management. L'I.N.S.P.E. (ESPE/IUFM) de l'académie de Grenoble (UJF) dispose d'une antenne à Chambéry.

#### Ville étudiante

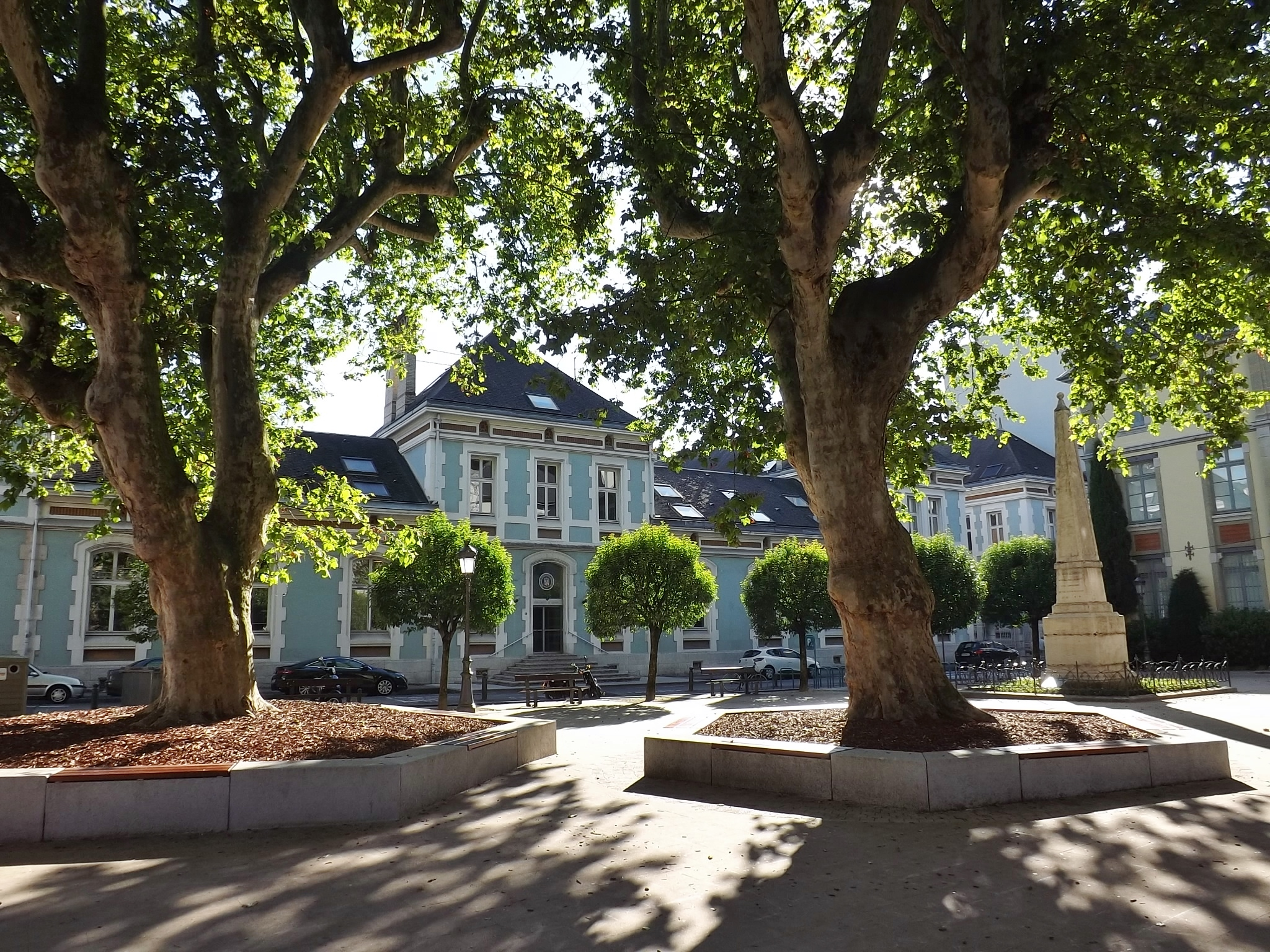
Le siège de l’université Savoie-Mont-Blanc dans le centre-ville de Chambéry.

Chambéry est une ville étudiante. L'Université Savoie-Mont-Blanc est divisée en trois campus : Annecy-le-Vieux (Haute-Savoie), Jacob-Bellecombette et Savoie Technolac au Bourget-du-Lac. Les deux derniers, et notamment celui de Jacob-Bellecombette, ont apporté à la ville de Chambéry une population universitaire importante. En 2019, l'école accueillait plus de 15 000 étudiants.
La ville abrite une maison de l'étudiant, la division de la recherche et des études doctorales (DRED), la division des relations internationales (DRI) et enfin la présidence de l'université. [réf. souhaitée] La vie étudiante est devenue une réalité pour cette commune. Les municipalités qui se sont succédé ont dû adapter les transports en commun, créer et favoriser le développement d'un parc locatif spécifique. [réf. souhaitée]
L'économie locale a également suivi ce mouvement. La vie étudiante implique, entre autres choses, l'apparition d'établissements de divertissements. Des boîtes de nuit, des restaurants, des bars, des laveries automatiques et autres services de proximité sont apparus ou se sont renforcés sur ce marché. Cependant la présence des étudiants demeure une composante parmi d'autres. Chambéry reste avant tout la capitale administrative du département de la Savoie et la présence de l'Université Savoie Mont Blanc ne change en rien le visage de cette ville, elle ne fait que renforcer quelque peu ce statut. En effet le site de Jacob-Bellecombette est axé, en partie, sur les matières juridiques comme le droit, l'AES, l'économie… C'est ainsi que les activités juridico-administratives de la capitale savoyarde fonctionnent en synergies entre l'université, les juridictions administratives et judiciaires de la ville mais aussi ses nombreux cabinets d'avocats. [réf. souhaitée] Des étudiants effectuent ainsi leurs stages dans ces institutions de la République tandis que des professionnels du droit enseignent à l'université pour y transmettre leurs savoirs. [réf. souhaitée]
La présence estudiantine donne à Chambéry un caractère cosmopolite. De nombreux étudiants étrangers investissent les bancs de l'université. La division des relations internationales de l’université Savoie-Mont-Blanc gère pas moins de 240 partenariats avec des établissements d’enseignement supérieur et de recherche de nombreux pays, sur l’ensemble de la planète. [réf. souhaitée] Pour faciliter l'intégration de cette population, l'université a créé l'Institut savoisien d’études françaises pour étrangers (ISEFE).
Il existe également un institut de formation en soins infirmiers (IFSI) qui dépend du centre hospitalier et qui est agréé pour un quota de 160 étudiants en soins infirmiers et 59 élèves aides-soignants.
Élue 2e ville de taille moyenne la plus attractive pour y faire ses études par L'Étudiant en 2022, Chambéry accueille chaleureusement ses 15 000 étudiants résidant sur le bassin chambérien. Depuis 2021, en partenariat avec Savoie Information Jeunesse et Grand Chambéry, la Ville lance la Welcome Night afin de célébrer la rentrée des étudiants en septembre. C'est aussi l'occasion de leur fournir la Welcome Box qui recense 26 offres d'activités totalement gratuites.

### Manifestations culturelles et festivités

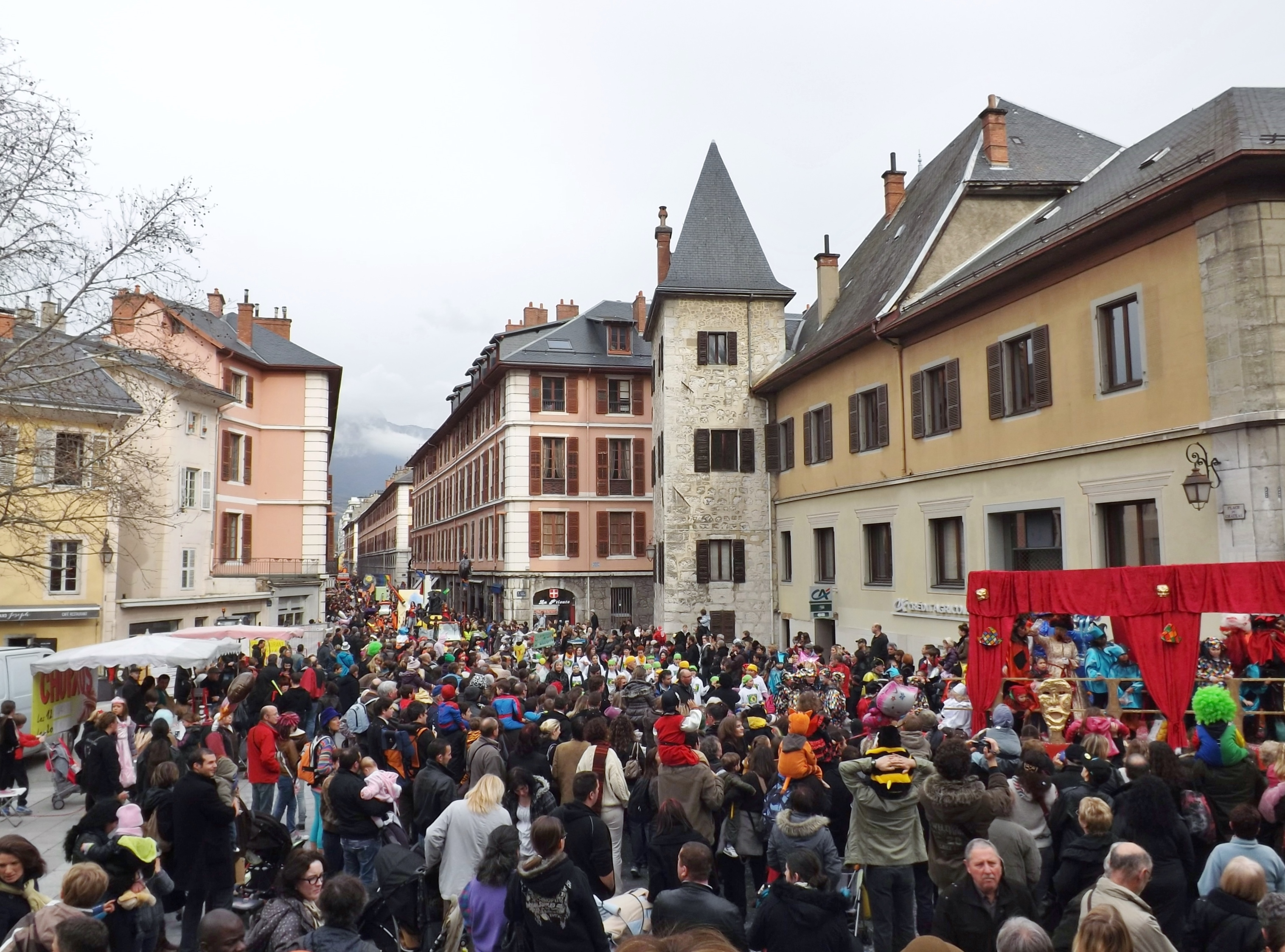
Défilé du carnaval 2013.

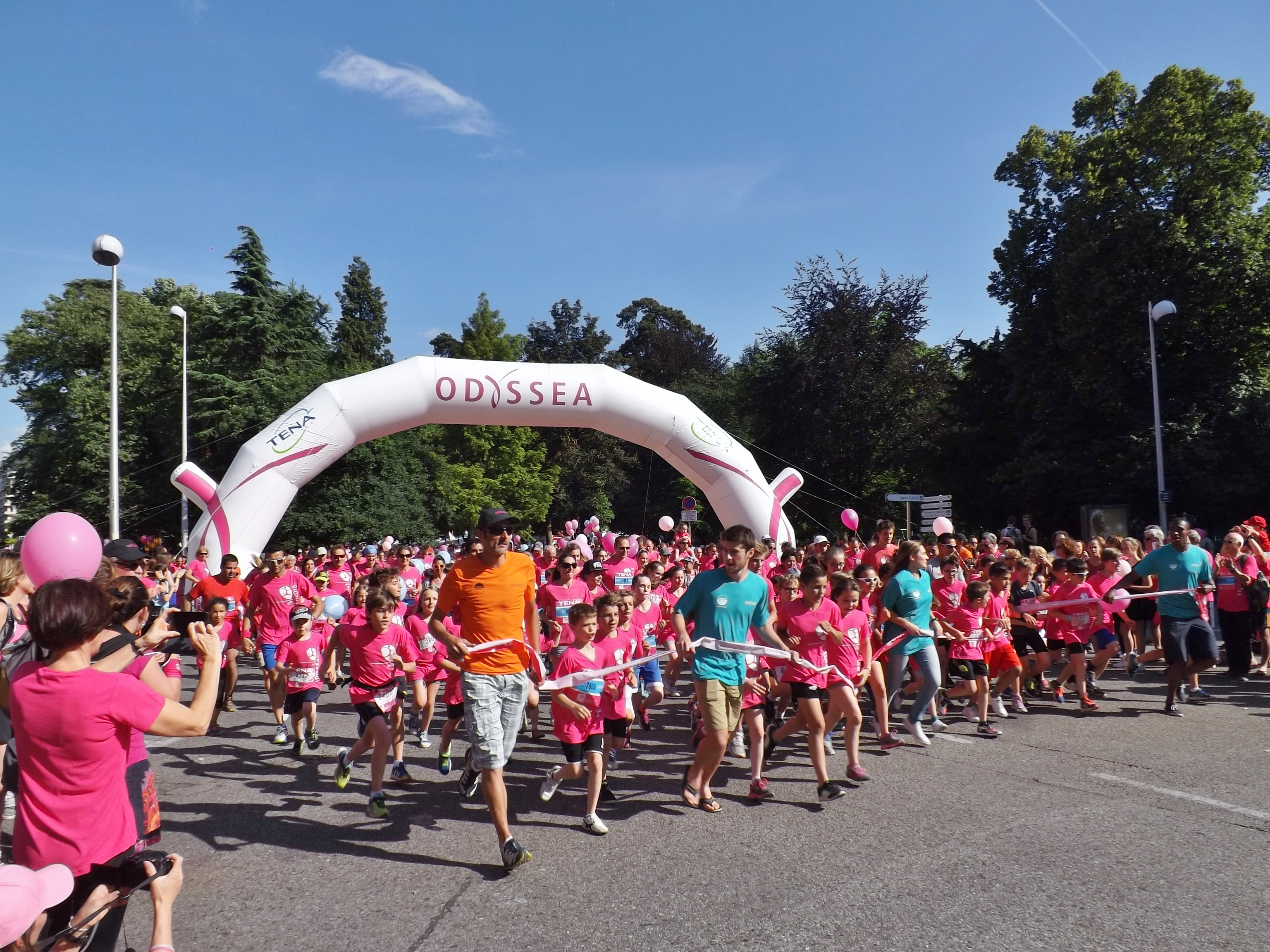
Départ de la course Odyssea en 2015.

Liste non exhaustive, classée par mois, des principales manifestations culturelles et des festivités de la ville de Chambéry :
- Janvier : concert du Nouvel An.
- Février : les Nuits de la roulotte, carnaval.
- Mars : Mars en chansons, la quinzaine du cinéma espagnol, le festival Pharaonic (musiques électroniques), la convention Montagne de Jeux (convention du jeu de rôles).
- Mai : festival du Film nature et environnement de Chambéry, festival du Premier roman[216], course Odyssea[217], la Nuit des musées, Semaine de la Nature en Ville[218].
- Juin : festival Cir'cule, festival Lafi-Bala[219] (biannuel), le Marché des Continents[220] (biannuel).
- Juillet et août : Fête Des Éléphants (Premier vendredi de juillet, concerts gratuits bihebdomadaires Cité d'été, les Estivales du Château, le Festival Mondial de Chambéry des Cultures du Monde.
- Septembre : Journées européennes du Patrimoine, les Rencontres musicales de Bel-Air, Savoie d'jazz festival, Foire de Savoie[221], Nuit Européenne des Chercheurs[222].
- Octobre : Fête de la Science, Festival international de la bande dessinée, Lire en Fête, le festival de l'humour, Festival Eskapotes, Savoie Retro Games Festival.
- Novembre : Festival Chamber'hip hop Session[223] (biannuel), Festival International des Métiers de Montagne, Quinzaine du cinéma italien, les automnales du Festival du Premier roman[224], Fête des Allobroges[225].
- Décembre : Concert de Noël, marché de Noël.

Chambéry est par ailleurs le siège administratif de l'Orchestre des Pays de Savoie. [réf. souhaitée]
Du 30 mai au 1er juin 2014, la ville de Chambéry a accueilli le congrès national de l'espéranto, co-organisé notamment par l'association locale Esperanto Vive à Chambéry.

### Santé

#### Le centre hospitalier de Chambéry

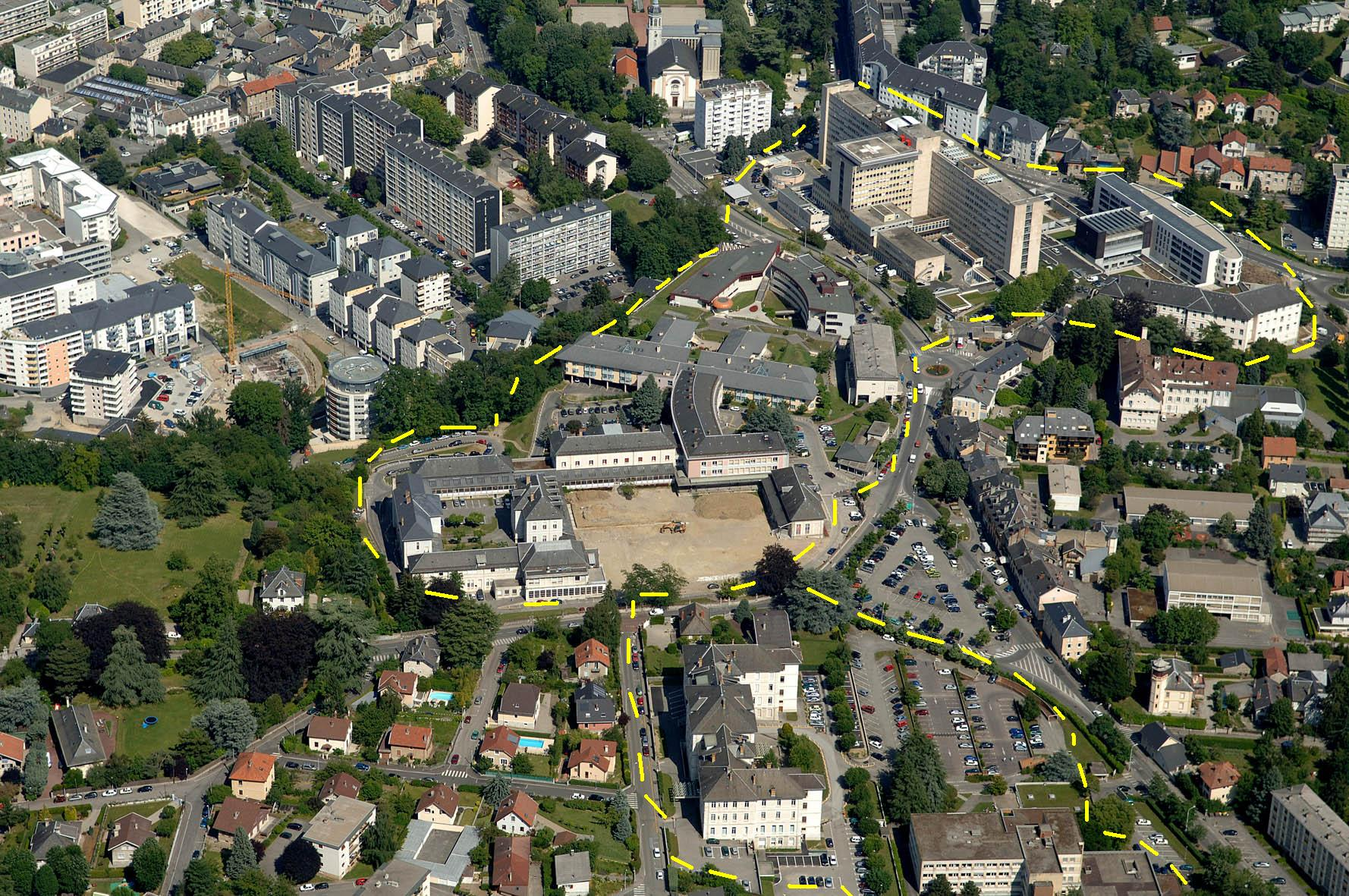
Vue aérienne du centre hospitalier.

L'établissement public de santé est l’hôpital référent du secteur sanitaire de la région Rhône-Alpes. Il couvre donc une population d’environ 350 000 habitants soit en tant qu’hôpital de proximité, soit comme établissement de secours.
En 2024 il est doté de 1920 lits et places de court séjour et d’un secteur de gériatrie important (722 lits), il comporte les disciplines classiques de médecine, chirurgie et gynécologie-obstétrique décomposées de la façon suivante :
- Médecine : néphrologie, endocrinologie, pneumologie, hématologie, oncologie, infectiologie, médecine interne, cardiologie, neurologie, gastro-entérologie, pédiatrie.
- Chirurgie : vasculaire, thoracique, orthopédie, ORL, ophtalmologie, gynécologie, obstétrique accueillant des grossesses à risque, couplée avec un service de réanimation néonatale.
- Urgences : un service d’accueil et d’urgence couplé avec un SAMU et un SMUR, une réanimation polyvalente.
- Plateau technique : laboratoires, pharmacie, radiologie (IRM, scanner), radiothérapie, médecine nucléaire, blocs opératoires, stérilisation, consultation.
- Le personnel[229] du centre hospitalier de Chambéry en 2006 est composé de 160 médecins et de 1 900 ETP non-médecins (soignants, médico-techniques, administratifs, logistiques, techniques…) pour un budget d’exploitation d'environ 130 millions d’euros. [réf. souhaitée]

Situé en pleine ville de Chambéry, le centre hospitalier, comme tout établissement public de santé, est le siège d’un conseil de surveillance présidé par l'ancien maire de la ville, Michel Dantin.
Depuis la fusion entre les centres hospitaliers de Chambéry et d'Aix-les-Bains, la structure porte le nom de « Centre hospitalier Métropole Savoie ».

#### Autres établissements de santé
La ville de Chambéry est le siège, outre du centre hospitalier, de nombreux autres établissements ; le centre hospitalier privé Médipôle de Challes-les-Eaux, l'Hôtel-Dieu et l'école d'infirmières, ou encore l'Institut médico-éducatif Saint Louis du Mont (qui possède 72 places), le Centre hospitalier spécialisé de la Savoie (qui compte 475 places, à Bassens) et enfin le Foyer départemental de l’Enfance à Montjay.

### Sports

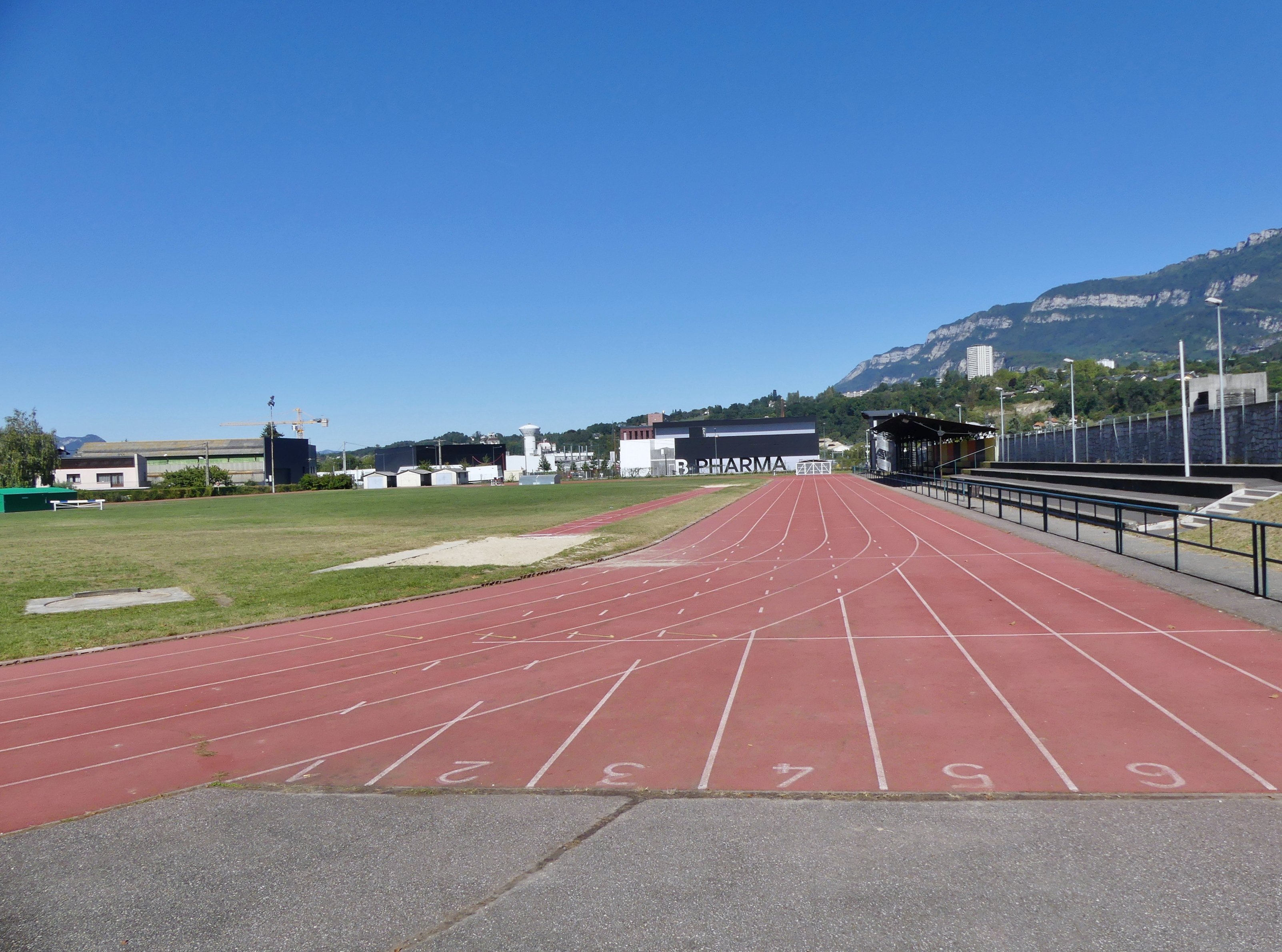
Stade municipal du Mas-Barral.

La ville de Chambéry dispose de nombreuses structures sportives permettant la pratique de disciplines variées. Elle offre, grâce à ses associations, une diversité sportive de proximité : promenades et randonnées alpines, parapente avec trois sites agréés, randonnées et circuits à vélo, sports d’eau (aviron, pratique du canoë, du canyoning) et de la spéléologie, via ferrata et escalade, ski de fond et ski alpin.
Les plus grands domaines de ski européen sont à quelques dizaines de kilomètres de la ville. On accède rapidement par autoroute aux vallées de la Maurienne et de la Tarentaise. D'autres stations plus modestes, familiales, sont à quelques minutes du centre-ville, notamment la Féclaz dans les Bauges.

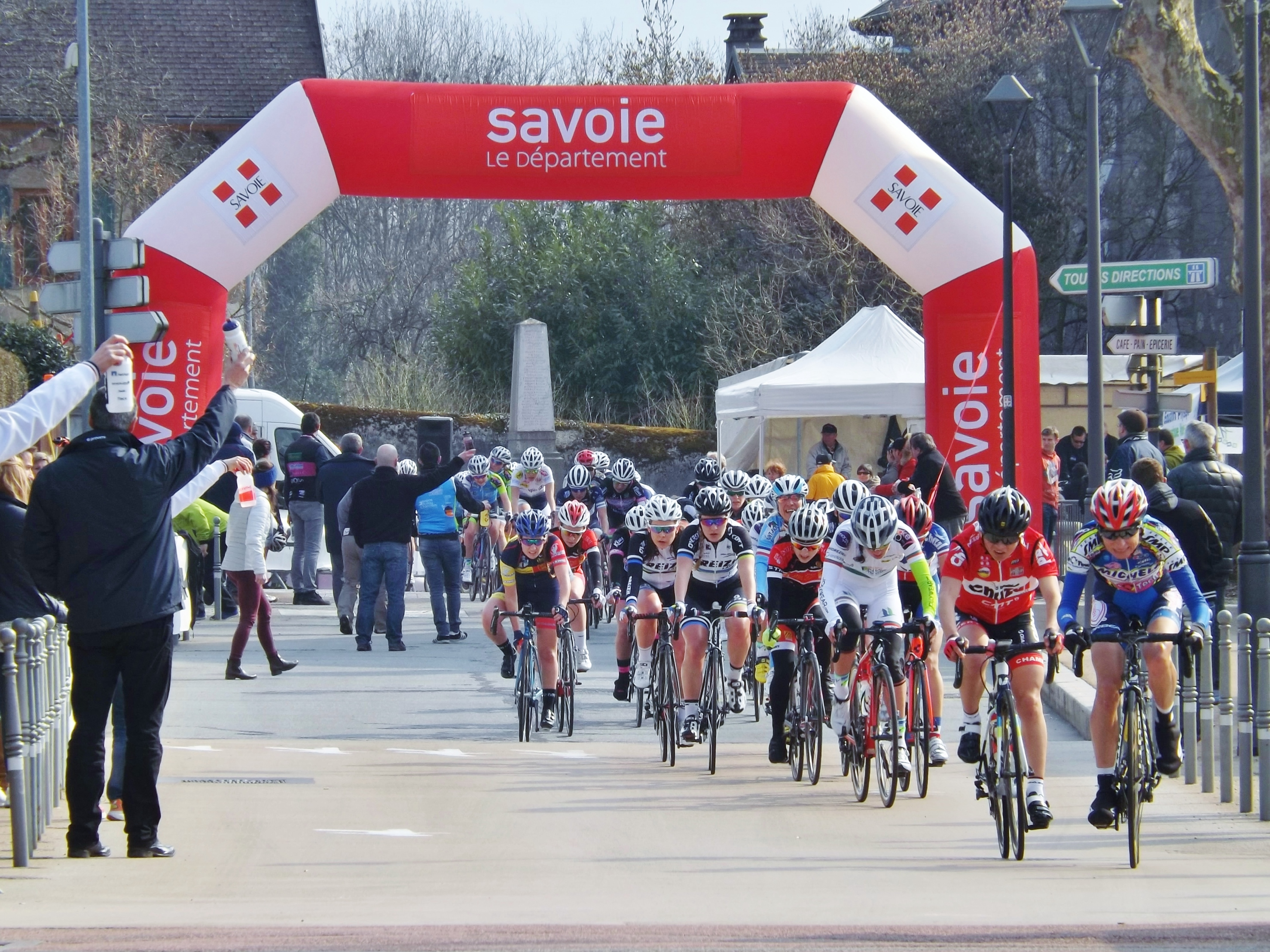
Coureuses au Grand Prix de Chambéry à Chambéry-le-Vieux en 2016.

En 1989, Chambéry a accueilli les championnats du monde de cyclisme sur route, qui se sont déroulés sur les communes de Jacob-Bellecombette, Montagnole et Chambéry. Trois ans plus tard, elle accueillait la flamme olympique pour les jeux olympiques d'hiver d'Albertville. En outre, chaque année, la ville accueille le Grand Prix de Chambéry, qui constitue la première épreuve de la Coupe de France féminine de cyclisme sur route. La course se déroule à Chambéry-le-Vieux.
Chambéry est présente dans d'autres disciplines, notamment grâce à son club de handball. Le Chambéry Savoie Handball compte aujourd'hui un peu plus de 250 licenciés repartis en onze équipes jeunes (du mini hand au moins de 18 ans) et quatre équipes seniors, deux équipes amateurs en régional, un centre de formation (13 stagiaires) et une équipe professionnelle (15 joueurs sous contrat).
On compte aussi un club d'aviron parmi les meilleurs clubs français depuis 15 ans envoyant régulièrement des rameurs porter les couleurs des équipes de France.
Il existe également un club de football, le SO Chambéry Foot, qui a participé à la coupe de France de football durant la saison 2010-2011 et a réalisé un record en éliminant à la suite 3 équipes de ligue 1 (Monaco, Brest et Sochaux), en atteignant les 1/4 de finale. À cause de problèmes financiers, le club a déposé le bilan en juin 2015 et a été rétrogradé en DHR.
Une équipe de rugby à XV, le Stade olympique de Chambéry rugby évolue actuellement en Fédérale 1 correspondant à la troisième division. Le "SOC" rugby a été champion de France de Fédérale 1 en 2016.
Chambéry possède aussi une équipe de rink hockey (hockey sur patins à roulettes) qui évolue en National 2, le Hockey Club Chambéry. Les Éléphants, évoluent eux en D2 de hockey sur glace.
Club formateur de nombreux biathlètes, le Tir Olympique Savoisien a remporté plusieurs titres nationaux en tir sportif et évolue en première division. [réf. souhaitée] Il est présidé par Jean-Pierre Amat, champion olympique en 1996. [réf. souhaitée]

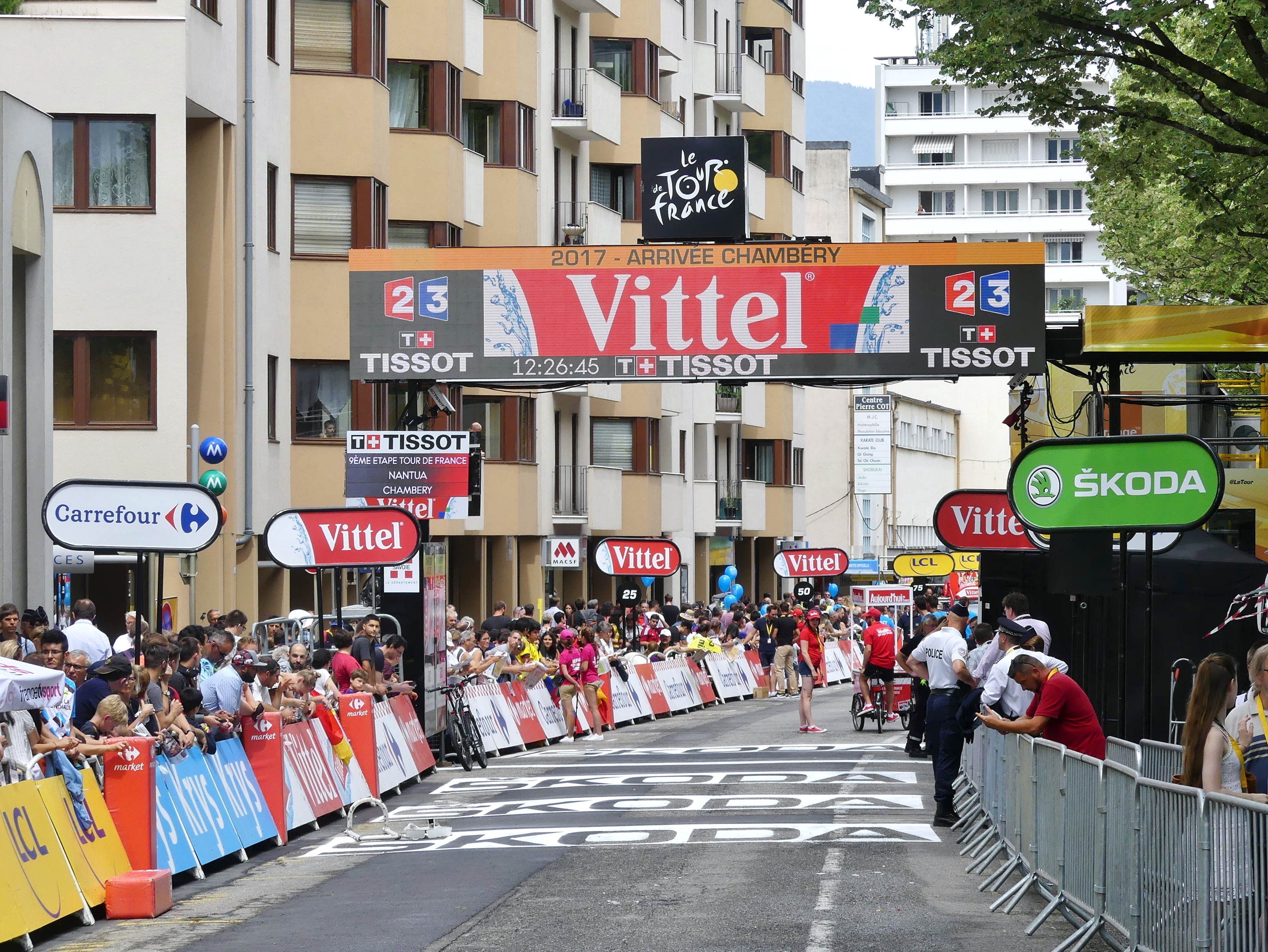
Chambéry accueille pour la première fois l’arrivée du Tour de France en 2017.

Parmi les nombreux clubs sportifs chambériens on peut citer à titre d'exemple :
- Entente Athlétique Chambérienne (athlétisme)
- Club nautique Chambéry Bourget du Lac (aviron)
- Badminton Club de Chambéry (badminton)
- Chambéry Boxe Anglaise (boxe)[240]
- Chambéry Le Bourget Canoë-Kayak (canoë-kayak)
- Chambéry Cyclisme (cyclisme)
- Chambéry Escalade (escalade)
- Chambéry Kendo Club (Kendo)
- Cercle d'Escrime de Chambéry (escrime)Piscine aqualudique de Chambéry en 2020.
- Les Aigles" (football américain)

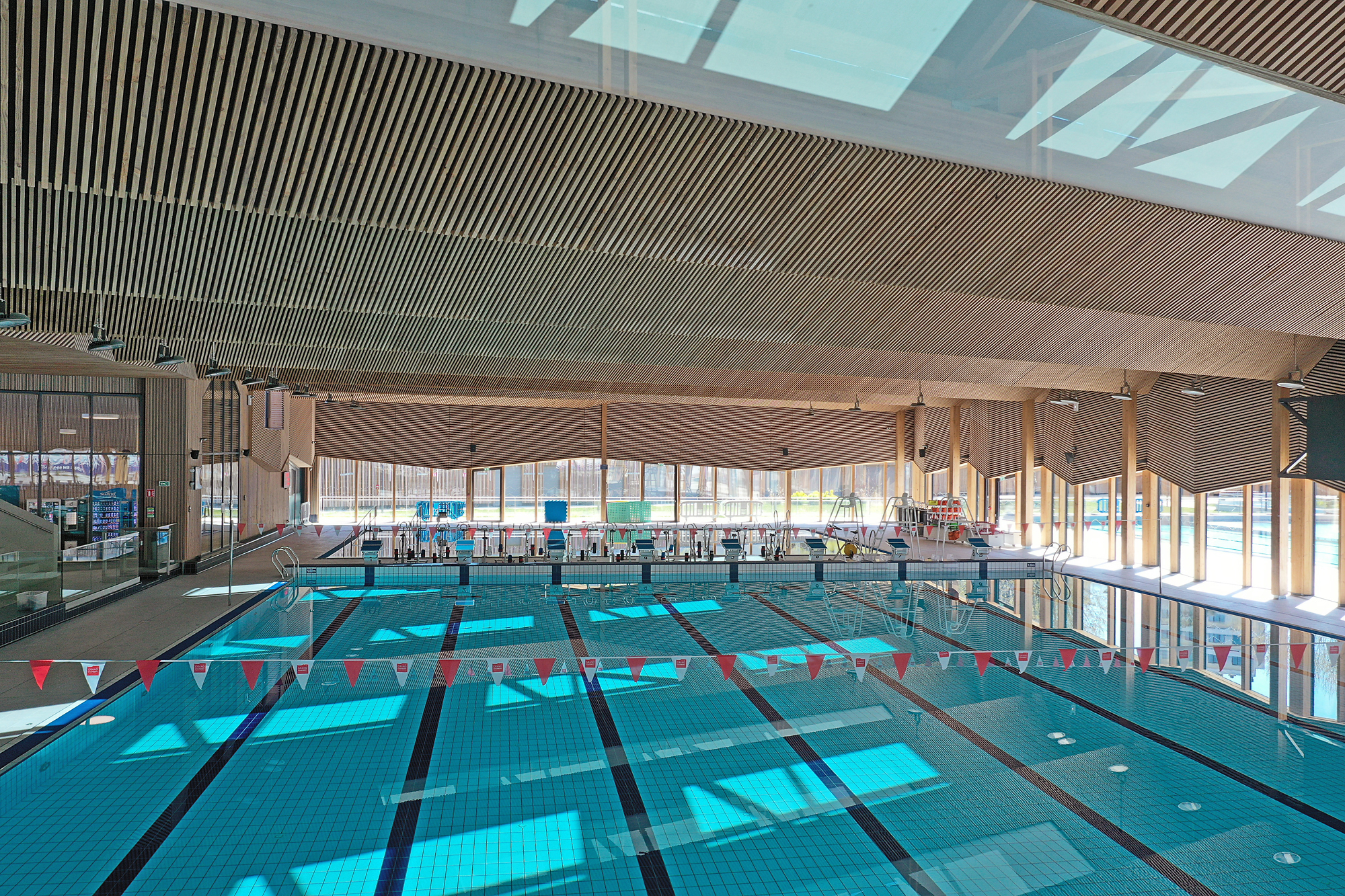
Piscine aqualudique de Chambéry en 2020.

- AEB Gym Chambéry (GRS, aérobic, accrogym)
- Chambéry Savoie Mont Blanc Handball (handball)
- Éléphants de Chambéry (hockey)
- Hockey Club Chambéry[241]
- Club EJMC de Chambéry[242]
- Stade olympique de Chambéry rugby (rugby)
- Scouts d’Europe : répartis en deux groupes : le groupe 1re Chambéry - Saint Bruno et le groupe 3e Chambéry - Saint François de Sales
- Club Alpin français de Chambéry (sports de montagne)
- Ski Club Chambéry TCAM[243] (ski alpin, Snowboard, ski de randonnée)
- Ski Compétition Chambéry (ski alpin)
- Spéléo Club de Savoie (spéléologie)[244]
- Le Tir olympique savoisien (tir sportif)
- Club ALCVB Amicale Laïque Chambéry Volley-ball (volley-ball)

### Médias

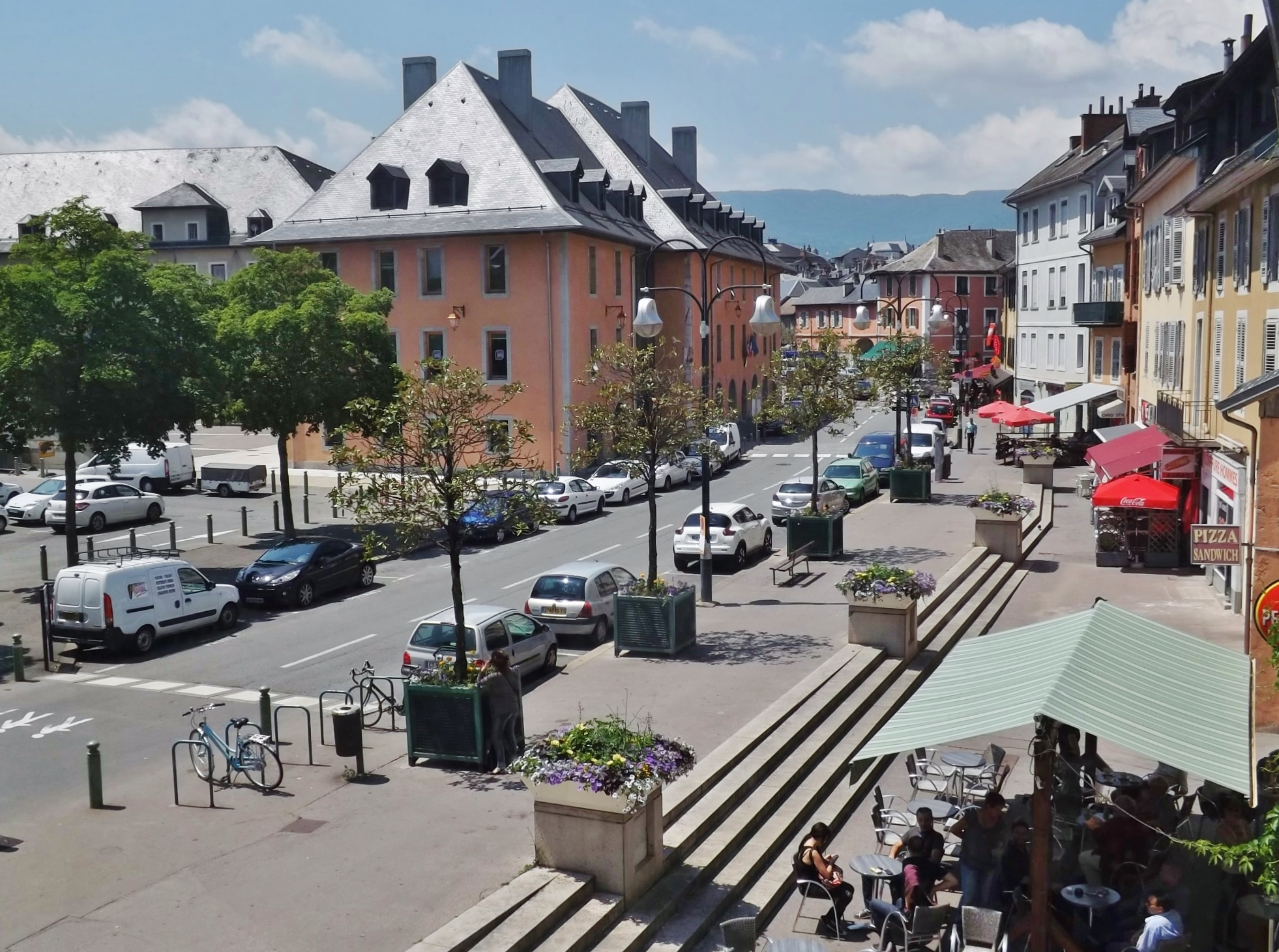
Siège de France Bleu Pays de Savoie dans le bâtiment orange (quartier Curial).

#### Presse locale
La presse locale est essentiellement écrite, le Dauphiné libéré dispose d'une agence en ville. Deux hebdomadaires, l'Essor savoyard et la Vie Nouvelle sont toujours diffusés. Au XIXe siècle et jusqu'au milieu du XXe siècle, de très nombreux titres existaient ; le Travailleur Alpin, la Croix de Savoie, le Patriote Savoisien, le Courrier des Alpes, etc. En 2015 est également lancé « Polenta ! », journal trimestriel d'informations locales.
Le Magazine municipal de la ville de Chambéry consigne non seulement l'ensemble des décisions prises par le municipal ainsi que les projets en cours de réalisation, mais surtout cette publication apporte de nombreuses informations locales.

#### Radios locales
La ville est couverte par des radios locales dont :
- 89.9 Virage Radio (ex-Couleur 3 Lyon) : radio lyonnaise diffusant de l'électro-rock. Elle appartient au groupe Espace.
- 92.1 Radio Italienne de Grenoble : radio associative diffusant des programmes en italien.
- 92.6 ODS Radio : radio locale commerciale appartenant au groupe Espace. Ses studios sont à Annecy-le-Vieux.
- 96.3 Hot Radio Chambéry (ex-Klips FM) : radio locale commerciale. Déclinaison chambérienne d'Hot Radio qui est à l'origine grenobloise[246]. Ses studios sont situés à côté de Grenoble.
- 100.3 Radio Espérance : radio associative catholique dont les studios sont à Saint-Étienne et qui émet sur une très large couverture allant du Limousin aux Hautes-Alpes.
- 101.3 Chérie FM Alpes : déclinaison chambérienne de Chérie FM. Ses studios sont à Chambéry mais elle diffuse aussi son programme à Annecy (96.0 FM) où des décrochages publicitaires sont entendus.
- 102.3 RCF Savoie : radio locale chrétienne du Diocèse de Chambéry[247].
- 103.0 NRJ Alpes : Déclinaison chambérienne d'NRJ qui diffuse aussi son programme à Annecy (102.8 FM) où des décrochages publicitaires sont entendus. Elle partage ses locaux avec Chérie FM Alpes[248].
- 103.9 France Bleu Pays de Savoie : radio locale publique de la Savoie. Ses studios sont à Chambéry.
- 105.9 Radio Ellebore : radio associative chambérienne[249].
- 106.8 Montagne FM : radio locale commerciale basée à Saint-Jean-de-Maurienne. Elle émet également dans la plupart des stations du département.

#### Télévision locale
- La chaîne de télévision locale 8 Mont-Blanc diffuse des émissions sur les pays de Savoie. Régulièrement, l'émission la Place du village expose la vie locale du bassin aixois. C'est également le cas lors des informations locales de cette même chaîne télévisée.
- France 3 Alpes expose également cette même vie locale dans l'édition chambérienne (une agence est à Chambéry[250]) et régionale.

Ces chaînes, ainsi que le reste des chaînes de la TNT sont recevables grâce au Signal du Mont du Chat et à 2 réémetteurs utilisées afin de combler les zones blanches du Mont du Chat : La Roche à Curienne (Chambéry 2) et Les Monts à Bassens (Chambéry 3).

#### Internet
Depuis juin 2010, une web-TV associative, la Tvnet Citoyenne, produit et diffuse l'information politique, sociale, culturelle des quartiers. C'est un pure player, multimédia et multimédialité conçu et réalisé par des citoyens/journalistes (art 11 DDLH).

## Économie

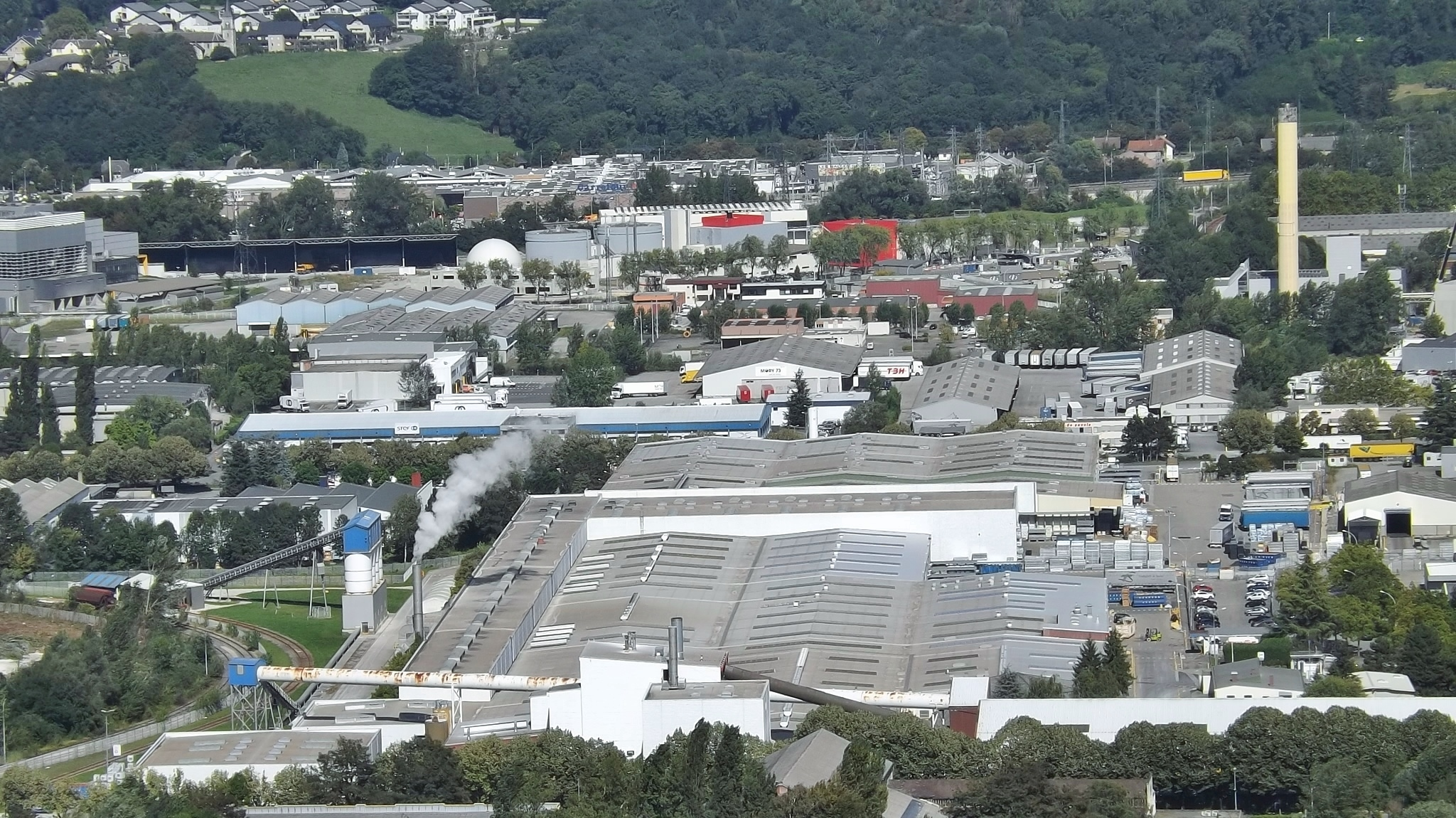
Zone industrielle de Bissy, avec le site de la société Placoplatre au premier plan.

Outre la Zone industrielle de Bissy, avec notamment le site historique de Placoplatre, Chambéry accueille plusieurs sièges sociaux et centres de production d’importance, comme Pechiney, Transalpine, Cafés Folliet, Opinel, Vetrotex, la SNCF (centre régional de maintenance).
Depuis septembre 2024, un chantier majeur transforme l’îlot de La Revériaz, porté conjointement par Vicat et Opinel. Vicat a démoli ses anciennes installations pour créer une plateforme multimodale dédiée au négoce de granulats, avec réactivation d’un tunnel ferroviaire favorisant le report modal, contribuant à une diminution de 35 camions-bennes par train. La réhabilitation du site, incluant une remise en état du tunnel, représente un investissement de plusieurs dizaines de millions d’euros, dont 8 M€ uniquement pour le tunnel. En Savoie, Vicat emploie 310 salariés directs sur 18 sites et génère un chiffre d’affaires de 160 M€, appuyé par 3 000 emplois indirects.
De son côté, Opinel a acquis en octobre 2023 une parcelle de près de 2 ha sur ce site, pour une extension de son usine à horizon 2025 et un investissement compris entre 8 et 10 M€ pour la nouvelle installation, passant de 150 à environ 220–240 salariés
Ces projets conjoints s’accompagnent d’un plan d’aménagement public-privé (voirie, giratoire, piste cyclable) d’un montant total de 1,37 M€, financé par Vicat et Opinel (430 000 €), le Département, la Ville, CGLE et Grand Chambéry. Les travaux du giratoire boulevard Henry Bordeaux, lancés en mai 2025, visent à fluidifier l’accès et à améliorer la sécurité, notamment pour les 16 000 véhicules/jour ainsi que pour piétons et cyclistes.
Par ces projets, Vicat et Opinel font le choix d’investir sur le territoire chambérien plutôt que de délocaliser, contribuant ainsi au maintien de l’emploi local, à la vitalité économique régionale et à un modèle industriel plus durable.
Chambéry est une ville dont l'économie repose en grande partie sur les administrations publiques territoriales : la préfecture, la mairie et son CCAS, le centre hospitalier, l'Université Savoie-Mont-Blanc et le conseil départemental sont les cinq structures de plus de 1 000 salariés situées en ville. Avec le palais de justice, la Chambre de commerce et d'industrie de la Savoie et jusqu'en 1982 plusieurs casernes militaires, Chambéry est une ville à forte connotation publique.
La commune accueille annuellement la Foire de Savoie jouant un rôle de vitrine pour beaucoup d'acteurs économiques locaux.

### Revenus de la population et fiscalité
Le revenu médian disponible par unité de consommation s’élève à 24 860 € annuels en 2021, avec 58,6 % des ménages fiscaux imposés.
Canton selon les territoires de développement social Chambéry (Chambéry et couronne chambérienne)
| Zone                                  | Part d'allocataires du RMI pour 1000 hab. | Nombre d'allocataires à bas revenus | Nombre de personnes couvertes par allocataires à bas revenus | En % par rapport à la population totale 1999 | Allocataires du RMI | Allocataires du RMI |
| Zone                                  | Part d'allocataires du RMI pour 1000 hab. | Nombre d'allocataires à bas revenus | Nombre de personnes couvertes par allocataires à bas revenus | En % par rapport à la population totale 1999 | 31/12/2000          | 31/12/2004          |
| ------------------------------------- | ----------------------------------------- | ----------------------------------- | ------------------------------------------------------------ | -------------------------------------------- | ------------------- | ------------------- |
| Cantons Chambéry                      | 21,4                                      | 3 671                               | 7 848                                                        | 13,8                                         | 1 154               | 1 197               |
| Chambéry et agglo                     | 13,9                                      | 5 239                               | 11 315                                                       | 9,5                                          | 1 623               | 1 666               |
| Savoie                                | 9,3                                       | 13 126                              | 30 380                                                       | 8,1                                          | 3 403               | 3 463               |
| Sources des données : C.A.F. [Quoi ?] |                                           |                                     |                                                              |                                              |                     |                     |

### Emploi
Le bassin d'emploi chambérien compte une population active totale d’environ 60 000 individus sur les 26 millions du pays. Le taux d'activité entre 20 et 59 ans est 75 % ce qui est inférieur à la moyenne nationale qui est quant à elle 82,2 %. Le nombre de chômeurs chambériens est 3 600 en décembre 2006. Le taux de chômage entre 1999 et 2005 a fortement diminué, passant de 15,4 % à 6,1 %, alors que le niveau moyen national passait simultanément de 12,9 % à 8,4 %. Chambéry compte 43 % d'actifs au sein de sa population ainsi que 17,6 % de retraités, 28,5 % de jeunes scolarisés et 10,9 % d'autres personnes sans activité.
En 2019, le nombre total d'actifs à Chambéry est de 37 179 personnes, soit 70,9 % de la population chambérienne, dont 60,2 % ont un emploi. Sur ces actifs, 32,2 % travaillent dans des professions intermédiaires, 27,9 % sont employés, 18,5 % sont cadres, 15,8 % sont ouvriers, 5,5 % sont artisans commerçants et chefs d'entreprises, et seulement 0,1 % sont agriculteurs et exploitants. Sur l'ensemble des salariés, 73 % sont titulaires de la fonction publique ou bien en contrats à durée indéterminée et 13,7 % sont en contrats à durée déterminée. En 2019, le taux de chômage s'élève à 10,6 %. Le taux de chômage chez les jeunes de 15 à 24 ans a baissé passant de 26,9 % en 2013 à 24,7 % en 2019.
Répartition des emplois par domaine d'activité
|                             | Agriculteurs | Artisans, commerçants, chefs d'entreprise | Cadres, professions intellectuelles | Professions intermédiaires | Employés | Ouvriers |
| --------------------------- | ------------ | ----------------------------------------- | ----------------------------------- | -------------------------- | -------- | -------- |
| Chambéry                    | 0,1 %        | 5,5 %                                     | 12,8 %                              | 24 %                       | 32 %     | 25,6 %   |
| Moyenne nationale           | 2,4 %        | 6,4 %                                     | 12,1 %                              | 22,1 %                     | 29,9 %   | 27,1 %   |
| Sources des données : INSEE |              |                                           |                                     |                            |          |          |

En moyenne, 27 % des chefs d'établissements dans Chambéry et son agglomération ont plus de 55 ans[réf. souhaitée]. Cette moyenne est légèrement plus élevée que la moyenne départementale qui est 25,5 %.
En 2015, un classement national « de la qualité de vie dans les zones d'emploi » établi par Les Échos place Chambéry et son bassin d'emploi au 6e rang sur 304 zones étudiées.

### Tissu économique

#### Entreprises de l'agglomération

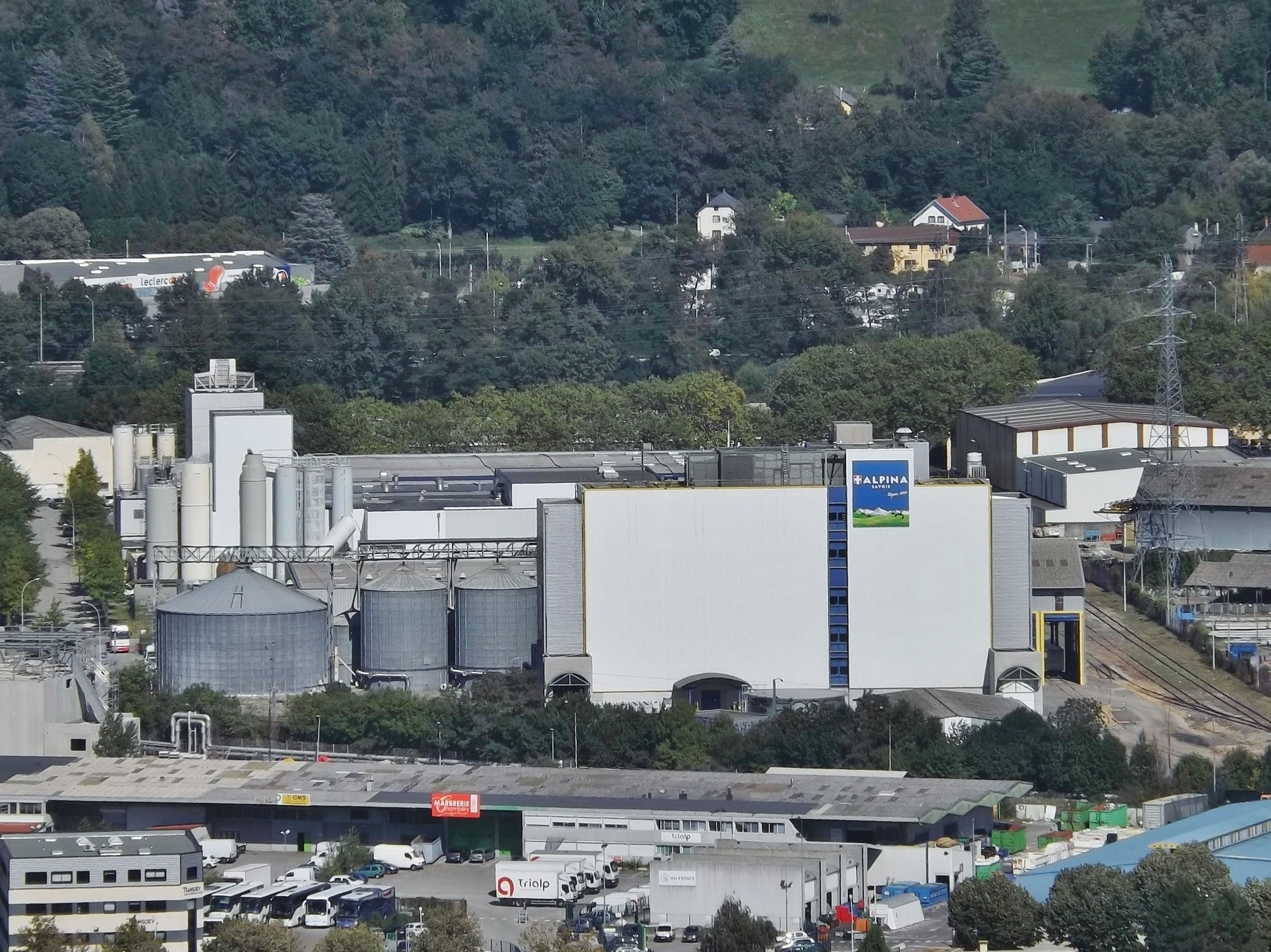
Siège et site productif d'Alpina Savoie.

En 2004, 121 entreprises ont plus de 50 salariés. Le nombre de créations d'entreprises pour l'année 2004 est 419, ce qui place Chambéry au 72e rang national. Le taux de la taxe professionnelle pour la commune en 2005 est 19,05 %, plaçant la ville dans une position de compétitivité élevée par rapport aux autres communes (17,75 % ont un taux plus faible).
Le nombre total d'établissements est environ 4 520 (en décembre 2004), et le nombre total d'entreprises est environ 3 630, dont 2 100 entreprises individuelles. En se restreignant au champ ICS, il y a 2 930 entreprises en 2006. Parmi les 3 440 établissements du champ ICS, on en dénombre 99 dans les industries agricoles et alimentaires (dont Alpina Savoie) représentant 2,9 % du total, 93 dans les industries des biens de consommation représentant 2,7 %, 45 dans les industries des biens d'équipement soit 1,3 %, 54 dans les industries des biens intermédiaires représentant 1,6 %, 27 dans l'énergie ce qui représente 0,8 %, 270 dans la construction soit 7,9 %, 893 dans le commerce représentant 26 %, 104 dans le transport soit 3,0 %, 125 dans les activités immobilières soit 3,6 %, 607 dans les services aux entreprises représentant 17,7 %, 522 dans les services aux particuliers soit 15,2 %, et enfin 600 dans l'éducation, la santé, et l'action sociale soit environ 17,4 % du total des établissements chambériens.
Chambéry abrite de nombreuses grandes entreprises telles qu’Alpina - Croix de Savoie ou encore Placoplatre. [réf. souhaitée] Les 18 principales entreprises chambériennes sont : OCV Chambéry France (anciennement Saint Gobain Vetrotex France [réf. nécessaire]) avec un chiffre d'affaires (CA) de 138 M €, la SATM[Quoi ?] avec un CA de 91 M €, OCV Chambéry International (anciennement Vetrotex international) avec un CA de 53 M €, Routin avec un CA de 51 M €, Jean Lain Mobilités avec un CA de 49 M €, Aménagement de Savoie SAS avec un CA de 45 M €, suivi des entreprises Spie Tondella avec 36 M €, Cafés Folliet avec 30 M €, Réal-Coppelia avec 29 M €, Transport de Savoie avec 28 M €, Grand garage Vasseur avec 26 M €, Transrol avec 24 M €, Alpes denrées avec 23 M €, Provent avec 19 M €, Pegaz-pugeat avec un CA de 17 M € tout comme l'entreprise Plaza automobiles, et enfin Gauthey qui tout comme Sotira 73 a un chiffre d'affaires de 16 M €. [réf. souhaitée]
Depuis 2017, la Ville de Chambéry fait partie de la structure Chambéry Grand Lac Économie qui assure le développement économique de son territoire en accompagnant les entrepreneurs à la création de leur structure, et en leur proposant une offre foncière accessible dans le cadre de leur installation. En 2018, la ville est classée 1er bassin de vie le plus attractif, 8e bassin de vie où il fait bon travailler et 12e bassin de vie où il fait bon entreprendre. Situé au croisement de 4 agglomérations importantes - Genève, Lyon, Turin et Grenoble - la localisation de Chambéry en fait également un passage obligatoire vers les Alpes.

#### Commerce

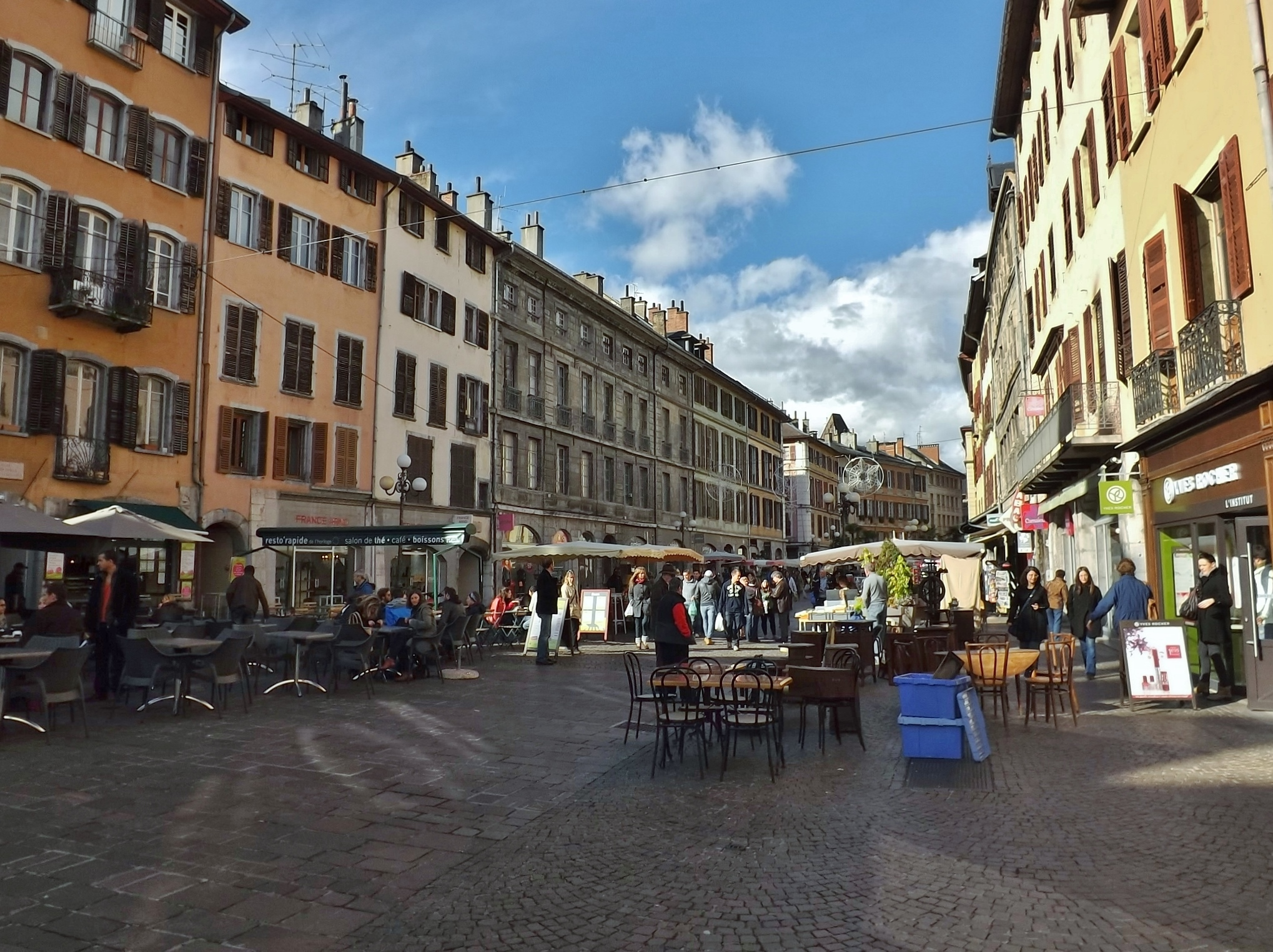
Commerces sur la place Saint-Léger.

Sur 3 440 établissements chambériens en 2004, on dénombre 936 commerces soit 21 %. Au 1er août 2006, le cumul des surfaces commerciales de plus de 300 m2 relevées s'élève à 157 677 m2, sachant que 37 971 m2 sont dédiés à l'alimentaire et 68 706 à l'équipement domestique. Les magasins chambériens ont une taille moyenne d'environ 1 300 m2 par établissement. Le chiffre d'affaires commercial réalisé pour l'agglomération est 184 M€ pour les dépenses non alimentaires et 79 M€ pour les dépenses alimentaires.
Le commerce chambérien est partagé entre les grandes surfaces commerciales et les petits commerces surtout présents en centre-ville. Les principales artères commerçantes du centre-ville sont la rue de Boigne, la place Saint-Léger, la rue Juiverie, le boulevard de la Colonne, la rue de la Croix-d'Or, la place de Genève, la rue Favre, la rue Saint-Antoine, la rue de Maistre, l'avenue Charles-de-Gaulle, la place de l'hôtel de ville, la rue Vieille-Monnaie, la rue d'Italie, la rue du Faubourg-Montmélian. De nombreuses enseignes se sont implantées dans le centre-ville telles que les Galeries Lafayette, Morgan, SFR, Celio. Il faut également souligner la réhabilitation des Halles de Chambéry qui se sont récemment dotées de commerces tels que la FNAC, H&M, Nature & Découvertes, SFR, Celio, Monoprix et un cinéma multiplexe de dix salles Pathé. [réf. souhaitée]
En 2014, le centre-ville de Chambéry compte 673 commerces et boutiques, correspondant à 40 500 m2 de surfaces commerciales.

#### Tourisme

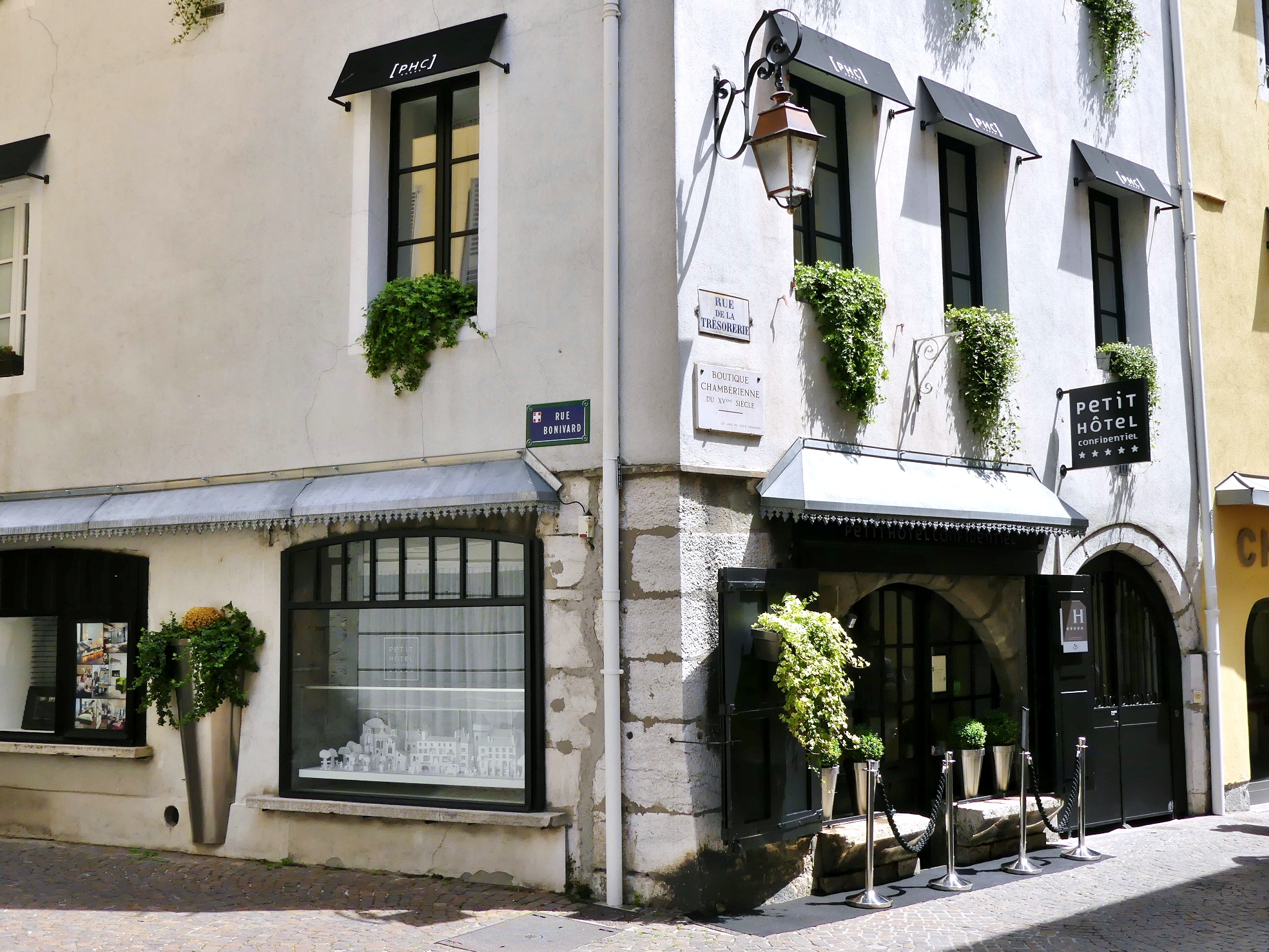
Le Petit Hôtel Confidentiel, classé meilleur hôtel 5 étoiles de France de 2016 à 2018 selon le site Trivago.

La ville de Chambéry, du fait de sa situation dans les Alpes, au carrefour de plusieurs régions naturelles et de son passé de capitale des ducs de Savoie dont elle a hérité un riche patrimoine, a obtenu le label « commune touristique », confirmé en 2012. Le développement de l'activité touristique de la ville, remonte à 1896, avec la création d'un syndicat d'initiative, un an après celui d'Annecy et de Grenoble. La valorisation du patrimoine urbain permet d'obtenir le label officiel « Ville d'art et d'histoire», en 1985.

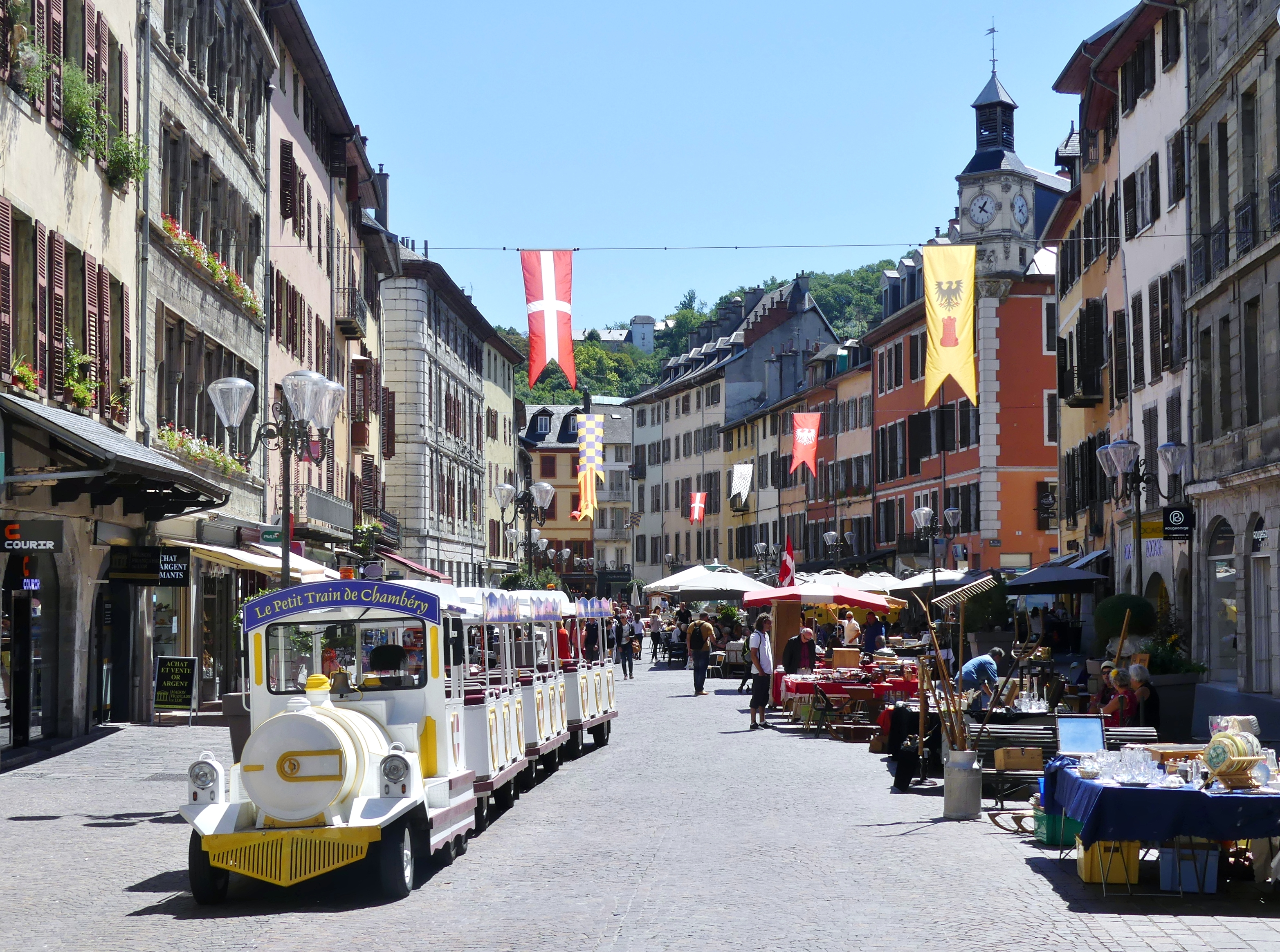
Un petit train touristique propose une visite commentée du centre historique.

Depuis 1989, un petit train touristique routier propose une visite commentée d’environ 40 minutes du centre historique. Au départ de la place Saint-Léger, il circule de mai à la Toussaint et est propulsé au GNV depuis 2011.
En 2014, la capacité d'accueil de la commune, estimée par l'organisme Savoie Mont Blanc, est de 6 155 lits touristiques répartis dans 740 établissements. Les hébergements se répartissent comme suit : 33 meublés ; 19 hôtels ; deux centres de vacances ou auberges de jeunesse et 4 chambres d'hôtes.
Enfin, la ville compte un hôtel « cinq étoiles », le Petit Hôtel Confidentiel, unique hôtel cinq étoiles du département de la Savoie à ne pas être situé dans une station de sports d'hiver. Cet hôtel a par ailleurs été élu meilleur hôtel cinq étoiles de France par Trivago (Trivago Awards) en 2016, en 2017 et en 2018.
En 2017, l'agglomération de Chambéry créé Grand Chambéry Alpes Tourisme en fusionnant les offices de tourisme de Challes les Eaux, Cœur des Bauges et Aillons-Margériaz. L'objectif est de promouvoir l'attractivité touristique de Chambéry et ses alentours. Grand Chambéry Alpes Tourisme a pour objectif d’affirmer la vocation touristique de la capitale de la Savoie, de son agglomération et du massif des Bauges. Le label Chambéry Montagnes accompagne ce dispositif pour mettre en valeur le territoire auprès des visiteurs, des acteurs de l'agglomération et aussi des habitants.

## Culture locale et patrimoine

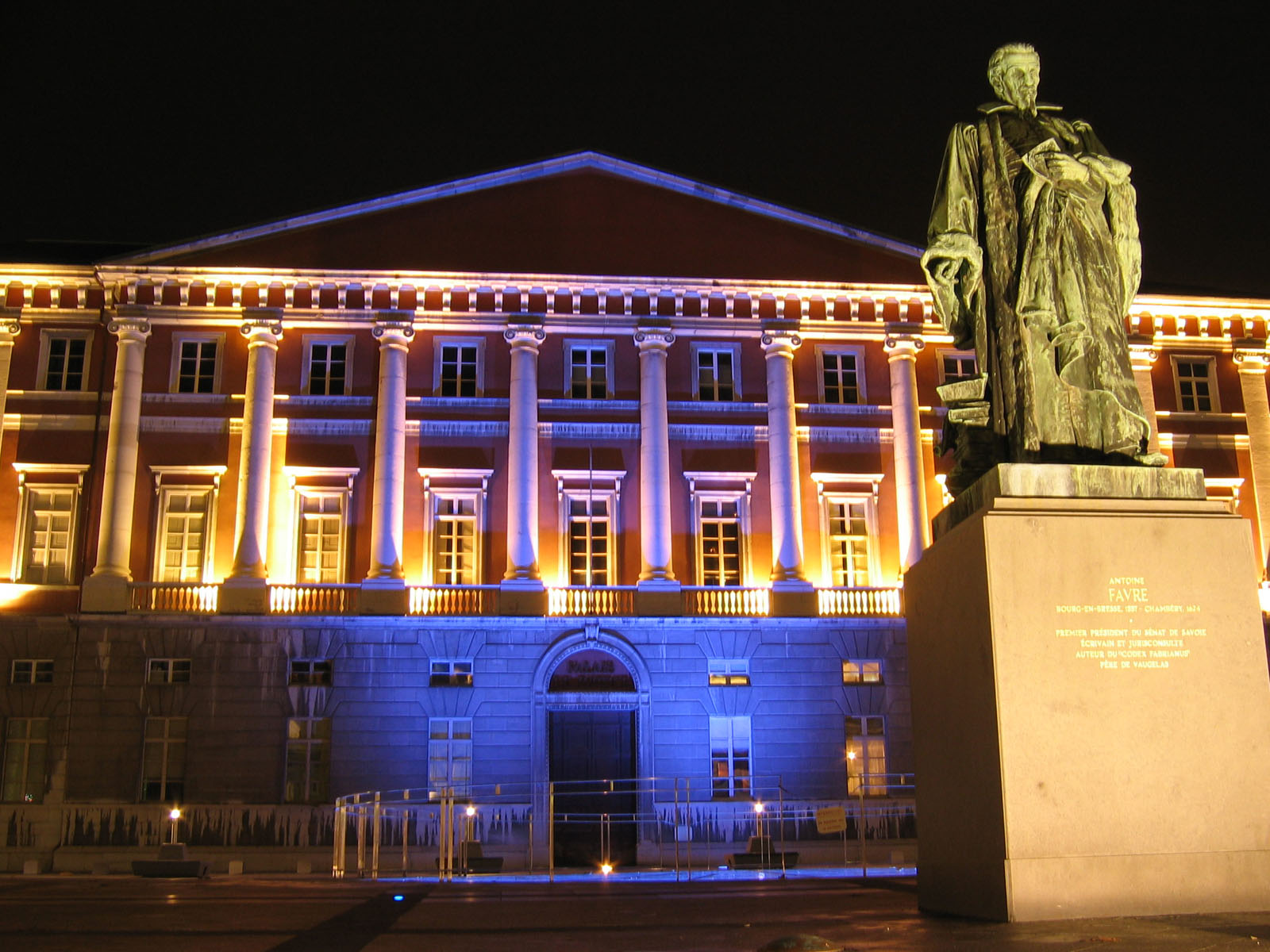
Le palais de justice de Chambéry.

La ville de Chambéry est classée ville d'art et d'histoire. Le label ville et pays d'art et d'histoire est attribué depuis 1985 par le ministère français de la culture aux villes ou pays s'engageant dans une politique d'animation et de valorisation du patrimoine et de l'architecture. Ce label permet d’établir la compétence des guides-conférenciers, des animateurs du patrimoine et certifie la qualité de leurs travaux. Afin de préserver et d’entretenir durablement son patrimoine, un secteur sauvegardé de 19 hectares a été créé en 1969 délimité par le plan de sauvegarde et de mise en valeur. Depuis septembre 2010, l'hôtel de Cordon (XVIe siècle) rue Saint-Réal est devenu le Centre d'interprétation de l'architecture et du patrimoine, un bâtiment municipal destiné à mieux faire connaître le patrimoine chambérien. C'est le lieu de départ des visites sous la conduite des guides-conférenciers de Chambéry.

### Lieux et monuments

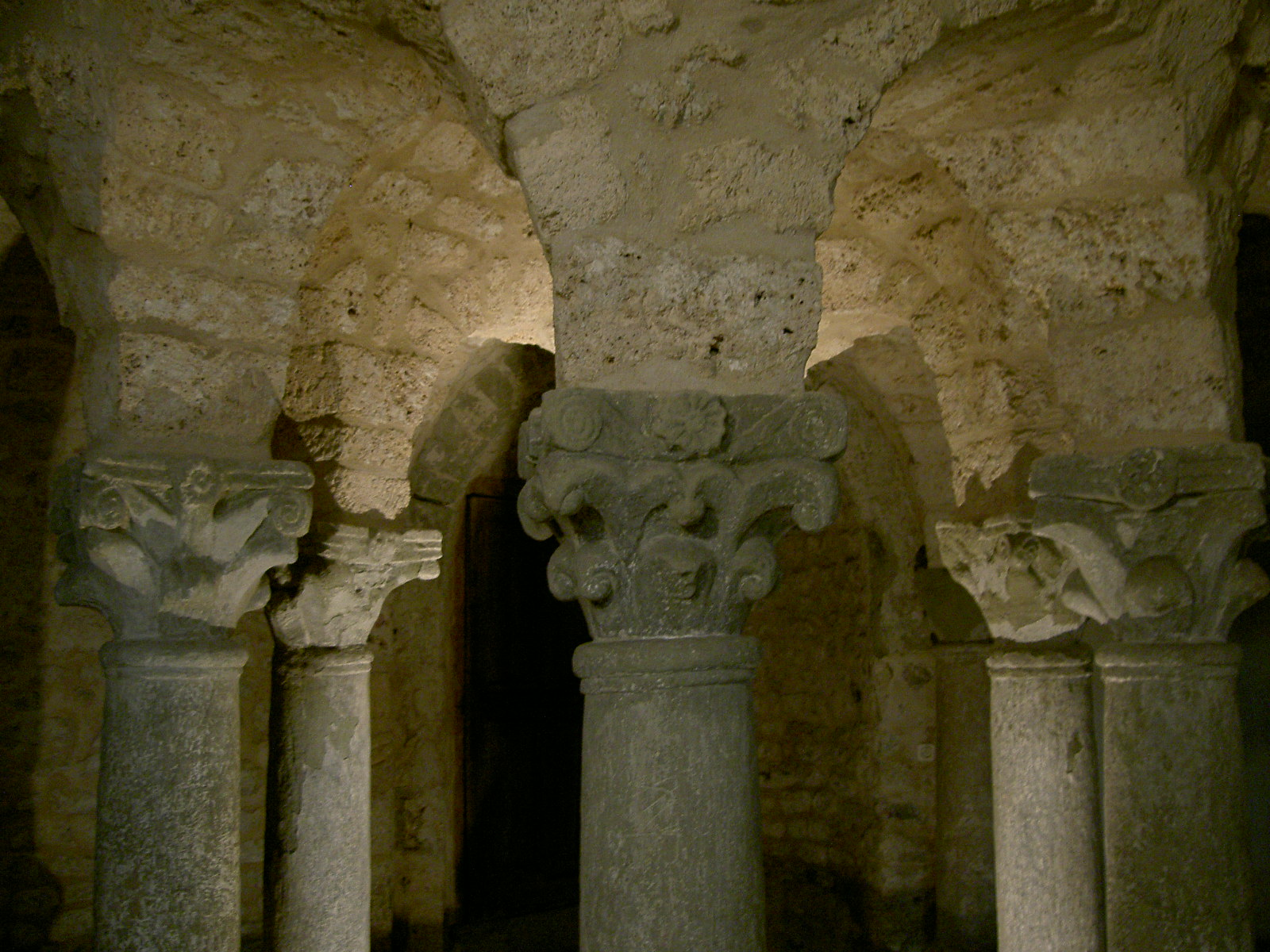
La rotonde de la crypte de Lémenc.

#### Monuments antiques
La crypte de Lémenc : le plus ancien vestige antique à Chambéry est l'église Saint-Pierre de Lémenc, en grande partie du XVe siècle, mais qui abrite une crypte plus ancienne. Sa date et sa destination sont très mal connues. Une rotonde composée de six colonnes remarquables aurait peut-être servi de reliquaire monumental ou de baptistère. Les archéologues ne sont pas d'accord sur sa datation (IXe ou XIe siècle).
Le cimetière voisin abrite les corps de plusieurs célébrités chambériennes, telles que Mme de Warens l'amie intime du philosophe Jean-Jacques Rousseau, ou Benoît de Boigne.

#### Monuments du Moyen Âge et de la Renaissance

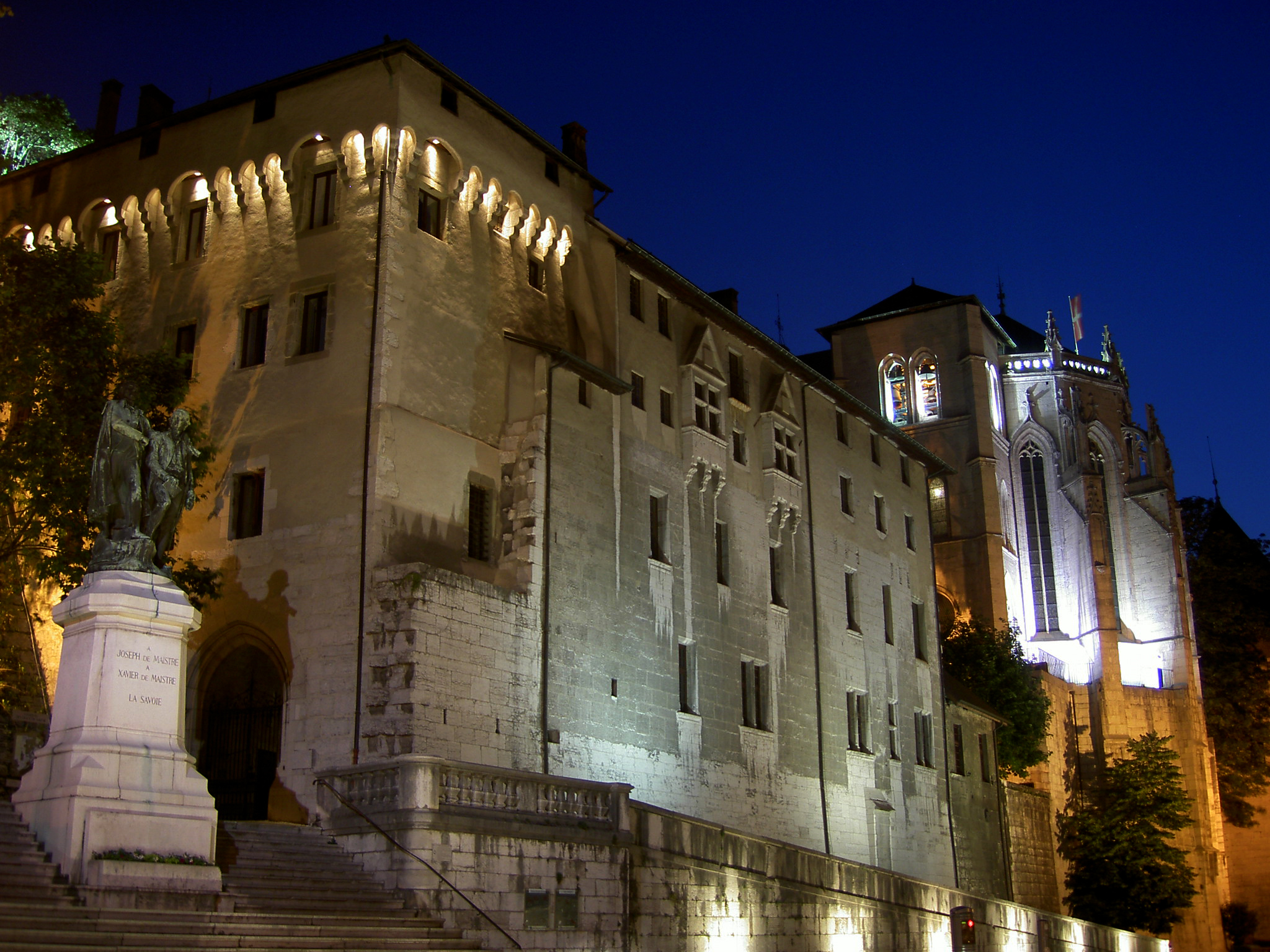
Le château et la Sainte-Chapelle de Chambéry.

Le château des ducs de Savoie : Il est l'ancienne résidence des comtes et ducs de Savoie. Il abrite aujourd'hui la préfecture et le conseil départemental. C'est un ensemble de bâtiments datant du Moyen Âge au XXe siècle. Il se compose notamment de trois tours construites aux XIVe et XVe siècles, de dépendances médiévales et d'un grand corps de logis des XVIIIe et XIXe siècles édifié à la place des anciens appartements des comtes. Dans son enceinte se trouve la Sainte-Chapelle (1408-1430), qui a abrité de 1453 à 1578 le Saint-Suaire, avant qu'il soit transféré à Turin, pour suivre le changement de capitale des États de Savoie. À l'intérieur on y admire de remarquables vitraux du XVIe siècle, restaurés en 2002. La façade, réalisée au XVIIe siècle, est un chef-d'œuvre baroque de l'architecte turinois Amedeo di Castellamonte. Dans le clocher (ou tour Yolande), est installé le Grand carillon qui sonne de ses 70 cloches. Œuvre de la fonderie Paccard à Sevrier, c'est le quatrième plus grand carillon au monde et le premier d'Europe. Un concert a lieu les premier et troisième samedis de chaque mois à 17 h 30. [réf. souhaitée]
La cathédrale Saint-François-de-Sales : Ancienne chapelle franciscaine édifiée au XVe siècle, elle est devenue cathédrale en 1779, lors de la création du diocèse de Chambéry, puis métropole en 1817, lors de sa transformation en archevêché. Elle abrite le plus vaste ensemble de peinture en trompe-l'œil d'Europe (1835), ainsi qu'un diptyque en ivoire du XIIe siècle d'inspiration byzantine. Au XVe siècle, le cimetière de Paradis est créé, jusqu'au déplacement des tombes vers celui de Charrière-Neuve dans les années 1950.
La vieille ville : elle est composée d'un grand nombre d'anciens hôtels de la noblesse savoyarde. À la fin du XVe siècle, les familles nobles ont entrepris la démolition des vieilles bicoques de bois et de torchis et ont bâti des maisons en bonnes pierres qui ont pris plus tard le nom « d’hôtel », là où le maître de maison reçoit ses hôtes. Les demeures des XVe et XVIe siècles sont nombreuses, même si leurs façades ont pour la plupart été redessinées à partir du XVIIIe siècle (rue Basse-du-Château, rue Juiverie, rue Croix-d'Or, etc.). Très empreints de l’héritage médiéval, les premiers hôtels s’organisent autour d’une cour le plus souvent fermée dans laquelle se trouve une tourelle hors-œuvre ou en demi-hors-œuvre, contenant un escalier en vis. Un arc en accolade ou en anse de panier surmonte fréquemment la porte d’entrée. La Renaissance italienne y laisse sa marque : des galeries ou loggias relient les différents corps de bâtiment, les allées intérieures sont nombreuses, des arcades bordent quelquefois la cour….

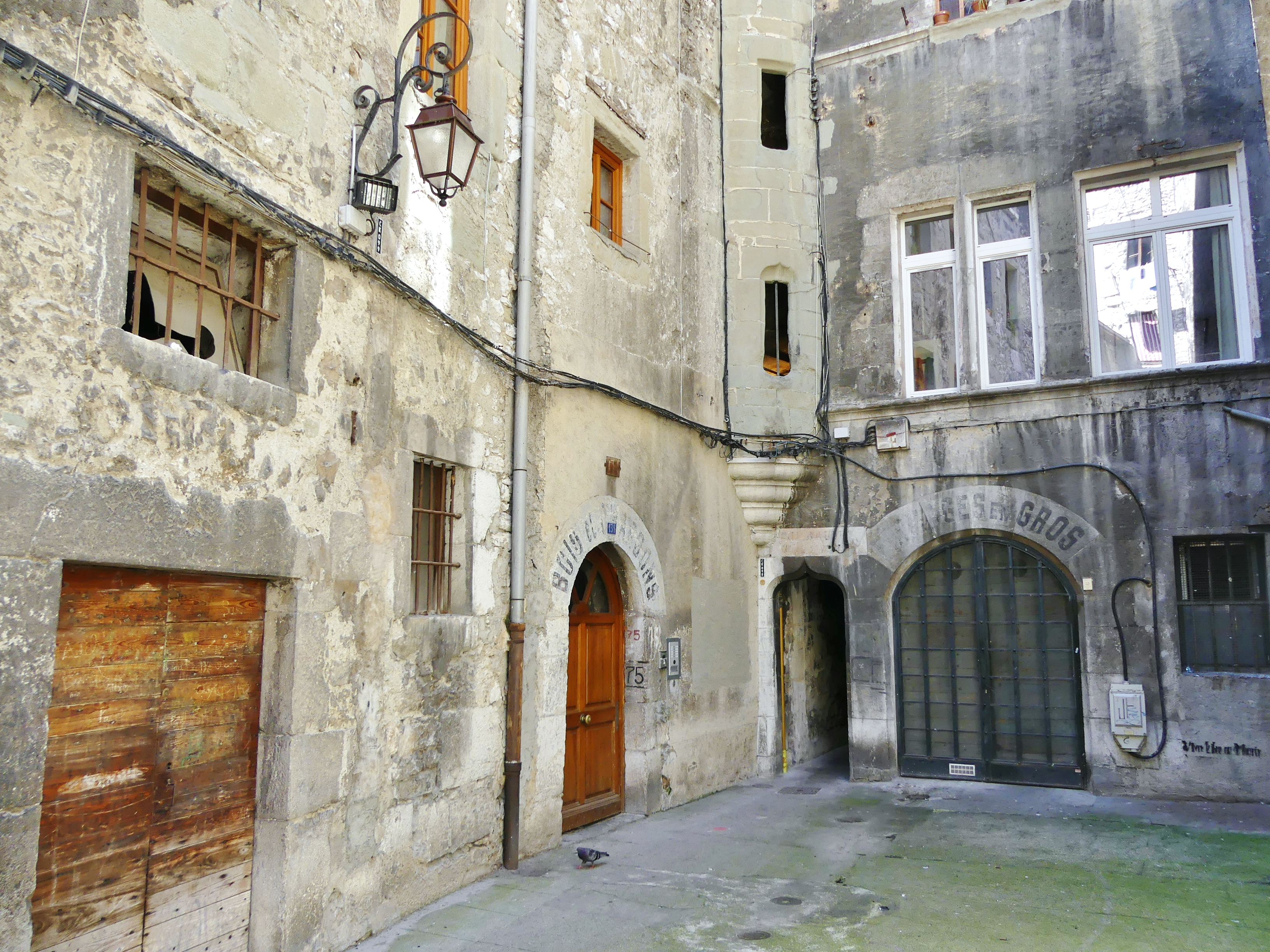
Cour de l'Allée Henry-Planche.
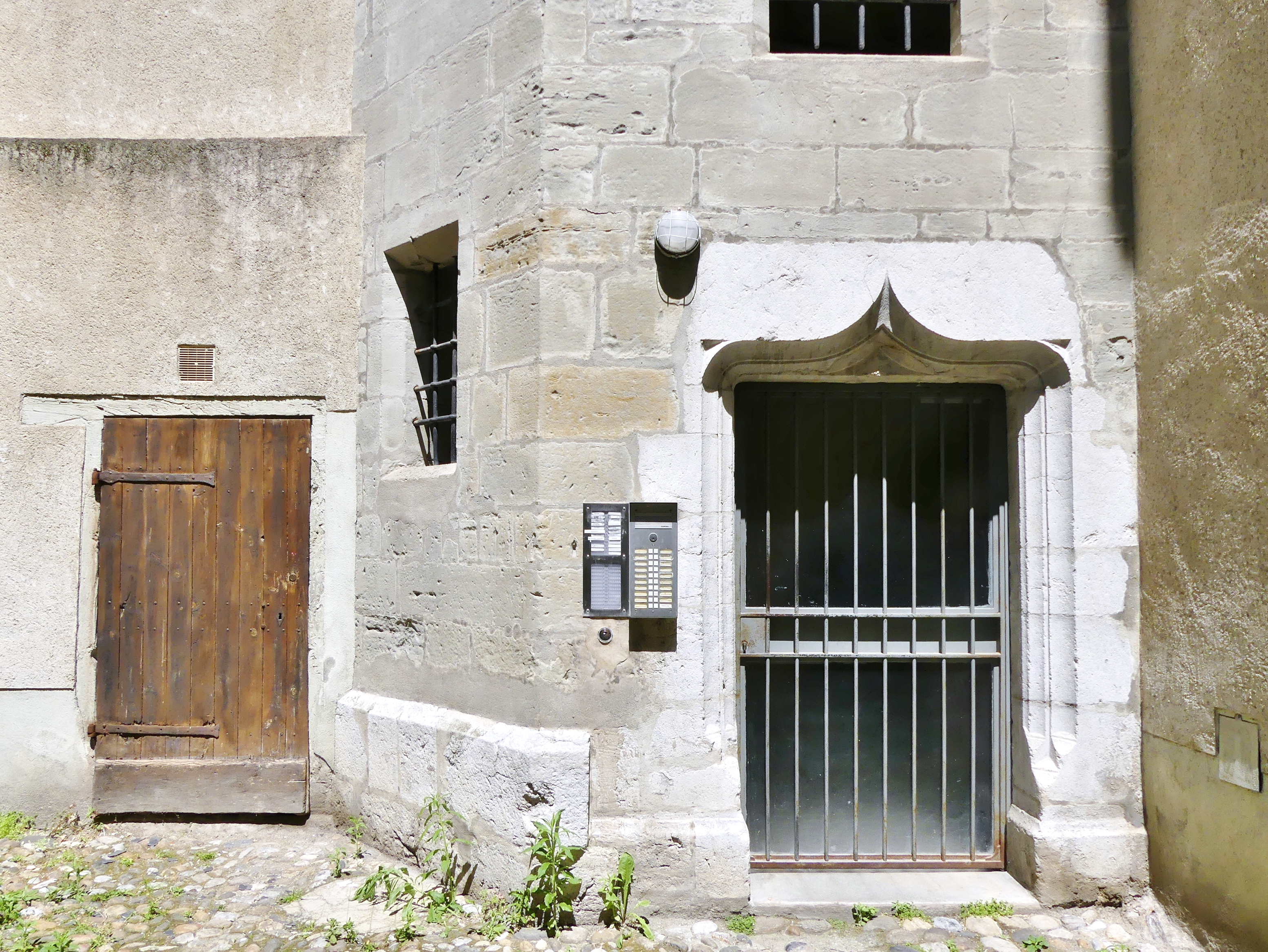
Entrée d'un ancien hôtel particulier.
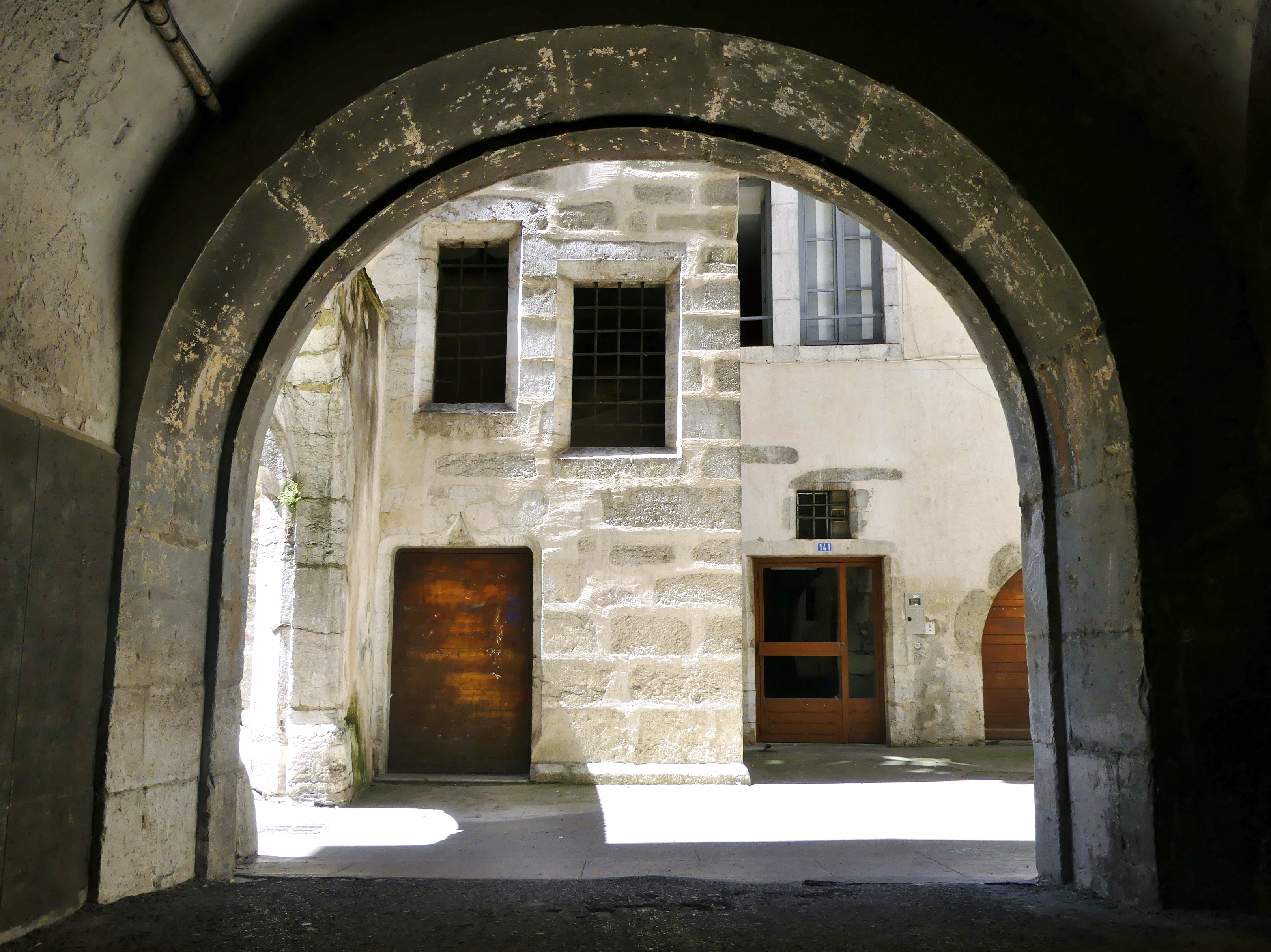
Cour à l'arrière de l'hôtel de Montjoie.
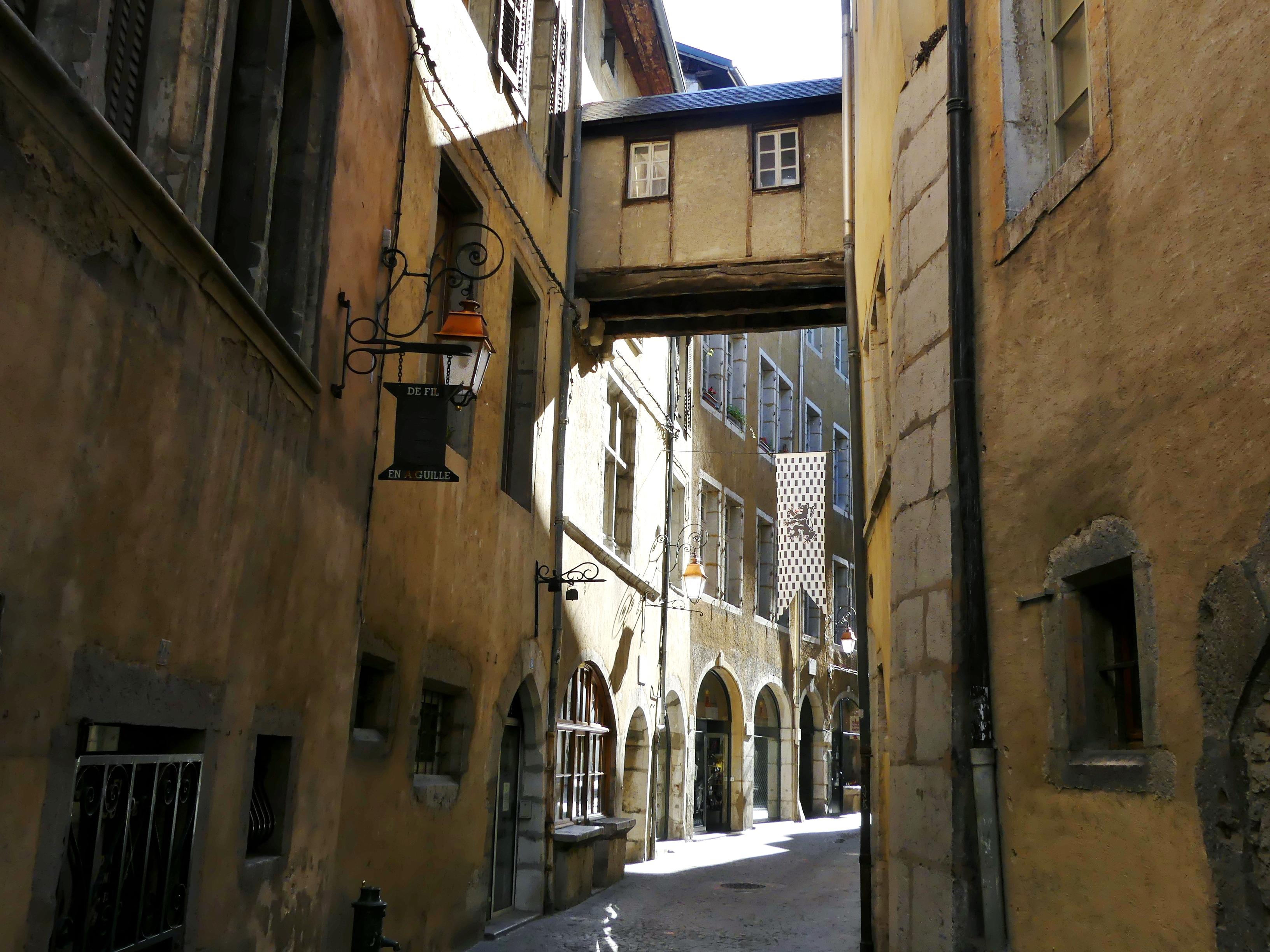
Rue Basse-du-Château.

#### Monuments de style baroque

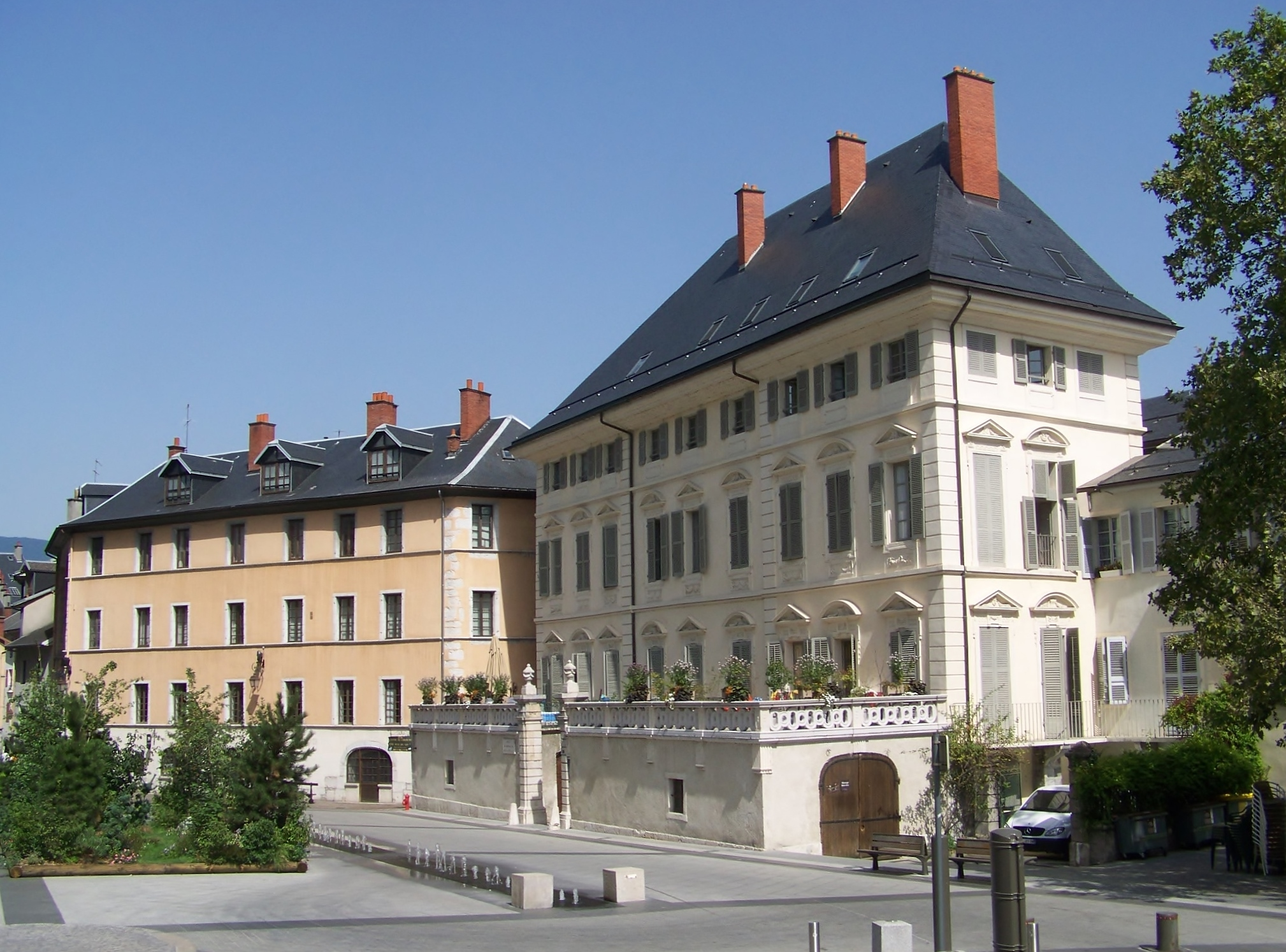
Hôtels particuliers Favre de Marnix et Montfalcon sur la place du Château.

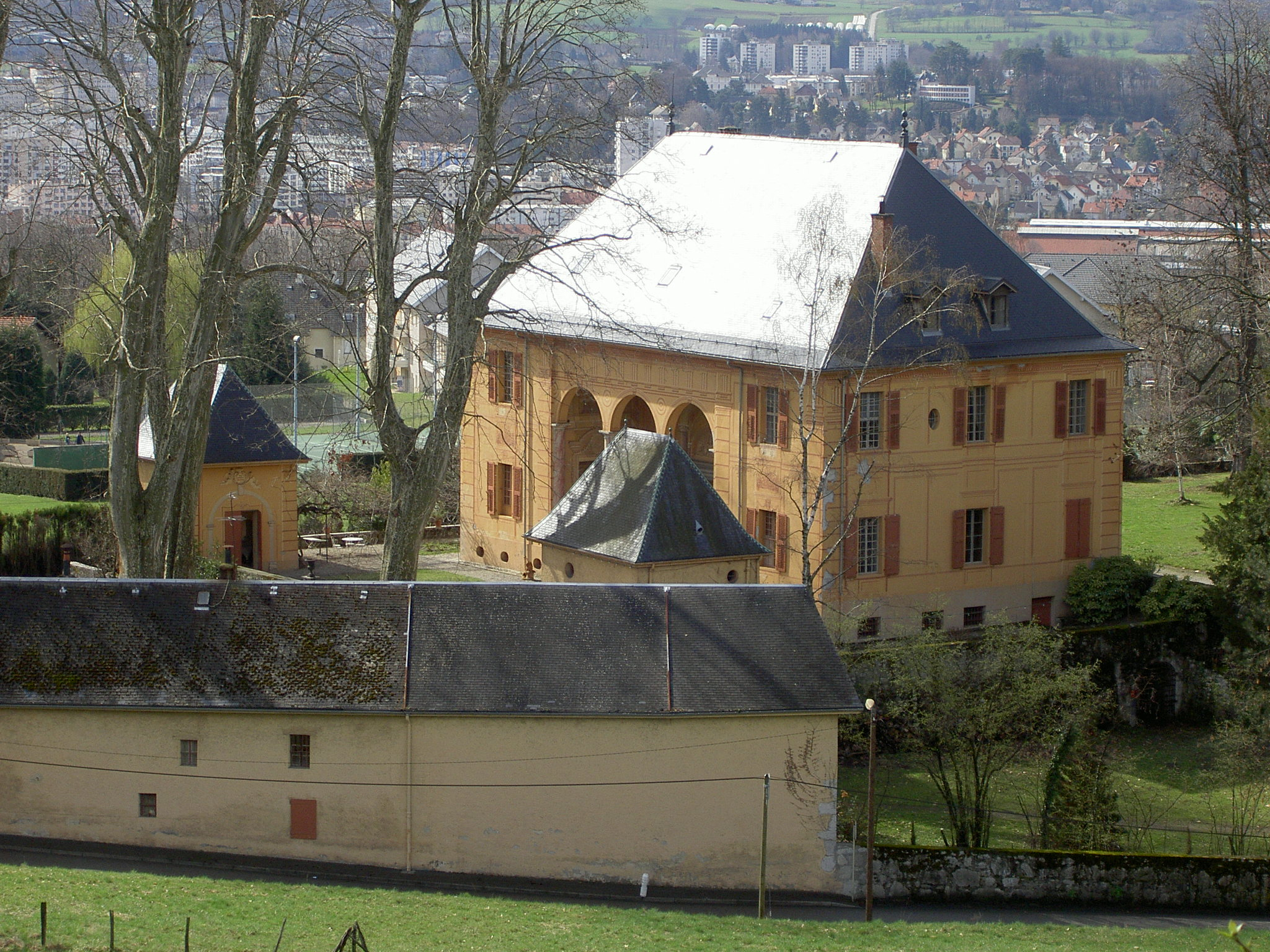
Le château de Caramagne, sur les hauteurs de Chambéry.

À l'avènement de la période baroque (XVIIe et XVIIIe siècles), de nombreuses familles nobles, comme les Costa de Beauregard ou les Castagnery de Châteauneuf vont entreprendre, dans le tissu médiéval de la cité, la construction d'hôtels particuliers. La référence à Turin, et d'une manière générale à l'art italien, est bien affirmée. La situation intra-muros et la superficie conséquente de ces bâtiments les apparentent aux palais italiens. Dans toute la péninsule Italienne, les grandes familles ont construit, depuis la Renaissance, des palais au cœur des villes, où la place est rare, d'où un plan carré sur cour intérieure aux jardins réduits voire inexistants. Une porte monumentale ouvre sur un passage qui mène à la cour intérieure. Ce passage traverse le bâtiment de part en part, ce qui permet au palais de bénéficier d'un double accès. Les hôtels Costa-de-Beauregard ou de Morand présentent cette particularité, comme le palais Carignan à Turin, issu des modèles florentins. 
Au XVIIIe siècle, la cour intérieure des nouveaux hôtels disparaît : les hôtels Chollet-du-Bourget, de Roche ou de Montfalcon offrent un seul corps de logis. Le décor s'intensifie sur les façades ou dans les escaliers, avec une prédilection pour des éléments de style français (grilles Louis XV, guirlandes et rubans Louis XVI). La tradition sénatoriale de Chambéry, héritée depuis le milieu du XVIe siècle, a incité les familles nobles à vivre l'hiver en ville et l'été à la campagne. Les châteaux ou maisons fortes des environs sont modernisés et remis au goût du jour, et souvent transformés en domaines de rapport.
Le château de Caramagne : cette propriété privée est un des plus remarquables exemples conservés de nos jours. Au nord de la ville, à proximité du nouveau quartier de Chambéry-le-Haut et dans un environnement où la campagne tend à disparaître chaque jour un peu plus, le domaine de Caramagne donne des allures italiennes aux environs de Chambéry. [réf. souhaitée] Une imposante entrée, entourée de communs en hémicycle, ouvre sur une grande allée de platanes. Celle-ci conduit à cette demeure au décor en trompe-l'œil. Des colonnes de marbre soutiennent la loggia dans le goût des palais italiens. Les peintures à la détrempe présentent une perspective de fausses colonnes. Aux extrémités de la loggia, deux groupes imitant la sculpture figurent l'enlèvement de Déjanire par le centaure Nessus, à gauche, et l'enlèvement d'Europe par Jupiter. [réf. souhaitée] L'origine de cette vieille maison est beaucoup plus ancienne que ne le laisse supposer la décoration. Le juriste Bernadino Becchi, né dans le petit village de Caramagne (Piémont), en était le bâtisseur au XVIe siècle. La propriété passa ensuite à la famille des Bertrand de la Pérouse, puis à Frédéric de Bellegarde en 1783. La décoration du grand salon (fin XVIIIe siècle) comme celle des façades (début XIXe siècle) aurait été réalisée à l'époque de ce propriétaire, par des artistes piémontais mais dont les noms sont inconnus. 
En 1812, un ancien militaire, Joseph Gillet, prend possession de la maison, mais la loue en 1820 à la marquise de La Pierre, une Anglaise mariée à un Chambérien, et à une de ses compatriotes, madame Birch. Le poète Alphonse de Lamartine rencontre en 1819 la fille de celle-ci. Un an plus tard, ils s'unissent. Le grand salon — orné de décors en stuc — demeure célèbre de par le contrat de mariage signé le 25 mai 1820.
Dans le style baroque est également construite l'église Notre-Dame de Chambéry, du XVIIe siècle, qui est l'ancienne chapelle des jésuites de Chambéry. Les plans sont dus à Étienne Martellange, architecte notamment de l'église Saint-Paul-Saint-Louis à Paris.

#### XIXesiècle

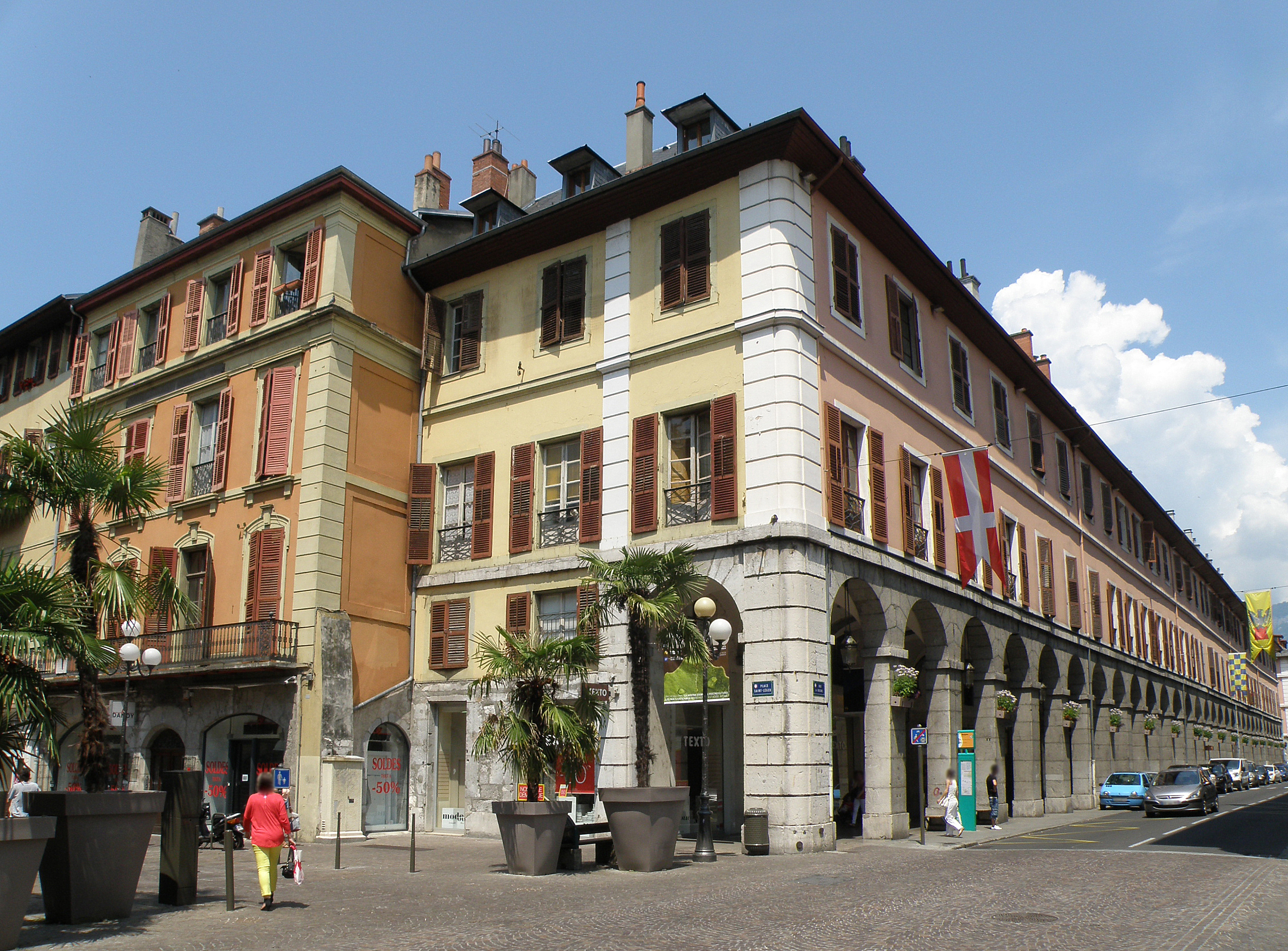
La rue de Boigne.

Parmi les constructions et aménagements réalisés durant le XIXe siècle, l'on trouve notamment :
La rue de Boigne, bordée de portiques à la mode turinoise, a été percée entre 1824 et 1830 grâce aux libéralités du général de Boigne, urbaniste revenant dans sa ville natale. Cette artère, « percée en coup de sabre », apporte dans le Chambéry romantique d'alors une salutaire aération de l'espace urbain, malgré la disparition de bâtiments historiques sans doute du plus haut intérêt, comme les anciens hôtels des Buttet, la Chavanne et Lescheraine. Cette nouvelle voie devient très vite le centre mondain de la ville où s'installent les familles de notables, mais aussi les commerces de luxe ou les salons de thé. Stendhal écrit en 1837 dans ses Mémoires d'un touriste : « Un lieu aussi commode devient bientôt le rendez-vous de tout ce qui s'ennuie et veut se distraire un jour de pluie ; il s'y établit des cafés, des boutiques de luxe, des cabinets littéraires, où l'on va passer une heure ou deux quand il fait une bise noire et qu'on s'ennuie chez soi… Il pleuvait aujourd'hui. J'ai passé toute ma journée sous les portiques de la belle rue de Chambéry. Je pensais à la douce Italie… »

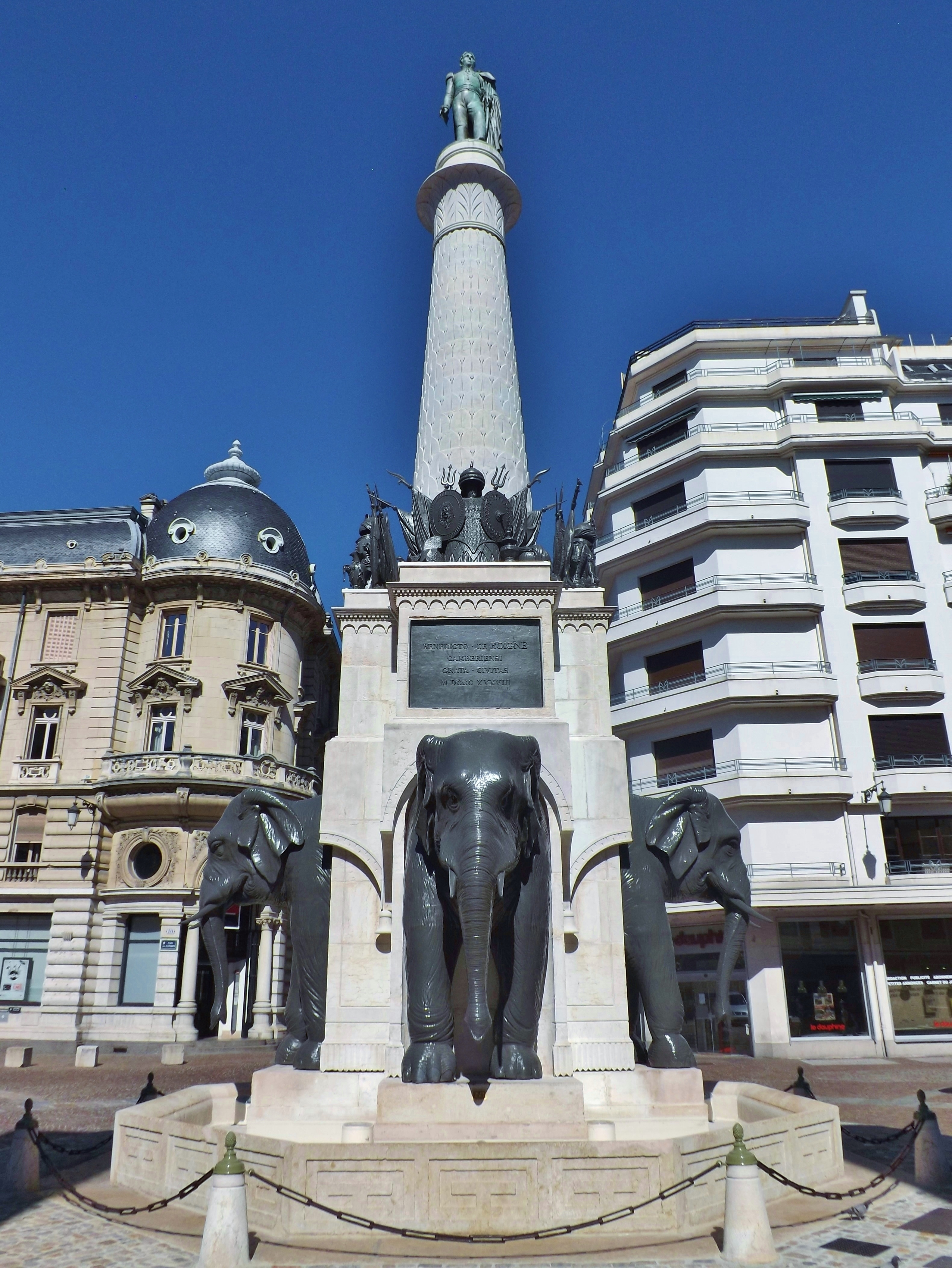
La fontaine des éléphants.

La fontaine des éléphants : cette fontaine est le monument le plus célèbre de Chambéry ; il a été érigé en 1838 par le sculpteur grenoblois Pierre-Victor Sappey qui commémore les exploits en Inde des Marathes du comte de Boigne (1751-1830). Après la mort de Benoît de Boigne en 1831, la ville de Chambéry décide d’élever un monument pour perpétuer le souvenir et les bienfaits de l’illustre personnage. Le conseil de ville a porté son choix sur le projet du Grenoblois Pierre-Victor Sappey, pour son originalité et son faible coût. Ce monument est inauguré le 10 décembre 1838. L’ensemble, haut de 17,65 mètres, est une habile superposition de trois monuments : une fontaine, une colonne et une statue. La fontaine présente dans son plan la croix de Savoie. Quatre éléphants réunis par la croupe, d'où le surnom populaire de « Quatre sans cul », réalisés en fonte de fer, jettent l’eau par la trompe dans un bassin de forme octogonale. Ils portent chacun une tour de combat surmontée d’un bas-relief ou d’une inscription. Au-dessus se trouvent une grande variété de trophées : « Des armes persanes, mogholes, indoues ; divers objets rappelant les mœurs, les arts et la civilisation des peuples que le général de Boigne a combattus ou gouvernés, composent les trophées ». La grande colonne est symbolisée par un tronc de palmier, elle porte en son sommet la statue du général. Il est représenté avec le costume de lieutenant général de SM le roi de Sardaigne.

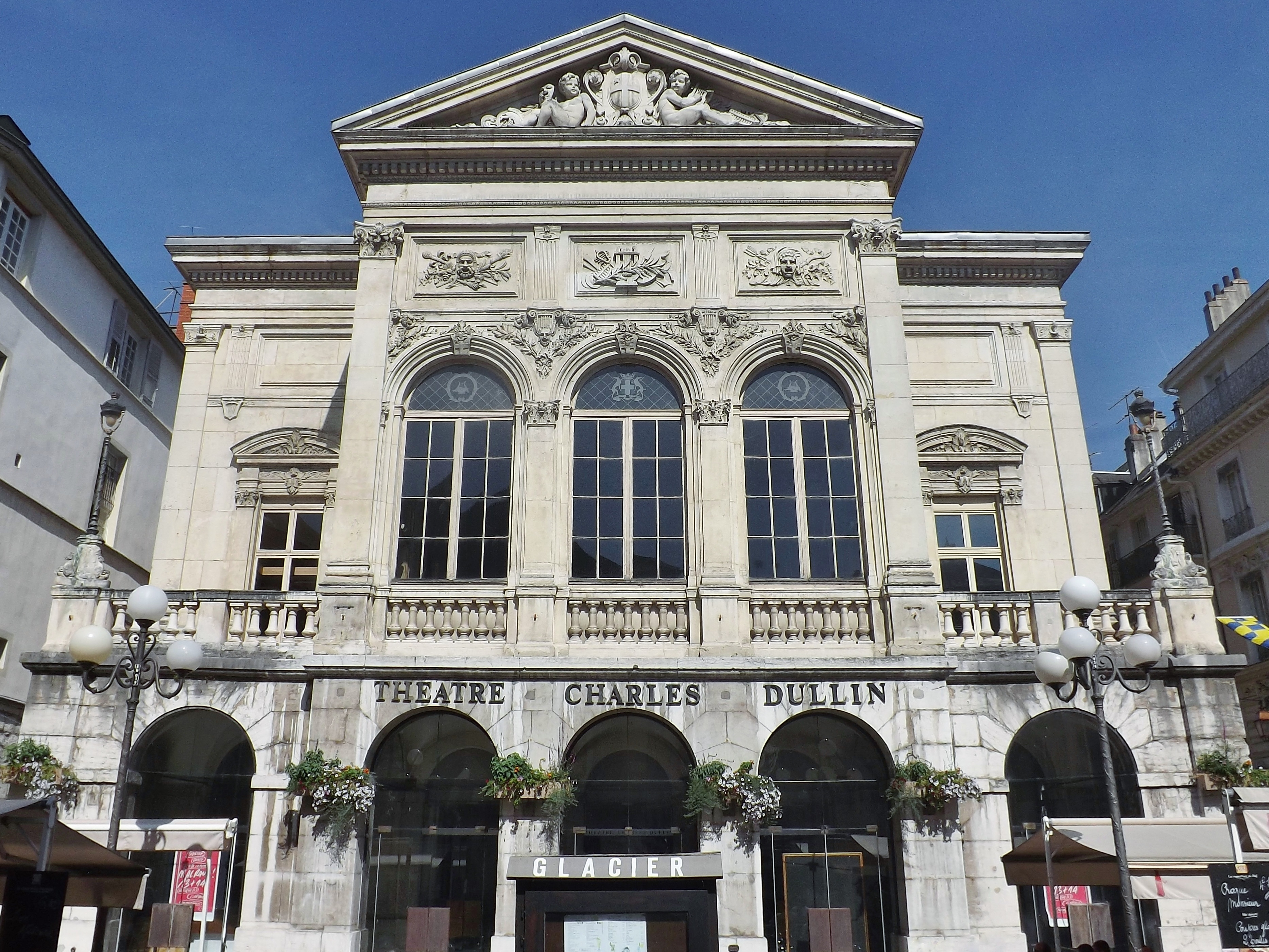
Le théâtre Charles-Dullin.

Le théâtre Charles-Dullin : ce théâtre porte le nom du comédien savoyard Charles Dullin depuis 1949. Il est construit à partir de 1820 grâce à une donation du comte de Boigne. Il est inauguré en 1824. Incendié en 1864 (ce qui entraîna la perte d'une partie des archives municipales, stockés dans les combles), il est reconstruit de 1864 à 1866 sur le modèle du théâtre précédent. La salle est une vraie salle à l'italienne, un peu dans l'esprit de la scala de Milan. Le rideau d'avant-scène peint par Louis Vacca, représente la descente aux Enfers d'Orphée ; seul rescapé de l'incendie en 1864, il est inscrit à l'inventaire des monuments historiques. Une restauration, en partie financée par des donateurs à la suite d'une souscription publique, a redonné beaucoup d'éclat en 2017 à cette œuvre d'art, l'une des quatre dernières de ce type en Europe.
Chambéry possède également beaucoup de statues, la plupart installées à la fin du XIXe siècle lors de la « guerre des statues », où, à renfort de souscriptions publiques et de campagne de presse, des hommes politiques et notables républicains ou conservateurs érigeaient des monuments à forte portée symbolique :
- la statue de la Sasson (qui signifie Grosse femme en savoyard) est un monument du sculpteur Alexandre Falguière installée en 1892 pour commémorer un premier rattachement de la Savoie à la France qui eut lieu au moment de la Révolution en 1792. Elle fut confisquée et déboulonnée par les Allemands sous la Seconde Guerre mondiale, on la retrouva décapitée dans une gare en Allemagne et elle retrouva sa place dans la ville après réparations en 1983 ;
- la statue des frères Joseph et Xavier de Maistre, respectivement philosophe et écrivain, par le sculpteur Ernest Henri Dubois, installée en 1899 près du château et qui eut une histoire mouvementée[293]. Jusqu'à la seconde guerre, la statue comptait une femme, allégorie de la Savoie, au pied des deux frères offrant une couronne de chêne à l'aîné et un bouquet au cadet ;
- la statue de Jean-Jacques Rousseau (1910 - Mars Vallett), au jardin public du clos Savoiroux, qui le représente en promenade champêtre, dressé sur un rocher, face à la ville ;
- le monument aux Savoyards morts pour la patrie (Monument aux morts de 1870) (1912, place Monge), œuvre en bronze d'Ernest Henri Dubois. Elle représente deux femmes, dont l'une symbolise la Savoie et l'autre la France, et commémore le sacrifice de soldats des deux bataillons de mobiles de la Savoie.

#### XXesiècle
La rotonde SNCF : la rotonde du dépôt de la gare SNCF, inspirée de l'architecture de Gustave Eiffel et construite entre 1907 et 1910, a été inscrite à l'inventaire supplémentaire des monuments historiques en 1984 et labellisée « Patrimoine du XXe siècle » depuis 2005. Il s'agit de la plus grande rotonde métallique de France. Entièrement restaurée, elle est toujours en activité, et permet de stocker 72 locomotives sur 36 voies rayonnantes. Un centre d'interprétation de l'architecture et du patrimoine est en cours d'élaboration, permettant aux visiteurs de plus en plus nombreux de découvrir régulièrement ce chef-d'œuvre de fer. Des visites sont organisées régulièrement toute l'année.
- les Halles de Chambéry : il s'agit d'un exemple d'architecture en béton, réalisées par les architectes Pierre et Raymond Bourdeix. La particularité de la structure est de présenter à l'intérieur du marché couvert une dalle supportée par des poutres de grande portée avec des jambes de force en béton armé (système Hennebique), sans aucun point d'appui intermédiaire. Le marché couvert et le marché de plein air s'y tiennent deux fois par semaine. Les Halles ont fait l'objet d'un concours d'architecture pour la réalisation d'un centre commercial moderne. Le projet choisi permettra de mettre en valeur la structure existante, et sa réalisation a été achevée en novembre 2011 ;
- les anciennes archives départementales : ce bâtiment a été conçu par l'architecte Roger Pétriaux et construit en 1936[296]. Il est labellisé « patrimoine du XXe siècle ». Ce bâtiment était destiné à abriter l'ensemble des archives départementales, d'où son nom. Il a été transformé en bureaux pour certains services du conseil départemental[réf. souhaitée].

### Édifices religieux

#### Culte catholique
- Cathédrale Saint-François-de-Sales, place Métropole, centre-ville.
- Église Notre-Dame, rue Saint-Antoine, centre-ville
- Église Saint-Pierre, rue Burdin, Lémenc.
- Église Notre-Dame-de-l'Assomption, place Paul Vachez, Chambéry-le-Vieux.
- Église du Sacré-Cœur, Faubourg Montmélian.
- Église Saint-Pierre, place Saint-Pierre-de-Maché.
- Église Saint-Jean-Bosco, rue de l'Église, Le Biollay.
- Église Sainte-Claire et Saint-François d'Assise, rue du Pré de l'Âne, Hauts de Chambéry.
- Sainte-Chapelle au château des ducs de Savoie, centre-ville.
- Carmel de Chambéry, Lémenc.
- Ancien couvent des Bernardines, Maché.

#### Chapelles
- Chapelle de la Croix-Rouge, rue du Genevois, Hauts de Chambéry.
- Chapelle funéraire de la famille de Boigne, rue Burdin à l'ancien cimetière de Lémenc.
- Chapelle du Carmel, boulevard de Lémenc.
- Chapelle Saint-Benoît de la maison de retraite, rue du Laurier, Faubourg Montmélian.
- Chapelle du lycée Vaugelas, rue Jean-Pierre-Veyrat, centre-ville.
- Chapelle Saint-Ombre, place Paul-Vachez, Chambéry-le-Vieux.
- Chapelle de l'école Sainte-Geneviève, rue Victor-Hugo, centre-ville.
- Chapelle de la maison diocésaine, chemin du Glu, Mérande.
- Chapelle du Bon Pasteur, rue du Bon-Pasteur, centre-ville.
- Chapelle du Calvaire, chemin du Calvaire, Lémenc.
- Chapelle Notre-Dame de Lourdes, chemin des Gentianes, Chantemerle.

#### Culte musulman
- Mosquée Al Warithine, avenue Landiers.
- Mosquée Tawba, rue du Genevois, Hauts de Chambéry.

#### Culte protestant/évangélique
- Temple protestant de Chambéry, inauguré en 1869, rue de la Banque, centre-ville[297].
- Église évangélique baptiste, route de l'Épine, Chamoux.
- Église évangélique pentecôtiste, rue François-Cachoud, Bissy.
- Église évangélique, rue de la Croix-Rouge, Hauts de Chambéry.
- Église évangélique Siloé, boulevard de Lémenc.

#### Culte millénariste
- Église de Jésus-Christ des saints des derniers jours, avenue Leclerc, centre-ville.
- Salle du royaume des témoins de jéhovah, avenue Daniel-Rops, Hauts de Chambéry.

#### Espaces verts

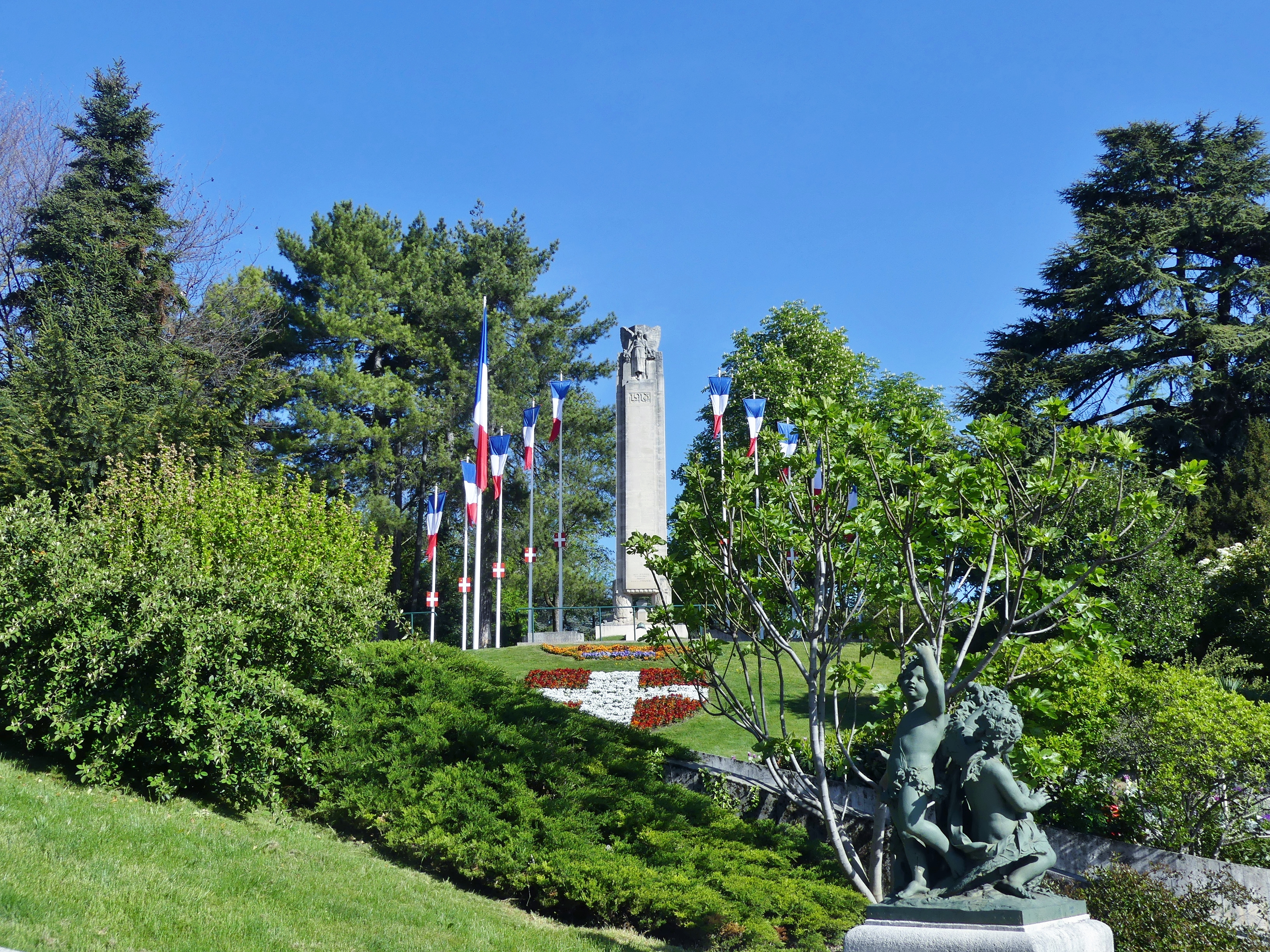
Le parc du Clos Savoiroux.

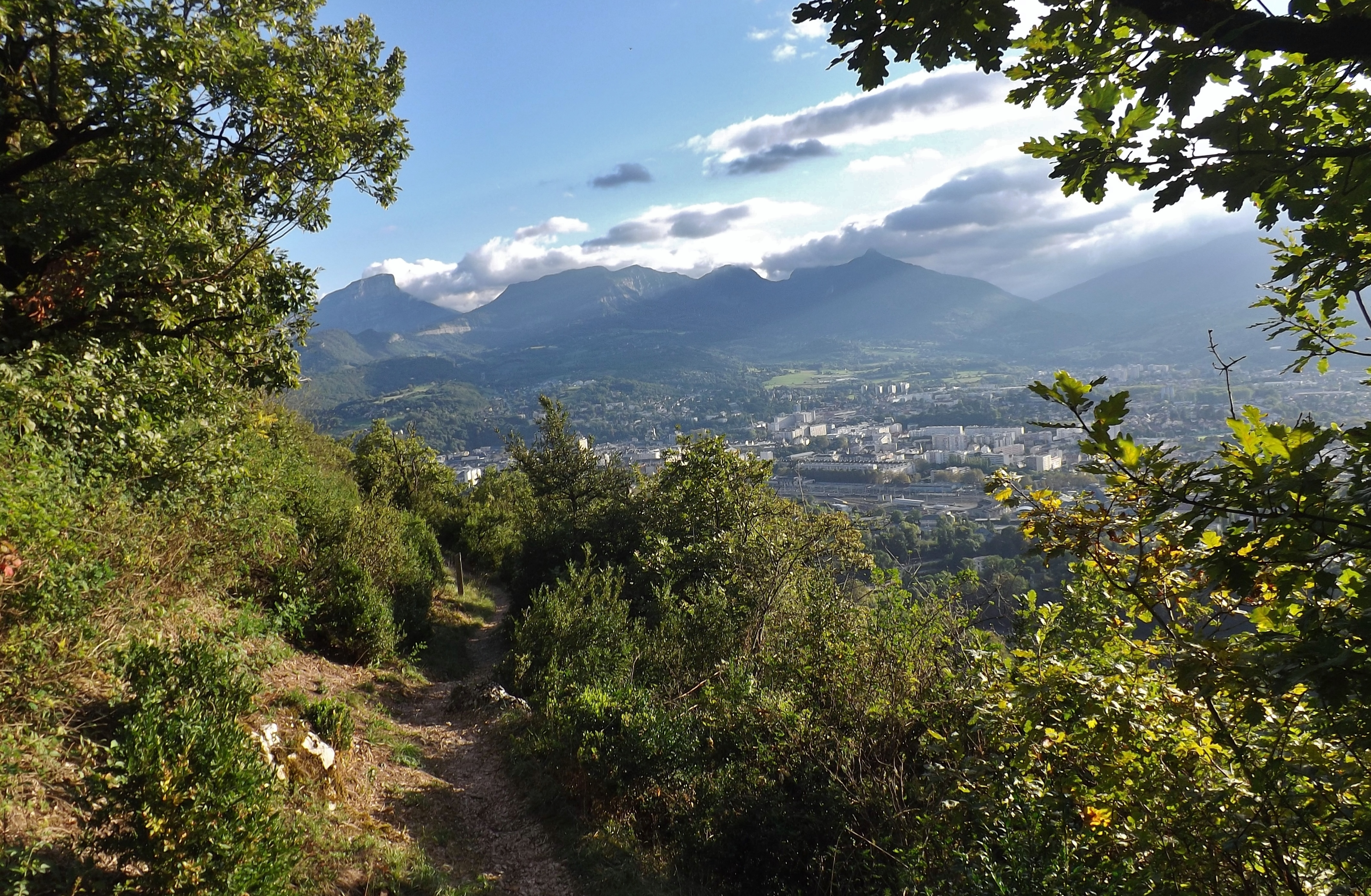
Sentier le long de la falaise des Monts.

Chambéry est une ville fleurie récompensée par trois fleurs attribuées par le Conseil national des villes et villages fleuris de France au concours des villes et villages fleuris.
Parmi les principaux espaces verts se trouvent :
- les squares : le square Vaugelas, le square Paul-Vidal, le square André-Tercinet, le square Jacques-Lovie, le square Pierre-Aglietta, le square du Petit-Paris, le square M. Migeon, le square Robert-Marcon, le square Jules-Daisay, le square d'Albstadt, le square Jules-Gauthier, le square Hudry-Menos.
- les parcs et jardins :
  - le jardin/parc du Verney qui est le plus ancien espace vert de la ville ;
  - le Clos Savoiroux où se trouve le monument de la victoire (répertorié à l'inventaire régional des parcs et jardins[299]) ;
  - le parc de la Calamine se trouvant au pied du vallon des Charmettes ;
  - le jardin botanique, le Jardin du Musée situé en contrebas du château des Ducs de Savoie ;
  - le jardin du Mas-Barral qui possède une centaine d'arbres de 50 essences ;
  - le Talweg, parc de 43 hectares où peut se pratiquer la gymnastique, le football, les jeux de boules, ou simplement la promenade. Une aire multisports y est installée ;
  - le parc de Buisson Rond, situé pour partie également dans la commune de Barberaz, traversé par l'Albanne (répertorié à l'inventaire régional des parcs et jardins[300]). Le château de Buisson-Rond est situé dans le parc[301].
- Autres :
  - le parc et la forêt des Monts s'étendant sur près de 15 hectares sur les hauteurs de la ville le long de la corniche ;
  - le jardin des Charmettes, sur les contrebas du massif de la Chartreuse (répertorié à l'inventaire régional des parcs et jardins[302]) ;
  - le parc et le bois de l'Étincelle, à proximité des Charmettes, intégré dans la zone naturelle d'intérêt écologique, faunistique et floristique (ZNIEFF) « Pelouses sèches des Charmettes »[303] ;
  - le bois de Candie, la combe noire et la côte Bardon, à Chambéry-le-Vieux ;
  - la forêt de Caramagne sur la colline de la Boisse ;
  - la forêt des hauts de Chamoux sur les hauts de Bissy, près de la Motte-Servolex (contrebas de la chaîne de l'Épine).

### Gastronomie

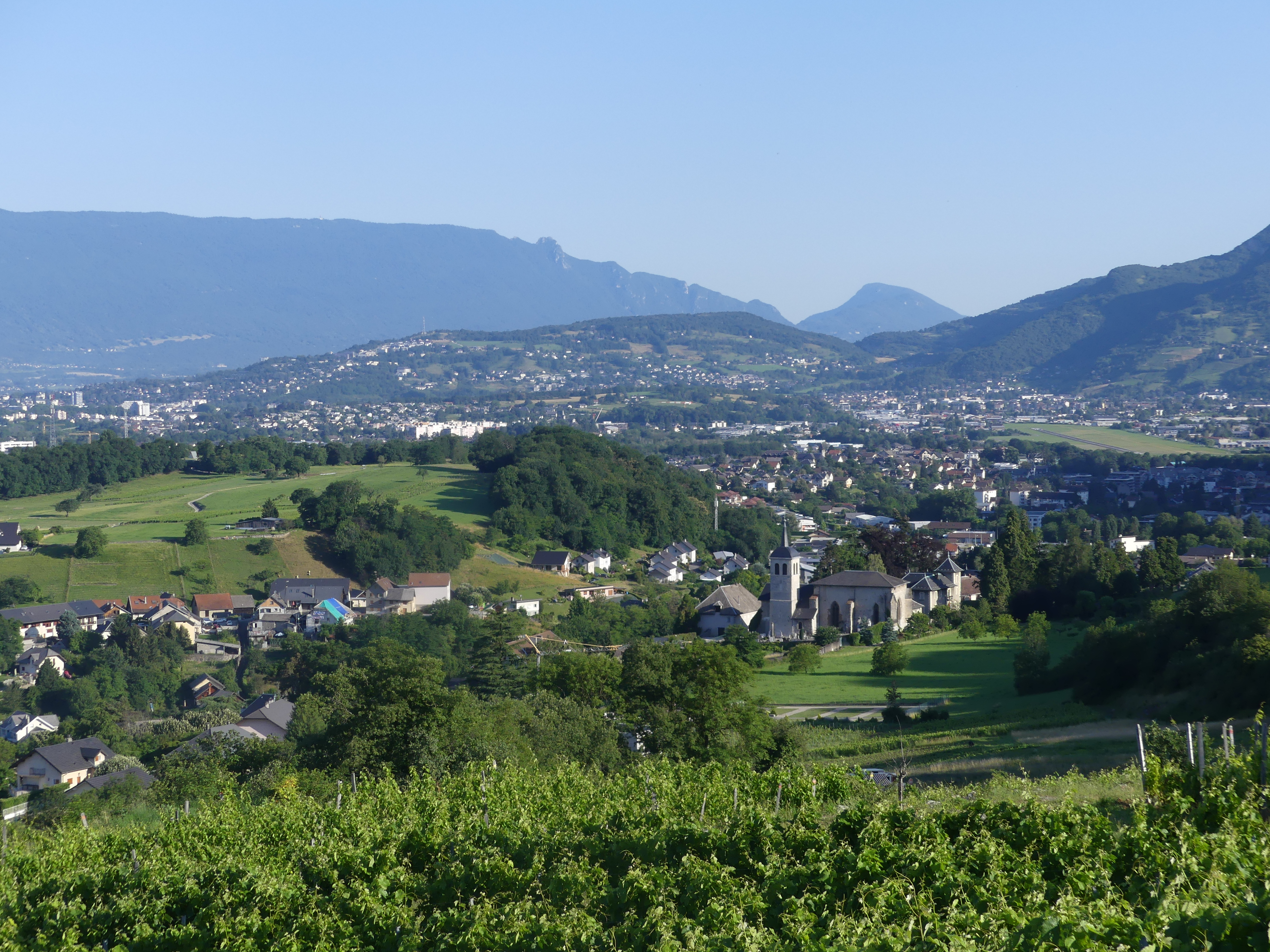
Vue sur le sud de Chambéry en arrière-plan, depuis les vignobles de Saint-Jeoire-Prieuré.

La gastronomie chambérienne s'inscrit dans la cuisine typique savoyarde préparée à l'aide de produits du terroir local et des alpages montagnards, essentiellement des Bauges.
Outre la célèbre fondue savoyarde, on s'y plaît à préparer pour plat principal les bognettes à base de pomme de terre, mais aussi les crozets, la péla, la tartiflette, les diots, la polenta et les rioutes… En dessert, on ne peut que solliciter les bugnes, la confiture de lait et la tarte aux myrtilles. Mais aussi la truffe en chocolat qui fut inventée par Louis Dufour, un pâtissier chambérien, en décembre 1895. Les tables de Chambéry arborent aussi, bien entendu, les fromages savoyards comme l'abondance, le beaufort, le bleu du Mont-Cenis, l'emmental de Savoie, le gruyère de Savoie, le persillé des Aravis, le reblochon, le tamié, la tomme de Savoie et encore de nombreux autres préparations fromagères.

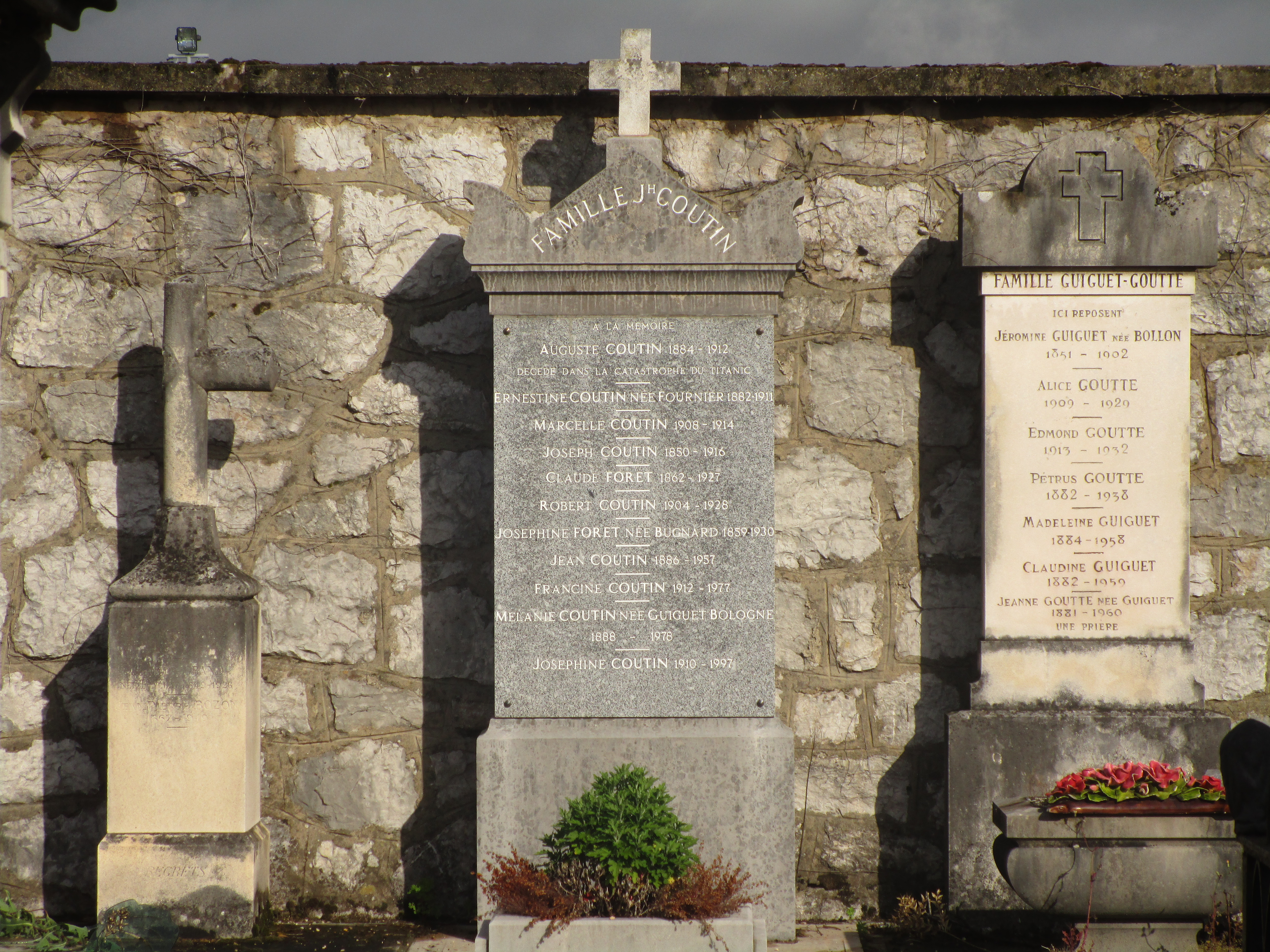
La tombe de la famille Coutin, Auguste « en mémoire » au sommet.

Les forêts environnantes et les montagnes de moyenne altitude, telles que le mont Granier en Chartreuse ou les Bauges, offrent des produits très appréciés par les habitants. On y trouve des champignons, notamment des cèpes, des bolets, des chanterelles, des morilles, des rosés des prés et bien d'autres. Dans la cluse de Chambéry, plusieurs vignobles sont également présents au sud de la commune, produisant des vins de terroirs, employés dans de nombreuses spécialités comme la fondue savoyarde par l'usage de vin blanc. Ainsi, on retrouve près de Chambéry le vignoble d'Apremont, le vignoble de Chignin, le vignoble d'Arbin et d'une manière générale on consomme la plupart des vins de Savoie.
En matière d'alcool, la ville est également à l'origine de vins et spiritueux tels le Vermouth, qui servi avec de la liqueur de fraise devient la Chambéryzette, fabriqués par Dolin à Chambéry.
Enfin, la ville dispose de nombreux brasseries ou restaurants gastronomiques, dont un distingué par le Guide Michelin (le Château de Candie).
Par ailleurs, le cuisinier aux entrées du Restaurant à la carte du Titanic, Auguste Coutin, était Chambérien. Il disparut tragiquement lors du naufrage du navire le 15 avril 1912. Un nombre important de restaurants, outre ceux situés dans le centre ancien, sont également présents sur l’avenue de Lyon, au niveau de la place Monge, de la place de l'Europe et du Carré Curial.
L'année 2014 à Chambéry a été par ailleurs dédiée au goût et à la gastronomie, avec le programme « Chambéry, une ville à croquer ».

### Patrimoine culturel

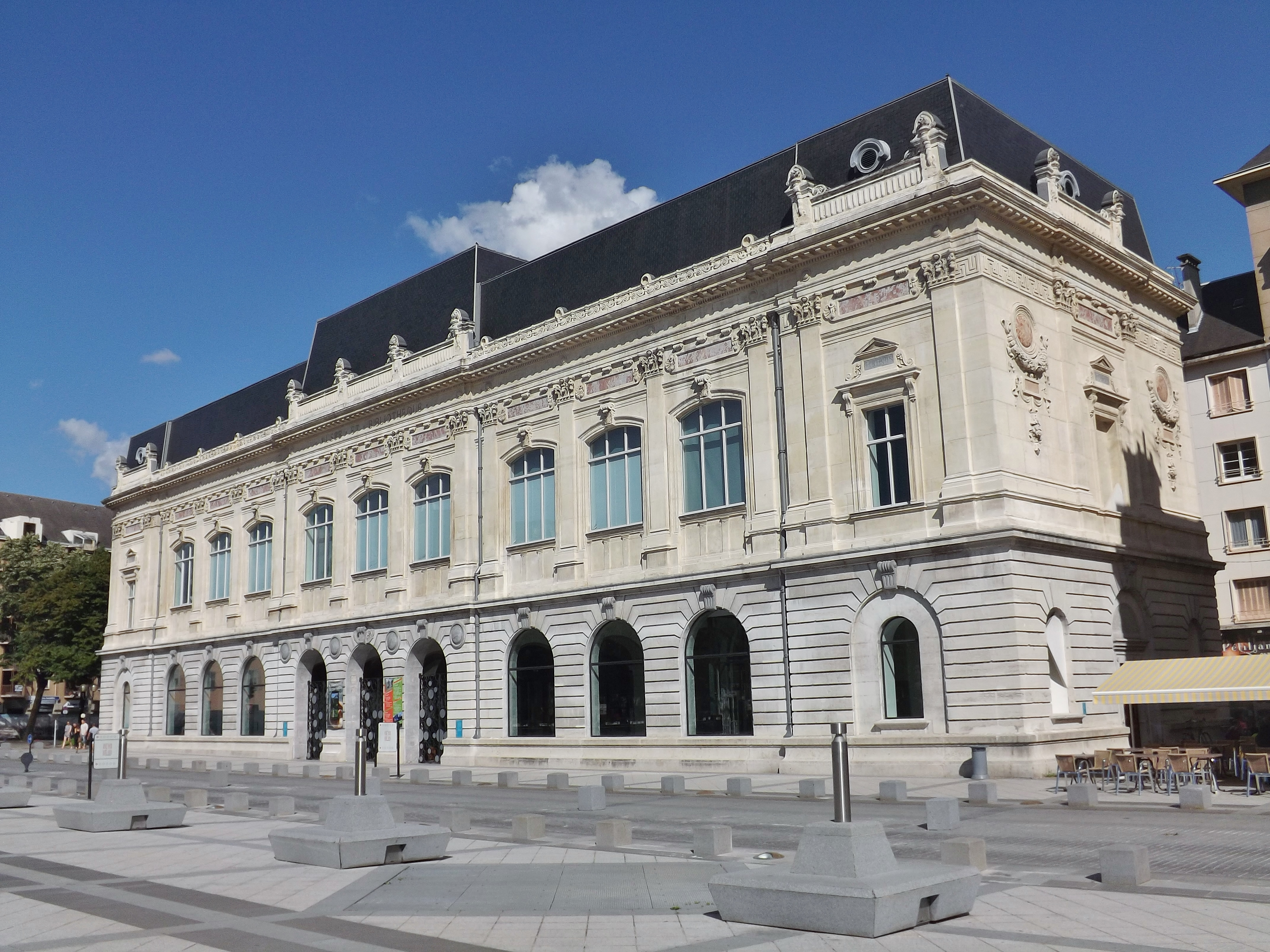
Le musée des Beaux-Arts de Chambéry, dans l'ancienne halle aux grains de la ville.

Une maison des jeunes et de la culture a été créée le 8 décembre 1945 ; à partir de mai 1946, elle propose quelques activités (art dramatique, modelage, masques, anglais, allemand, sténographie, dessin, échecs, ski...), davantage de sport à partir des années 1955-1965. Le 3 février 1967, l'actuel bâtiment (regroupant la MJC et le foyer de jeunes travailleurs) est inauguré, rénové en 2010. En juillet 2014, l'association est placée en redressement judiciaire, levé en septembre 2015.

Plusieurs sociétés savantes de Savoie sont présentes dans la commune de Chambéry. Ces associations permettent à des amateurs éclairés et à des spécialistes de se réunir autour de thèmes divers, dont notamment l'histoire régionale ou l'étude du patrimoine culturel régional. Sont présents, notamment, dans la commune la Société savoisienne d'histoire et d'archéologie (SSHA), fondée à Chambéry en 1855, l'association des Amis de Joseph et Xavier de Maistre ainsi que la Société des Amis du Vieux Chambéry. 

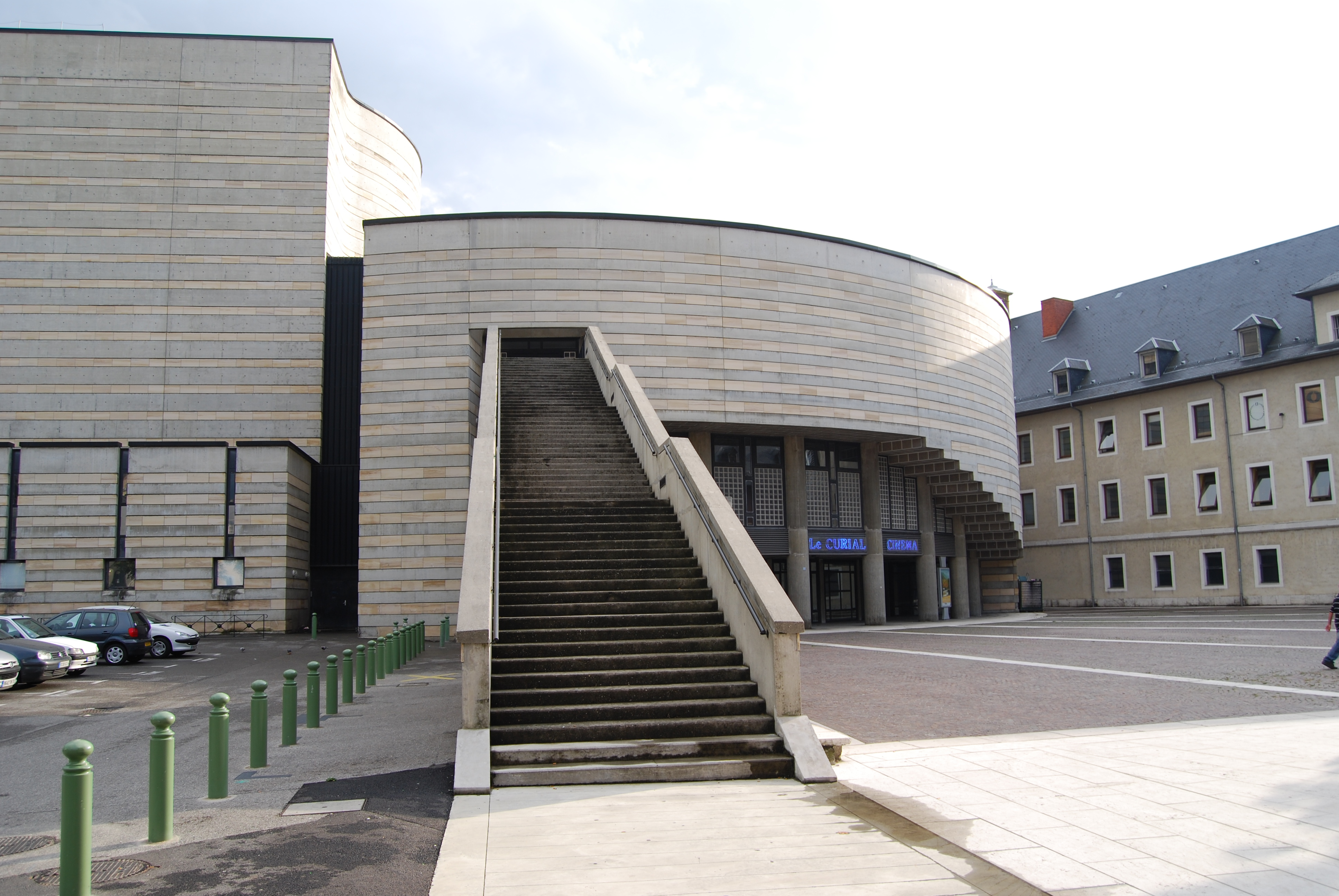
L'Espace culturel André-Malraux est accolé à la Médiathèque Jean-Jacques-Rousseau. L'escalier monumental permet l'accès au théâtre.

#### Musées et galeries
- Musée des Beaux-arts : Situé dans une ancienne halle aux grains construite au début du XIXe siècle appelée la « Grenette », le musée a été installé en 1889. Supervisés par l’architecte François Pelaz, les travaux mènent à démolir une partie du bâti pour ne conserver que le rez-de-chaussée. D’abord aménagé comme un musée-bibliothèque, le bâtiment devient entièrement un musée en 1992 lors de la création de la médiathèque Jean-Jacques-Rousseau. Le musée héberge des expositions temporaires ainsi qu’une collection permanente. Le rez-de-chaussée accueille aujourd’hui la boutique café Hector[316]. Lors du conseil municipal du 7 juillet 2025, la municipalité a voté la gratuité des collections permanentes du musée des Beaux-Arts [317]
- Maison Jean-Jacques Rousseau – les Charmettes : Installé entre 1736 et 1742 aux Charmettes avec son amante Madame de Warens, Jean-Jacques Rousseau dira qu’il a « joui d’un siècle de vue et d’un bonheur pur et plein » en l’espace de ces quelques années. Devenues lieu de pèlerinage après la mort de Rousseau, les Charmettes seront habitées par Georges-Marie Raymond qui ouvrira ses portes aux visiteurs au début du XIXe siècle. Le bâtiment détient aujourd’hui le label « Maison des Illustres »[318].
- Galerie Eureka : Le centre de culture scientifique de la Ville de Chambéry propose des expositions permanentes et temporaires sur le thème de la science. Les espaces découvertes permettent une approche ludique et interactive de sujets parfois complexes[319].
- Musée d’histoire naturelle de Chambéry : Venant à l'origine de la Société d'histoire naturelle, le musée d'Histoire naturelle voit le jour en 1846 dans la maison des jardiniers du château des ducs de Savoie. La collection contient des mammifères et des oiseaux des Alpes ainsi que des fossiles, réunissant en tout 120 000 spécimens[320].
- Musée savoisien : Le musée départemental d’histoire et des cultures de la Savoie héberge une collection permanente d'objets du patrimoine savoyard ainsi que des expositions temporaires[321].
- La Maison des parcs et de la montagne : Elle centralise les ressources environnementales relatives à la Savoie telles que les explorations des sites naturels, la mise en valeur des paysages, les actions entreprises, les enjeux des parcs naturels régionaux de la Chartreuse, du massif des Bauges et du parc national de la Vanoise[322].
- La rotonde ferroviaire : Construite au début du XXe siècle, elle héberge aujourd'hui les locomotives électriques historiques. Construite en 4 ans de 1906 à 1910, la rotonde de 108 m de diamètre pouvait contenir jusqu'à 72 locomotives. Elle est endommagée en 1944 lors de la guerre par des bombardements. En 1984, elle reçoit le titre de monument historique ce qui la protège de toute destruction potentielle et permet même d'être restaurée par la SNCF[323].
- L'hôtel de Cordon, centre d'interprétation de l'architecture et du patrimoine, 71, rue Saint-Réal, lieu de départ des visites de la ville effectuées par les guides-conférenciers de Chambéry.
- La galerie du Larith, pour les expositions d'art contemporain.
- La galerie l'Antichambre, 15, rue de Boigne.
- La galerie Ruffieux-Bril, rue Basse-du-Château.

#### Bibliothèques et médiathèques
- Médiathèque Jean Jacques Rousseau et bibliothèque Georges Brassens : Ces espaces proposent plus de 250 000 documents à emprunter. Il est possible d’emprunter 25 documents pour 28 jours dans chaque bibliothèque. De plus, les espaces offrent des ateliers multimédia et des expositions. Avec un taux d’activité équivalent à celui d’une ville deux fois plus grande, les bibliothèques sont de véritables espaces de démocratisation culturelle à Chambéry. La Ville compte également cinq bibliothèques associatives de quartier se trouvant à Bellevue, à Bissy, au Biollay, à Chantemerle et à Mérande[324].
- Camberi@ : Cette bibliothèque numérique patrimoniale offre l’accès à plusieurs milliers de documents historiques de la ville de Chambéry. Cartes, plans, manuscrits médiévaux, estampes, cartes postales, archives, partitions de musique… Camberi@ permet de découvrir le patrimoine historique de la ville[325].
- Bibliothèque voyageuse : Depuis 2007, cette bibliothèque itinérante assure un service hors les murs afin de toucher les publics qui fréquentent peu les bibliothèques. Les interventions de la bibliothèque voyageuse se font en lien avec les maisons de retraite, structures petite enfance, foyers de personnes handicapées, résidences sociales, maison d’arrêt…

#### Théâtre et salles de spectacles
- Théâtre Charles Dullin - Centre culturel Voltaire : Elaboré par l'architecte Charles-Bernard Pellegrini, le théâtre est construit en 1824. Cependant un incendie le détruit quasi entièrement en 1864, ainsi le théâtre actuel date de 1866. Le bâtiment possède le label scène nationale et est classé monument historique depuis 1986.
- Le Scarabée : Perchée sur les Hauts-de-Chambéry, cette salle accueille des concerts et spectacles en tout genre. Les associations locales sont invitées à se produire ainsi que les écoles et collèges de la ville pour leurs spectacles de fin d’année. La salle dispose de 600 places au total sur une surface de 450 m2[326].
- Espace Malraux : Situé près du Carré Curial, cet espace a été construit en 1987 d'après les plans de l'architecte Mario Botta. Scène nationale tout comme le théâtre Charles Dullin, l'espace Malraux accueille des spectacles de danse, de musique et de théâtre. Doté d'une salle de 950 places, d'une scène de 450 m2, d'une salle de répétition, un cinéma Art et Essai (CinéMalraux), deux salles d'exposition, des salles de réunion ainsi qu'un tiers-lieu "La Base". L'espace Malraux est géré par une association, l'AMCCS, et est financé par l’État et les collectivités locales[327].
- Centre de Congrès le Manège : Dans un ancien manège de cavalerie de l'époque Sarde, le centre contient des espaces plurifonctionnels sur deux niveaux, pour accueillir des congrès, séminaires, conventions, salons de 100 à 400 personnes. Composé d'une grande verrière, d'un amphithéâtre de 400 places, de 8 salles de réunions et d'une grande salle de 700 m2 pour accueillir l'espace restauration et/ou exposition.
- Le Phare : Inauguré en 2009, cette espace accueille des manifestations de grande ampleur telles que des compétitions sportives de niveau national voire international et des spectacles d’artistes renommés[328].

#### Art et musique
- La Cité des Arts : La création de la cité des arts est née d’un besoin d’équipements adaptés pour l'École nationale de musique, de danse et d'art dramatique ainsi que l'École municipale d'art. Le but était de regrouper ces écoles dans de nouveaux locaux pouvant également accueillir des associations artistiques. Le chantier de construction commence en 1999 en bordure du parc du Verney. Le bâtiment fait 10 800 m2 et dispose d’un auditorium de 220 places, de 3 studios de danse, de 2 ateliers pour les arts dramatiques, d’une soixantaine de salles de cours, d’une médiathèque, d’un espace d’exposition, d’une salle de musique actuelle et d’une salle de musiques actuelles[329].
- L’artothèque : Ce fonds d’œuvre d’art destinées au prêt compte plus de 480 pièces, principalement des estampes, des photographies et des dessins. Le fonds dispose d’œuvres d’artistes internationaux, nationaux et locaux. Le but est de promouvoir l’art en le rendant accessible au plus grand nombre[330].

#### Cinémas et tournages
Le 7e art a sa place au sein de la cité ducale. Chambéry compte plusieurs cinémas dont l’Astrée, le Forum, Curial, et le multiplexe Pathé Les halles. [réf. souhaitée]
La ville de Chambéry a hébergé de nombreux tournages de films :
- 1981 : Allons z'enfants d'Yves Boisset
- 1985 : L'Effrontée de Claude Miller
- 1992 : Le Pays des sourds de Nicolas Philibert
- 1993 : L'Écrivain public de Jean-François Amiguet
- 1996 : Fallait pas !... de Gérard Jugnot
- 1997 : C'est pour la bonne cause de Jacques Fansten
- 2000 : L'Affaire Marcorelle de Serge Le Péron
- 2001 : Mademoiselle de Philippe Lioret
- 2002 : Sur le bout des doigts d'Yves Angelo
- 2004 : Le Clan de Gaël Morel
- 2007 : Pur Week-end d'Olivier Doran
- 2007 : L'été indien de Alain Raoust
- 2008 : Le crime est notre affaire de Pascal Thomas
- 2012 : Associés contre le crime de Pascal Thomas
- 2020 : Pourquoi je vis de Laurent Tuel
- 2022 : Le lycéen de Christophe Honoré[332].

### Personnalités natives de Chambéry ou liées à la commune

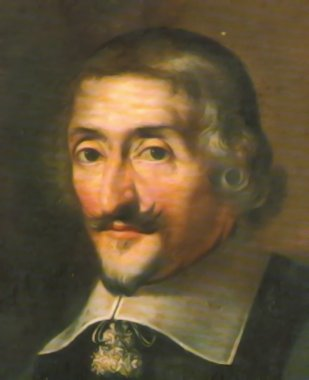
Claude Favre de Vaugelas.

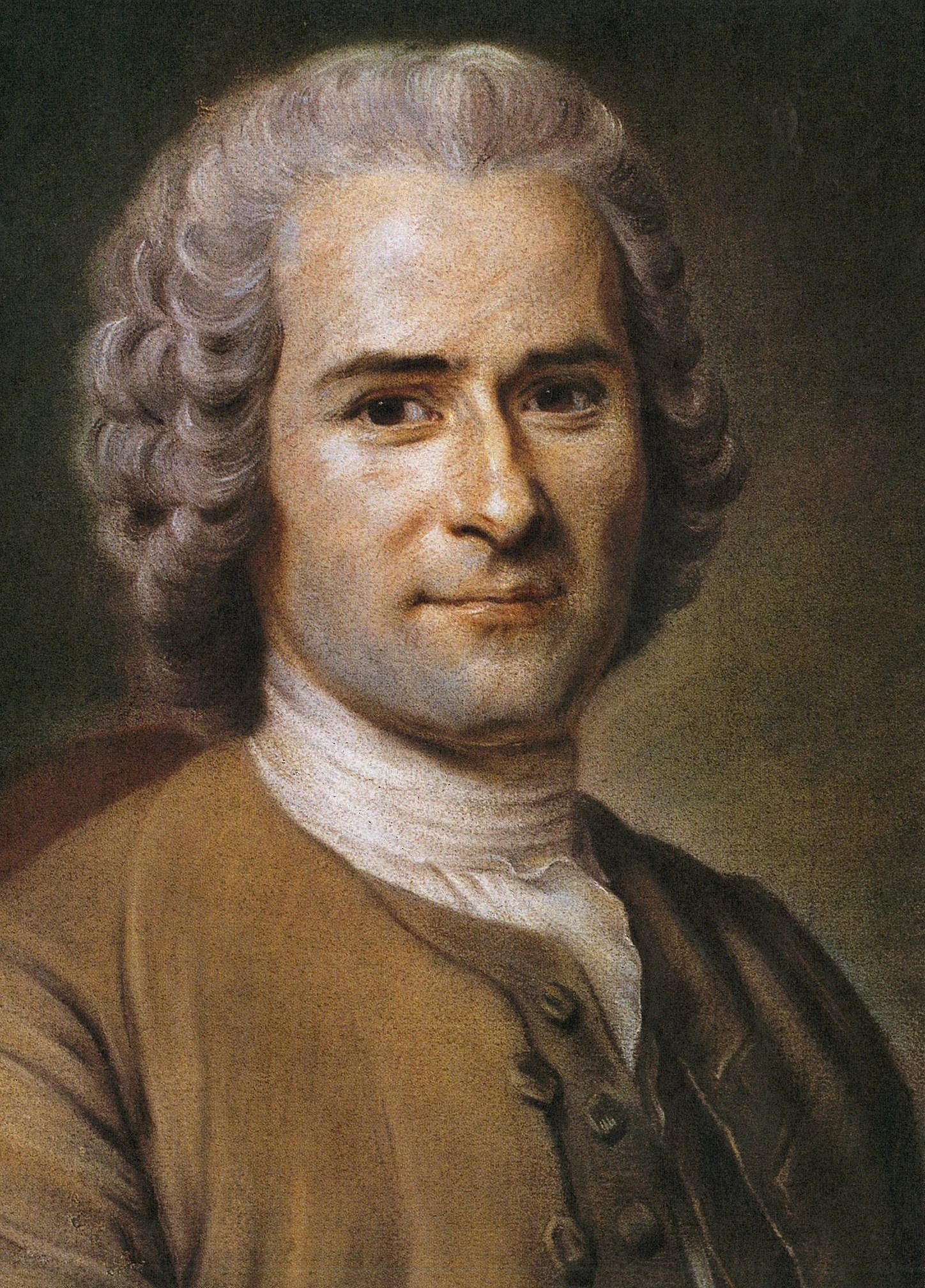
Jean-Jacques Rousseau.

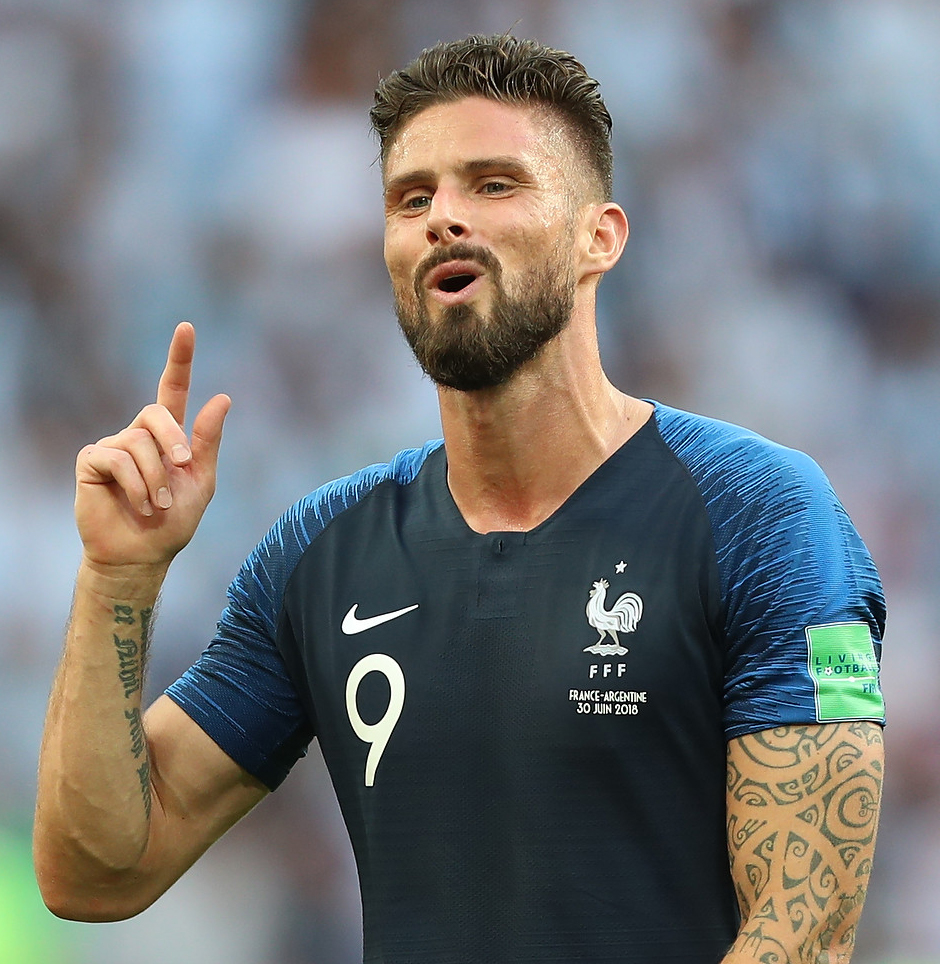
Olivier Giroud.

Voici ci-dessous un aperçu des personnalités les plus significatives ayant un attachement particulier à la ville :
- Comte Thomas Ier (1178-1233), qui achète la ville, exception faite du château, au vicomte Berlion de Chambéry, le 15 mars 1232[333].
- Comte Amédée V (v. 1249 - 1323). Il achète en 1295 le château de Chambéry, qui s'imposera comme la principale résidence comtale de Savoie.
- Joseph Colon Trabotto (1420-1480), Maharik, rabbin, érudit, talmudiste
- Emmanuel-Philibert de Pingon (1525-1582), natif de Chambéry, premier syndic de Chambéry de 1551 à 1552, historiographe du duc Emmanuel-Philibert de Savoie (1528-1580).
- Louis Milliet (1527-1599), natif de Chambéry, président du Sénat de Savoie, ambassadeur du duc Charles-Emmanuel Ier de Savoie.
- Marc-Claude de Buttet (1530-1586), natif de Chambéry, poète de la Renaissance et gentilhomme savoisien. Auteur en 1554, du libelle intitulé Apologie de la Savoie contre les injures et calomnies de Barthélémy Anneau.
- Antoine Favre (1557-1624), jurisconsulte, président du Souverain Sénat de Savoie en 1608.
- Claude-Louis de Buttet, (1562-1622), natif de Chambéry, sénateur au Sénat de Savoie, historiographe du duc Charles-Emmanuel de Savoie, auteur du libelle intitulé : « Le cavalier de Savoie, en réponse au soldat français ».
- Charles-Janus de Buttet (v.1590-1630), natif de Chambéry. Premier syndic de Chambéry, il négocie un traité d'armistice le 15 mai 1630 au camp de Barraux avec le roi Louis XIII, dont les troupes venaient d'envahir la Savoie.
- Claude Favre de Vaugelas (1595-1650), grammairien et académicien. Fils du président Favre. Un lycée de Chambéry porte son nom.
- Mme de Warens, (1699-1762), tutrice de Jean-Jacques Rousseau.
- Jean-Jacques Rousseau (1712-1778) - Chambérien d’adoption, il fit partie des philosophes des Lumières, mais est considéré également comme écrivain, musicien.
- Amédée François Frézier (1682-1773), natif de Chambéry, ingénieur militaire, explorateur, botaniste, navigateur et cartographe français. Une rue porte son nom.
- Benoît de Boigne (1751-1830), natif de Chambéry. Général en Inde, président du conseil général en Savoie. En hommage, une statue a été érigée à son effigie dans la ville, Fontaine des éléphants, dite aussi Quatre-sans-cul.
- Joseph de Maistre (1753-1821), natif de Chambéry. Philosophe, sénateur de Savoie, ministre plénipotentiaire du roi de Sardaigne auprès du tsar Alexandre Ier de Russie.
- Xavier de Maistre (1763-1852), natif de Chambéry, écrivain, général au service du tsar Alexandre Ier de Russie. (En hommage aux frères Joseph et Xavier de Maistre, une statue a été érigée au seuil du château de Chambéry).
- Marie-Jean Hérault de Séchelles (1759-1794), commissaire de la Convention à Chambéry en 1793, guillotiné le 5 avril 1794 à Paris avec les Dantonistes.
- Frédéric d'Alexandry d’Orengiani, (1829-1894), maire de Chambéry de 1860 à 1870.
- Louis Charles Trabut (1853-1929), botaniste et médecin natif de Chambéry. Son nom est associé à celui du frère Clément à propos des clémentines.
- Louise Espinasse Mongenet (1871-1956), romancière, poétesse et traductrice française, décédée à Toulouse
- Gabriel Pérouse (1874-1928), archiviste-paléographe, directeur des Archives de Chambéry, membre de l'Académie de Savoie, président de la Société savoisienne d'histoire et d'archéologie de Chambéry de 1922 à 1928, auteur d'un livre sur les Environs de Chambéry et d'une étude sur le Vieux Chambéry.
- Jean Touzet du Vigier, (1888-1980), natif de Chambéry, général de corps d'armée, grand-croix de la Légion d'Honneur. Il a commandé la Ire division blindée (Ire DB), qui a participé à la Libération de la France.
- Daniel-Rops (1901-1965) Henri Petiot, dit « Daniel-Rops », écrivain et historien français.
- Paul Barruel (1901-1982), né à Chambéry, peintre, illustrateur et naturaliste français né à Paris, est décédé à Chambéry.
- Michel Aglietta (1938-2025), économiste français, est né à Chambéry.
- Jean-Pierre Amat (1962-), champion olympique de tir.
- Tom de Pékin (Daniel Vincent) (1963), peintre, dessinateur, performeur et réalisateur.
- Karine Lacombe (1970), née à Chambéry, infectiologue.
- Yann Barthès (1974), né à Chambéry. Journaliste, animateur et producteur français de télévision. Il anime Le Petit Journal sur Canal+ jusqu'en 2016, avant d'entraîner son équipe sur TMC dans l'émission Quotidien.
- Renaud Capuçon (1976), né à Chambéry, violoniste.
- Hervé Chaffardon (1965), né à Chambéry, rugbyman ancien joueur du FC Grenoble, SO Chambéry, Stade français et du Pays d'Aix RC, plusieurs fois champion de France.
- Frédéric Vélo (1966), né à Chambéry, rugbyman ancien joueur du FC Grenoble, RC Toulon et du SO Chambéry, appelé en équipe de France en 1990[334] et 1992[335].
- Céline Clanet (1977), née à Chambéry, photographe.
- Gautier Capuçon (1981), né à Chambéry, violoncelliste.
- Olivier Giroud (1986), né à Chambéry, footballeur évoluant au LAFC et champion du monde avec l'équipe de France lors de la Coupe du monde 2018.
- Nouria Newman (1991), née à Chambéry. Championne du monde de kayak extrême.
- Léa Elui (2001), née à Chambéry, influenceuse.

### Héraldique
| Armes de Chambéry | Les armes de Chambéry se blasonnent ainsi : De gueules à la croix d'argent cantonnée en chef à dextre d'une étoile d'or. Cette ville, ancienne capitale du duché de Savoie, possède des armoiries de patronage, c'est-à-dire que, par concession de ses anciens princes, elle porte leurs armes, mais brisées. Ces armoiries ont dû être octroyées à la ville de Chambéry dans la première moitié du XVIIe siècle. La devise, Custodibus istis (Par ces gardiens), semble avoir trait à la haute protection des ducs de Savoie qui, de leur grande autorité, appuyaient les droits de leur capitale et en devenaient les gardiens, ou bien à leur action de gardiens des cols des Alpes. | Armes de Chambéry avec ornements |

## Pour approfondir

#### Ouvrages sur Chambéry
- Christian Sorrel (dir.), Michel Brocard, Bernard Demotz, André Palluel-Guillard, Pierre Préau et Jean Prieur, Histoire de Chambéry, Privat, 1992 (ISBN 2-70898-303-2)
- François Juttet (dir.) et Guides-conférenciers de Chambéry, Chambéry : Lecture d'une ville, Éd. Comp'Act, 2005, 448 p. (ISBN 2-87661-374-3)
- François Juttet, Chambéry un patrimoine à découvrir, Association des Guides-Conférenciers, 2016, 112 pages  (ISBN 979-10-90309-01-2)
- Monique Dejammet et André Palluel-Guillard, Chambéry à la Belle Époque, la Fontaine de Siloé, 2007 (ISBN 2-84206-231-0)
- Jean-Olivier Viout et Claude Fachinger, Chambéry intime, Alan Sutton, 2002 (ISBN 2-84253-661-4)
- Jean-Olivier Viout, Chambéry au fil d'un siècle : 1900-2000, La Fontaine de Siloé, 2001
- Jean-Olivier Viout, Chambéry 1944, La Fontaine de Siloé, 2012
- Gabriel Pérouse, Le Vieux Chambéry, Pyremonde, 2009
- Collectif, Chambéry, un carrefour alpin, Glénat, coll. « l’Alpe » (no 59), 2013
- Monique Dacquin, Chambéry d'antan, Hervé Chopin Éditions, 2014, 94 pages (978-2357201859)

#### Autres ouvrages
- Albert Dauzat et Charles Rostaing, Dictionnaire étymologique des noms de lieu en France, Paris, Librairie Guénégaud, 1979 (ISBN 2-85023-076-6), p. 134b sous Cambayrac
- Michèle Brocard, Lucien Lagier-Bruno et André Palluel-Guillard, Histoire des communes savoyardes, vol. 1 : Chambéry et ses environs. Le Petit Bugey, Roanne, Éditions Horvath, 1982, 475 p. (ISBN 978-2-7171-0229-1), p. 19-125. (lire en ligne)
- Charles Rostaing, Les noms de lieux, coll. « Que sais-je ?, Presses universitaires de France », 1985, 10e éd., chap. II (« les Ligures »), p. 31
- Adolphe Gros, Dictionnaire étymologique des noms de lieu de la Savoie, La Fontaine de Siloé, 1935 (réimpr. 2004, 2021) (1re éd. 1935), 519 p. (ISBN 978-2-84206-268-2, lire en ligne), p. 100, article « Chambéry ».